# Papa Benedetto XVI
Papa Benedetto XVI, in latino Benedictus PP. XVI; in tedesco Benedikt XVI (nato Joseph Aloisius Ratzinger; Marktl, 16 aprile 1927 – Città del Vaticano, 31 dicembre 2022), è stato il 265º papa della Chiesa cattolica e vescovo di Roma, 7º sovrano dello Stato della Città del Vaticano, primate d'Italia, oltre agli altri titoli propri del romano pontefice, dal 19 aprile 2005 al 28 febbraio 2013.
Settimo pontefice tedesco nella storia della Chiesa cattolica, Benedetto XVI ha tuttavia rinunciato al titolo di patriarca d'Occidente impiegato dai suoi predecessori.
Affermato professore di teologia, partecipò al Concilio Vaticano II e successivamente prese parte attiva alle riviste Concilium e Communio, della quale fu tra i fondatori. Nominato arcivescovo di Monaco e Frisinga e creato cardinale da papa Paolo VI nel 1977, durante il pontificato di Giovanni Paolo II fu tra i suoi più stretti collaboratori, essendo stato chiamato a reggere la Congregazione per la dottrina della fede dal 1981 al 2005. Decano del collegio cardinalizio dal 2002, con il conclave del 2005 succedette a papa Giovanni Paolo II.
Nel concistoro ordinario dell'11 febbraio 2013 annunciò la rinuncia «al ministero di vescovo di Roma, successore di san Pietro», con decorrenza della sede vacante il 28 dello stesso mese. È stato l'ottavo pontefice a rinunciare al ministero petrino, se si considerano unicamente i casi dei papi di cui si hanno fonti storiche certe o molto attendibili: Clemente I, Ponziano, Silverio, Benedetto IX, Gregorio VI, Celestino V e Gregorio XII (anche se solo due papi rinunciarono volontariamente e senza minacce di guerra, Celestino V e appunto Benedetto XVI). Al soglio pontificio gli è succeduto papa Francesco, eletto il 13 marzo 2013. Dopo le dimissioni, il suo titolo diventò sommo pontefice emerito o papa emerito, mentre il suo trattamento rimase quello di Sua Santità.

## Biografia

### Infanzia e gioventù

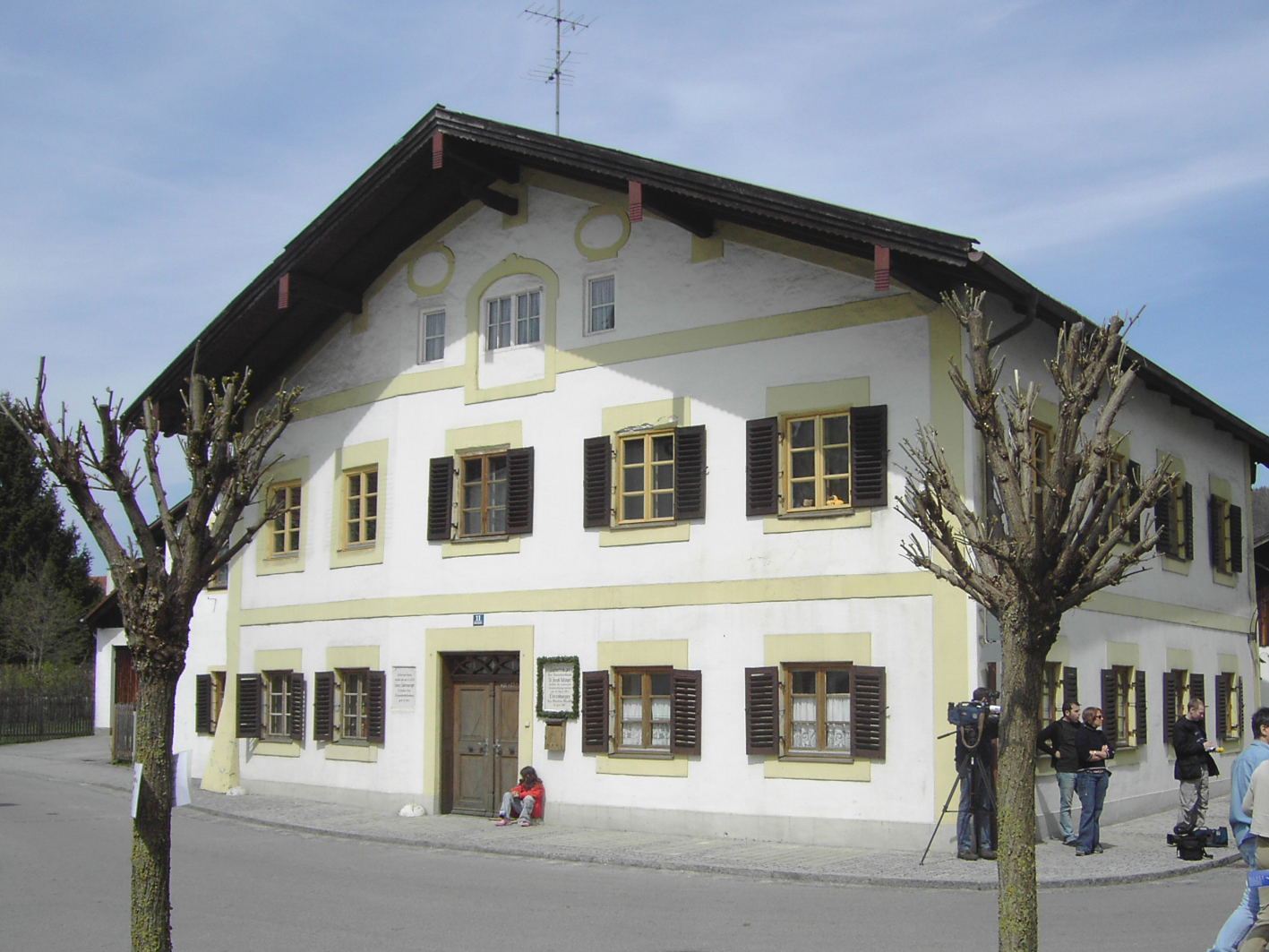
La casa natale di Joseph Ratzinger presso Marktl

Joseph Aloisius Ratzinger nacque il 16 aprile 1927, sabato santo, nella casa dei genitori a Marktl, in Baviera, presso il numero 11 di Schulstrasse, e fu battezzato lo stesso giorno. Era il terzo figlio, il minore, di Maria Rieger (1884-1963) e di Joseph Ratzinger senior (1877-1959); prima di lui, nacquero Maria (1921-1991) e Georg (1924-2020).
Il padre era commissario di gendarmeria e proveniva da una modesta famiglia di agricoltori della diocesi di Passavia, nella Bassa Baviera. Prestò servizio sia nella Landespolizei sia nella Ordnungspolizei prima di ritirarsi nel 1937 nella città di Traunstein. Fu descritto come un antinazista che, in resistenza alle camicie brune di Hitler, fece trasferire la sua famiglia diverse volte. La madre era figlia di artigiani di Rimsting, paese sito sulle rive del lago Chiemsee, in Baviera. Prima di sposarsi, aveva lavorato come cuoca in diversi alberghi. Come la bisnonna, anche la nonna materna, Maria Tauber-Peintner, era nata a Rasa il 29 giugno 1855, paesino altoatesino appartenente al comune di Naz-Sciaves, nei pressi di Bressanone, che allora si trovava nel territorio dell'Impero austriaco, mentre dal 1919 è in territorio italiano.
Il fratello Georg disse del padre: "Era un acerrimo nemico del nazismo perché credeva che fosse in conflitto con la nostra fede". La famiglia Ratzinger conobbe inoltre da vicino l'orrore del programma di eutanasia dei portatori di handicap del regime nazista. Fu lo stesso cardinale Ratzinger a raccontarlo in una conferenza del Pontificio consiglio della pastorale per gli operatori sanitari in Vaticano, il 28 novembre 1996, e John Allen, biografo di Ratzinger, scrisse di quella vicenda: «Ratzinger aveva un cugino affetto dalla sindrome di Down, che nel 1941 aveva 14 anni. Questo cugino era solo pochi mesi più giovane di Ratzinger e fu portato via dalle autorità naziste per una "terapia". Non molto tempo dopo la famiglia ricevette la notizia che era morto, presumibilmente fu ritenuto uno degli "indesiderabili" di quel periodo e fu eliminato». La loro sorella Maria non si sposò mai e fece la promessa ai genitori di prendersi cura dei suoi fratelli. Morì nel 1991, realizzando quella promessa. Il loro prozio Georg Ratzinger fu invece un presbitero e membro del Reichstag, cioè del parlamento tedesco.

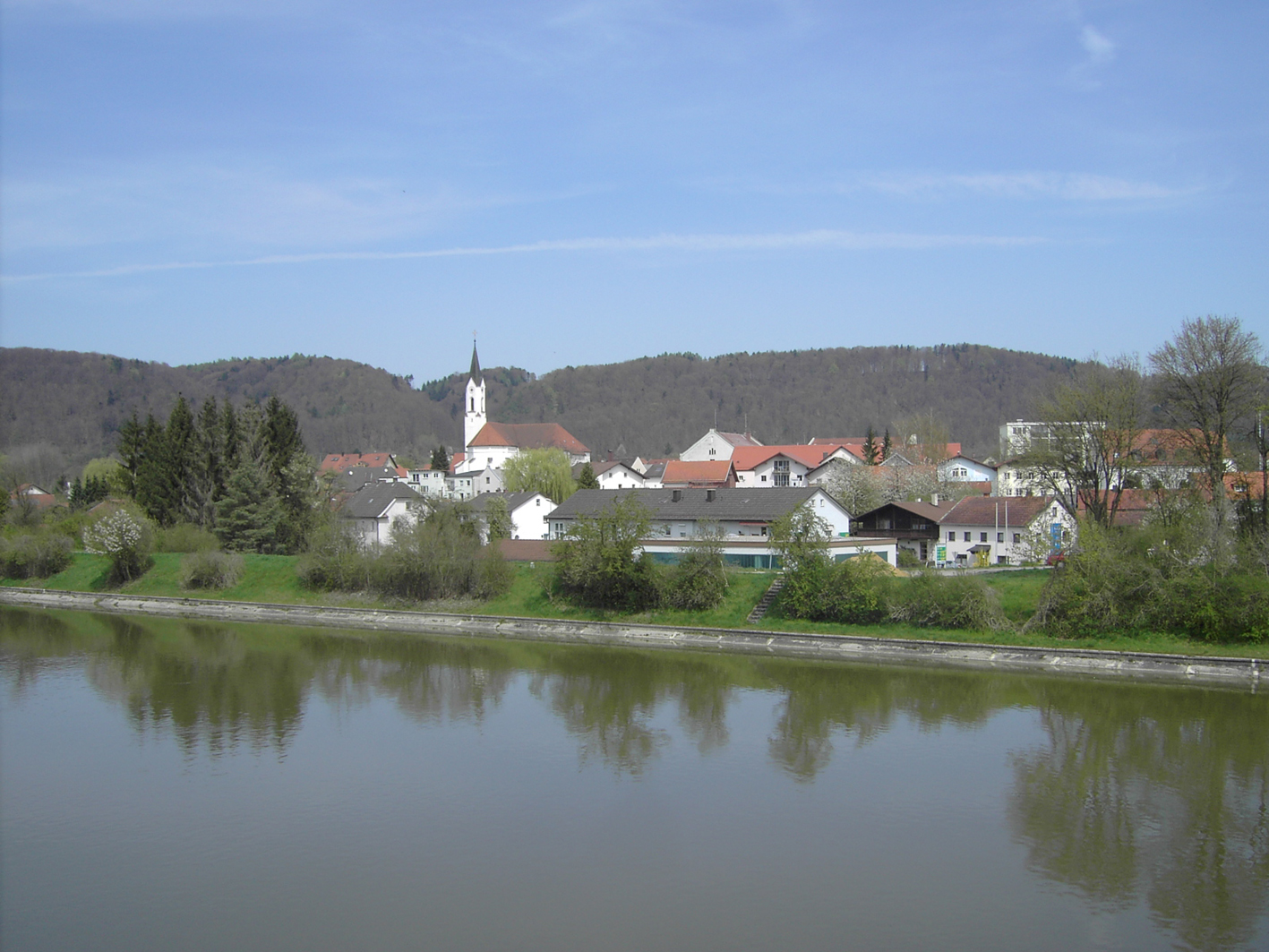
Una veduta di Marktl, città natale del pontefice

Nel 1939, all'età di dodici anni, s'iscrisse al seminario minore di Traunstein, in cui rimase fino al 1942, anno in cui il seminario fu chiuso per uso militare e gli studenti furono mandati a casa. Tornò allora al Gymnasium di Traunstein. Dopo i quattordici anni, nel 1941, Ratzinger fu iscritto nella Gioventù hitleriana, come previsto dalla legge Gesetz über die Hitlerjugend (Legge sulla gioventù hitleriana), emendata il 6 marzo 1939 e in vigore dal 25 marzo 1939 fino al 1945, che obbligava tutti i giovani di età compresa fra i quattordici e i diciotto anni ad arruolarvisi. Dopo la chiusura del seminario continuò le sue presenze obbligatorie alla Gioventù hitleriana contro la sua volontà, per non ricevere sanzioni pecuniarie sulle tasse scolastiche del Gymnasium. Le sanzioni pecuniarie furono evitate grazie a un professore di matematica comprensivo, che gli permise di non partecipare alle riunioni. Nel libro Sale della terra, Ratzinger scrisse: "Grazie a Dio a scuola c'era un insegnante di matematica molto comprensivo. Era personalmente nazista, ma una persona onesta. Un giorno mi disse: «Vacci almeno una volta, così saremo a posto». Quando però si accorse che io non volevo, mi disse: «Ti capisco, sistemerò io la faccenda»".

### Il servizio militare
All'età di sedici anni, nel 1943, il giovane Joseph venne assegnato al programma Luftwaffenhelfer (personale di supporto alla Luftwaffe), insieme a molti suoi compagni di classe. Dapprima fu inviato con la sua unità a Ludwigsfelde, a nord di Monaco, e fu assegnato a un reparto di artiglieria contraerea esterno alla Wehrmacht, che difendeva gli stabilimenti della BMW. Fu assegnato per un anno a un reparto di intercettazioni radiofoniche.
Il 10 settembre 1944 la sua unità fu sciolta e poté fare ritorno in famiglia, ma già tornando a casa Ratzinger ricevette l'avviso di un nuovo progetto, nel Reichsarbeitsdienst. Fu quindi trasferito al confine ungherese dell'Austria, annessa alla Germania nell'Anschluss, nel 1938, e incaricato di costruire le difese anticarro in preparazione dell'attesa offensiva dell'Armata Rossa.
Il 20 novembre 1944 la sua unità fu nuovamente sciolta e Ratzinger fece nuovamente ritorno a casa. Dopo tre settimane fu arruolato nell'esercito tedesco a Monaco e assegnato alla caserma di fanteria nel centro di Traunstein, la stessa città nelle cui vicinanze la sua famiglia viveva. Dopo l'addestramento di base nella fanteria fu inviato insieme alla sua unità a compiere marce in alcune città tedesche per sollevare il morale della popolazione. Non fu mai inviato al fronte e durante tutto questo periodo non ebbe mai necessità di sparare un colpo; non si trovò mai a partecipare a scontri armati. Come egli stesso ricordò, nell'aprile del 1945, durante una di queste marce, disertò. Le diserzioni erano molto diffuse durante le ultime settimane di guerra, sebbene i disertori fossero soggetti a fucilazione se catturati. Ratzinger riuscì a evitare la fucilazione, prevista per i disertori, grazie a un sergente che lo fece fuggire.
Con la disfatta tedesca e l'arrivo degli americani nella cittadina, Ratzinger fu identificato come soldato e fu recluso per alcune settimane in un campo degli Alleati vicino a Ulma, come prigioniero di guerra. Venne rilasciato il 19 giugno 1945. La famiglia Ratzinger si riunì a Traunstein quando anche il fratello Georg, prigioniero in Italia, fece ritorno.

### Studi filosofici e teologici; il presbiterato

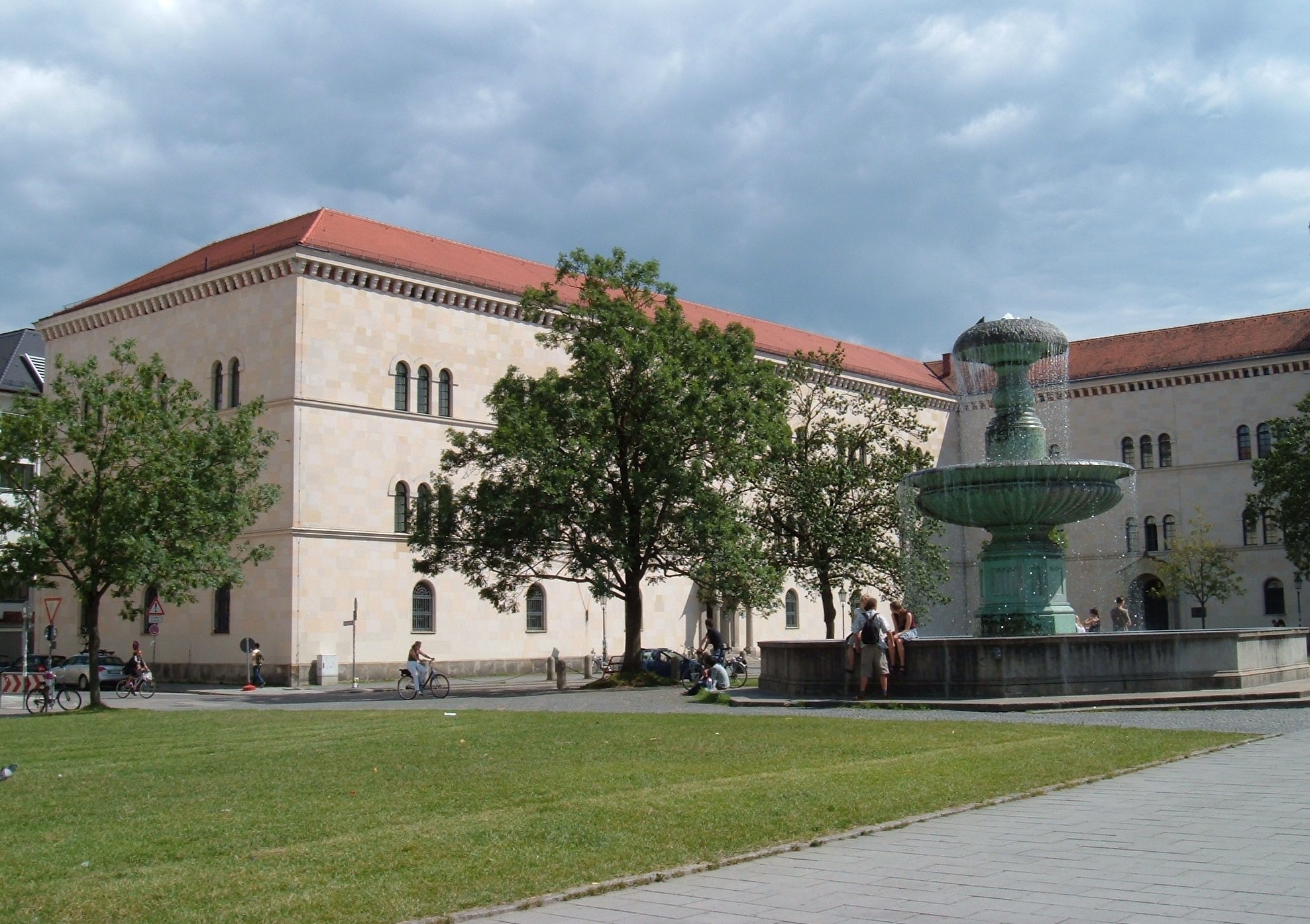
Il seminario Georgianum di Monaco che frequentarono i fratelli Joseph e Georg Ratzinger

Nel 1946 Joseph si iscrisse all'Istituto superiore di filosofia e teologia di Frisinga, ove studiò filosofia e teologia cattolica, ma, ben presto, nel 1947, si trasferì nel seminario Herzogliches Georgianum di Monaco di Baviera, un seminario interdiocesano dove confluivano tutti i candidati al sacerdozio della Baviera, e continuò gli studi di filosofia e teologia presso l'Università Ludwig Maximilian di Monaco, ivi adiacente, fino al 1950. Egli descrisse gli anni di Frisinga come un periodo culturalmente molto ricco e stimolante. La formazione che ricevette risentì soprattutto del neoplatonismo agostiniano e del pensiero di Pascal, correnti filosofiche molto presenti nell'ambiente culturale tedesco.
Il 29 ottobre 1950 fu ordinato diacono da Johannes Baptist Neuhäusler, vescovo titolare di Calidone e ausiliare di Monaco e Frisinga. Il 29 giugno 1951, all'età di ventiquattro anni, assieme a suo fratello maggiore Georg fu ordinato presbitero dal cardinale Michael von Faulhaber, arcivescovo di Monaco e Frisinga.
L'11 luglio 1953 discusse la tesi di dottorato in teologia su sant'Agostino, dal titolo Popolo e casa di Dio nella dottrina agostiniana della Chiesa, riportando la valutazione massima summa cum laude. Nel 1955 presentò la dissertazione su san Bonaventura dal titolo La teologia della storia di san Bonaventura, sotto la guida del docente di teologia fondamentale Gottlieb Söhngen, per l'abilitazione all'insegnamento universitario. Venne accusato dal correlatore Michael Schmaus di un «pericoloso modernismo» per il fatto che le idee teologiche espresse avrebbero potuto portare alla soggettivizzazione del concetto di rivelazione. La tesi fu opportunamente modificata, pur conservando comunque la struttura di pensiero e l'anno successivo Ratzinger superò l'esame di abilitazione. I suoi contrasti con il correlatore, sorti soprattutto perché ne aveva criticato le posizioni considerandole ormai superate, favorirono un avvicinamento a Karl Rahner, noto teologo accademico della Nouvelle Théologie e sostenitore della riforma della Chiesa, che lo stesso Schmaus aveva invitato a Königstein, assieme a tutti i dogmatici di lingua tedesca, per la Pasqua del 1956 al fine di costituire l'associazione tedesca dei teologi dogmatici e fondamentali.

### La carriera accademica e il Concilio Vaticano II
Nel maggio 1957 ottenne la cattedra di teologia fondamentale presso l'Università di Monaco. Nel dicembre 1957 ottenne la cattedra di teologia dogmatica e fondamentale presso l'Istituto superiore di teologia e filosofia di Frisinga. Divenne professore all'Università di Bonn nel 1959 e la sua lezione inaugurale fu su Il Dio della fede e il Dio della filosofia. Nel 1963 si trasferì all'Università di Münster.

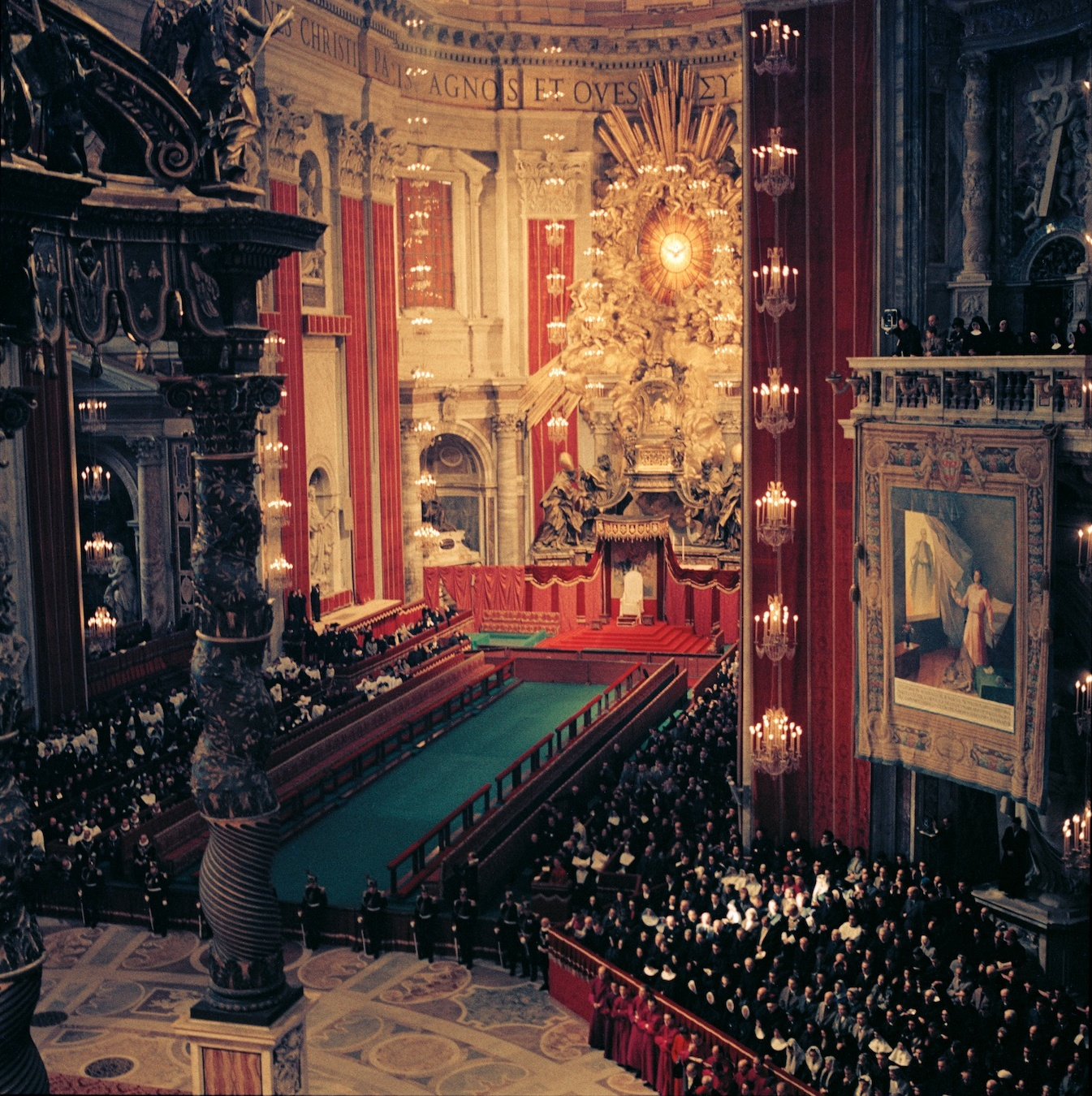
Interno della basilica di San Pietro in Vaticano durante il Concilio Vaticano II

Per il giovane professore fu un'esperienza fondamentale la partecipazione, dal 1962, al Concilio Vaticano II, dove acquisì notorietà internazionale. Inizialmente partecipò come consulente teologico dell'arcivescovo di Colonia cardinale Josef Frings e poi come perito del Concilio, su interessamento dello stesso Frings, fin dalla fine della prima sessione. Risulta interessante sottolineare che Ratzinger, grazie al cardinale Frings che lo teneva aggiornato, poté consultare regolarmente gli schemi preparatori (schemata) che sarebbero stati presentati ai Padri dopo la convocazione dell'assemblea conciliare. In qualità di perito predispose gli schemi relativi alle fonti della Rivelazione, insieme a Rahner.
Fu un periodo in cui arricchì molto le proprie conoscenze teologiche, avendo infatti avuto modo di incontrare molti teologi come Henri-Marie de Lubac, Jean Daniélou, Yves Congar, Gérard Philips, oltre a cardinali e vescovi di tutto il mondo. Durante il tempo del Concilio, per la collaborazione con teologi come Hans Küng e Edward Schillebeeckx, Ratzinger fu visto come un riformatore.
Nel 1966 fu nominato alla cattedra di teologia dogmatica presso l'Università di Tubinga, dove fu collega di Hans Küng. Nel suo libro del 1968, Introduzione al cristianesimo, scrisse che il papa ha il dovere di sentire differenti voci all'interno della Chiesa prima di prendere una decisione e minimizzò la centralità del papato. Durante questo tempo prese le distanze dall'atmosfera di Tubinga e dalle tendenze marxiste del movimento studentesco degli anni sessanta, che divenne rapidamente radicale negli anni 1967 e 1968, concludendosi in una serie di disturbi e disordini nei mesi di aprile e maggio del 1968. Ratzinger riconobbe sempre più una connessione tra questi sviluppi e quelli associati, come anche il diminuito rispetto tra i suoi studenti per l'autorità, con l'allontanamento dagli insegnamenti cattolici tradizionali. Nonostante la sua inclinazione riformista, le sue idee finirono per contrastare con le idee liberali, ottenendo una diffusione nei circoli teologici. Alcune voci, tra cui quelle di Hans Küng, ritennero queste idee proiettate verso il conservatorismo, mentre lo stesso Ratzinger, in un'intervista del 1993, affermò: "Non vedo interruzione, negli anni, delle mie vedute di teologo." Ratzinger continuò a difendere il lavoro del Concilio Vaticano II e, in particolare, Nostra aetate, il documento sul rispetto delle altre religioni, sull'ecumenismo e sulla dichiarazione del diritto alla libertà di religione. In seguito, come prefetto della Congregazione per la dottrina della fede, espresse più chiaramente la posizione della Chiesa cattolica sulle altre religioni nel documento Dominus Iesus, dell'anno 2000, che riguarda l'impegno dei cattolici romani nel dialogo ecumenico. Durante i suoi anni all'Università di Tubinga, pubblicò articoli sulla rivista teologica riformista Concilium, anche se scelse temi meno riformisti di altri partecipanti alla rivista, come appunto Hans Küng ed Edward Schillebeeckx.
Nel 1969 tornò in Baviera, chiamato all'Università di Ratisbona. Nel 1972 fondò la rivista teologica Communio insieme con Hans Urs von Balthasar, Henri de Lubac, Walter Kasper e altri. Communio, ora pubblicata in diciassette lingue, tra cui tedesco, inglese e spagnolo, divenne un giornale di spicco del pensiero teologico cattolico nell'orizzonte contemporaneo. Fino alla sua elezione a papa, rimase uno dei più prolifici collaboratori della rivista. Nel 1976 suggerì che la Confessione augustana potesse essere eventualmente riconosciuta come una dichiarazione di fede cattolica.
Fu vicepresidente dell'Università di Ratisbona dal 1976 al 1977.
Fu relatore della tesi di dottorato di Barthélemy Adoukonou (futuro vescovo beninese, nominato poi da Ratzinger stesso segretario del Pontificio consiglio della cultura nel 2009) sulla presunta ermeneutica cristiana del vudù. La discussione della tesi venne anticipata al marzo 1977 per via della nomina ad arcivescovo di Monaco e Frisinga.

### Arcivescovo di Monaco e Frisinga

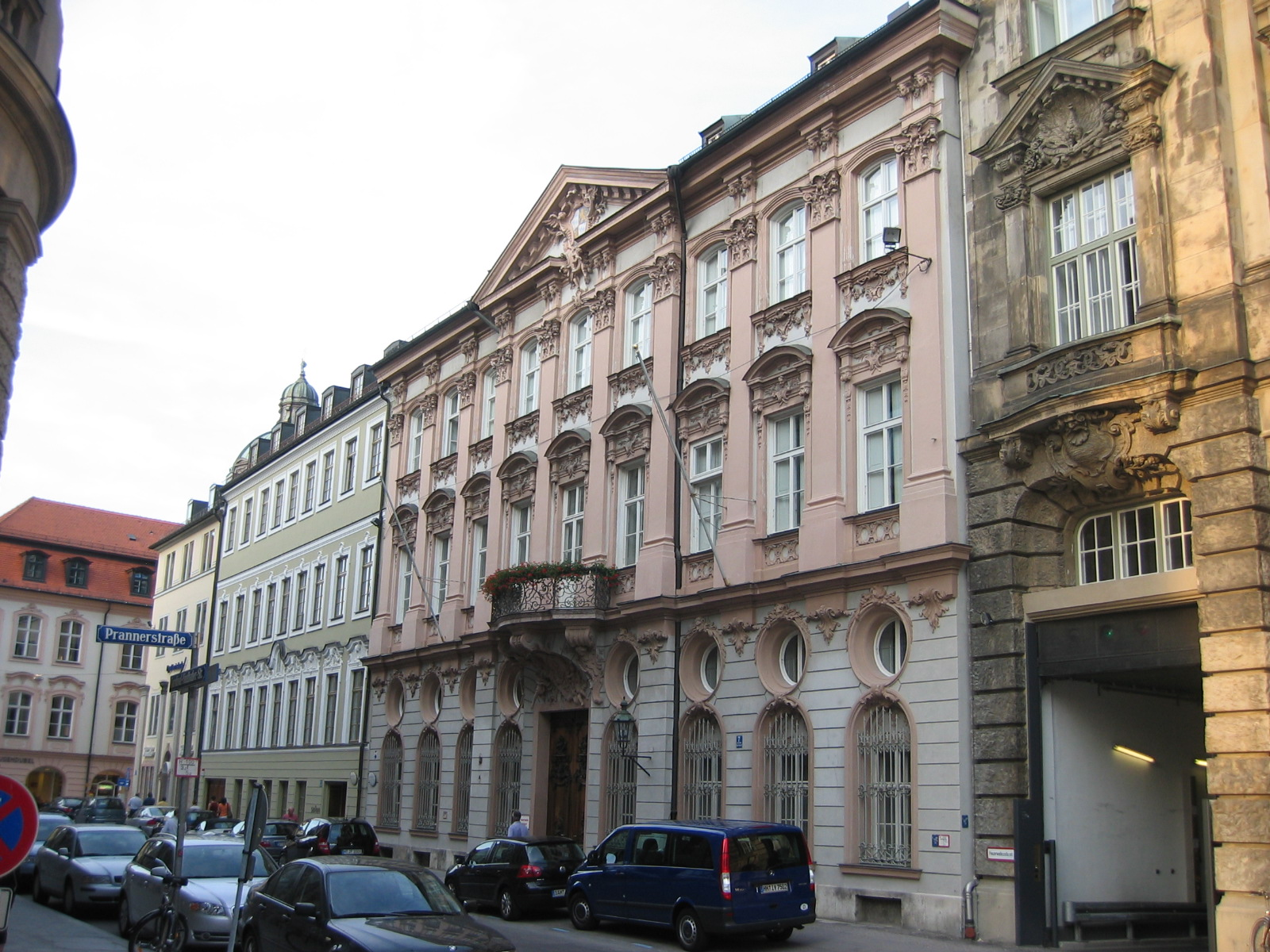
Residenza arcivescovile a Monaco di Baviera

Il 24 marzo 1977 venne nominato arcivescovo di Monaco e Frisinga da papa Paolo VI e il 28 maggio dello stesso anno ricevette la consacrazione episcopale per mano di Josef Stangl, vescovo di Würzburg, assistito dal vescovo di Ratisbona Rudolf Graber e dal vescovo ausiliare di Monaco e Frisinga Ernst Tewes.
Come motto episcopale scelse l'espressione Cooperatores veritatis, collaboratori della verità, tratta dalla Terza lettera di Giovanni, al versetto 8. Lo stesso monsignor Ratzinger ne dette spiegazione:
Il 15 febbraio 1982, poco meno di un lustro dopo la nomina episcopale, si dimise da arcivescovo di Monaco e Frisinga in virtù delle nuove disposizioni papali che lo chiamarono a stabilirsi in Vaticano.

### Cardinale di Santa Romana Chiesa

Stemma cardinalizio di Joseph Ratzinger

Papa Paolo VI consegna l'anello cardinalizio a Joseph Ratzinger

Pochi mesi dopo la nomina ad arcivescovo, il 27 giugno 1977 lo stesso papa Paolo VI lo creò cardinale, assegnandogli il titolo presbiterale di Santa Maria Consolatrice al Tiburtino. In quella stessa occasione papa Montini lo definì un «insigne maestro di teologia». Prese possesso del titolo il 15 ottobre 1977.
L'anno successivo prese parte ai due conclavi dell'agosto e dell'ottobre 1978 che elessero al soglio pontificio rispettivamente Albino Luciani e Karol Wojtyła. Il 25 novembre 1981 papa Giovanni Paolo II lo nominò prefetto della Congregazione per la dottrina della fede, presidente della Pontificia commissione biblica e della Commissione teologica internazionale. Dal 1986 al 1992 fu inoltre chiamato a presiedere la Commissione per la preparazione del Catechismo per la Chiesa universale. Il 15 aprile 1993 fu elevato alla dignità di cardinale vescovo e gli fu affidata la sede suburbicaria di Velletri-Segni, che mantenne fino alla sua elezione a papa. Prese possesso della sede il 16 maggio 1993. Dal 2003 fu presidente della Commissione cardinalizia per la preparazione del Compendio del Catechismo della Chiesa cattolica.
Gli incarichi di prefetto e presidente delle commissioni pontificie terminarono il 2 aprile 2005 con la morte di papa Giovanni Paolo II. Partecipò anche al suo terzo conclave che iniziò il 18 aprile 2005 e in qualità di decano del Sacro Collegio dei cardinali presiedette la messa Pro Eligendo Romano Pontifice e lo stesso conclave che lo elesse papa.

#### Prefetto della Congregazione per la dottrina della fede

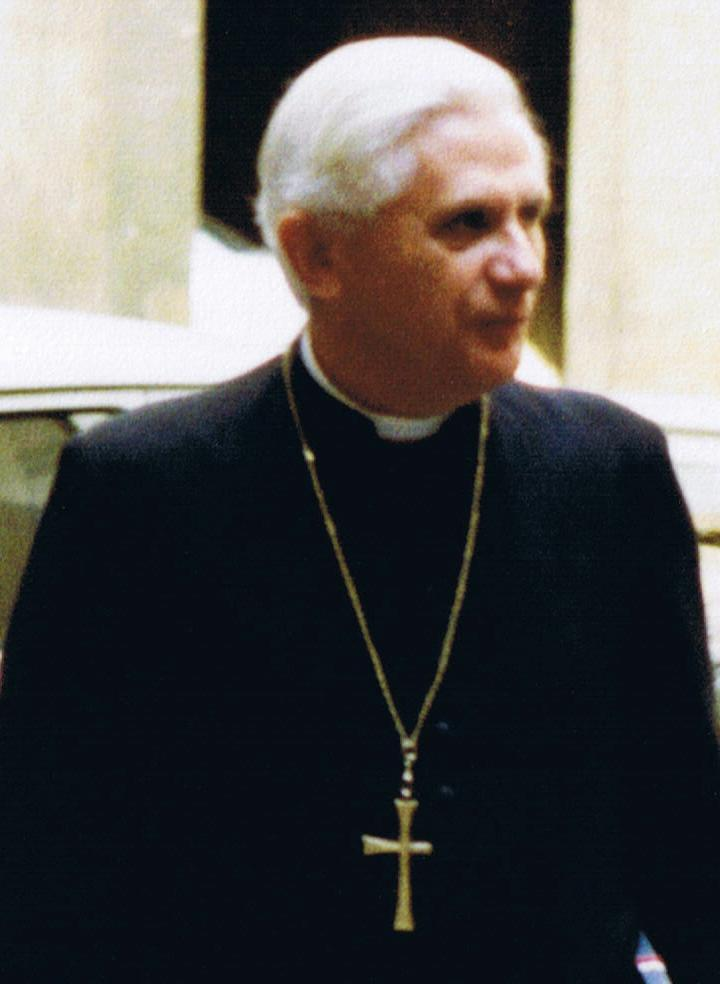
Il cardinale Ratzinger nel 1988

Il 25 novembre 1981 papa Giovanni Paolo II lo nominò prefetto della Congregazione per la dottrina della fede, l'organo della Santa Sede che si occupa di vigilare sulla correttezza della dottrina cattolica, carica che manterrà fino all'elevazione al soglio pontificio.
Nel 1985, rompendo la lunga tradizione di discrezione che caratterizzava l'ex Sant'Uffizio, accettò di essere intervistato dal giornalista italiano Vittorio Messori, già autore di due saggi su Gesù. Dall'incontro dell'agosto 1984 in un'ala chiusa del seminario di Bressanone, nacque il libro Rapporto sulla fede che, oltre a riscuotere successo in termini di vendite, provocò adesioni ma anche critiche all'interno e all'esterno della Chiesa cattolica.
Nel 1986, nel ruolo di prefetto della Congregazione per la dottrina della fede, firmò il documento intitolato Cura pastorale delle persone omosessuali, in cui si definisce l'omosessualità come "inclinazione oggettivamente disordinata".
In qualità di prefetto della Congregazione per la dottrina della fede fu autore dell'epistola De delictis gravioribus, datata 18 maggio 2001 e rivolta a tutti i vescovi e ad altri membri della gerarchia della Chiesa cattolica. Successivamente, è stato citato come imputato dalla Corte distrettuale della contea di Harris in Texas, perché è accusato di "ostruzione della giustizia" a seguito dell'invio dell'epistola. Secondo l'accusa, il documento della Congregazione potrebbe aver favorito la copertura di prelati coinvolti nei casi di molestie sessuali negli Stati Uniti (molti dei quali su minorenni).
Il 20 settembre 2005 però il Dipartimento di Stato statunitense ha accolto la richiesta di concedere al Papa l'immunità diplomatica, in quanto capo in carica di uno Stato sovrano, esentandolo di fatto dal processo.

#### Decano del collegio cardinalizio
Il 27 novembre 2002 venne eletto decano del collegio cardinalizio e il 30 novembre seguente ottenne, in aggiunta alla sede suburbicaria di Velletri-Segni, la sede di Ostia quale privilegio del decano del Sacro collegio. Nonostante avesse avanzato più volte le richieste di congedo, mantenne il suo incarico in curia e divenne uno dei più stretti collaboratori del pontefice, soprattutto con l'aggravarsi delle sue condizioni di salute.
Il 25 marzo 2005, Venerdì santo, guidò le meditazioni della tradizionale Via Crucis al Colosseo. In tale occasione pronunciò forti parole riguardanti la Chiesa, denunciando una cristianità che «stancatasi della fede ha abbandonato il Signore»:

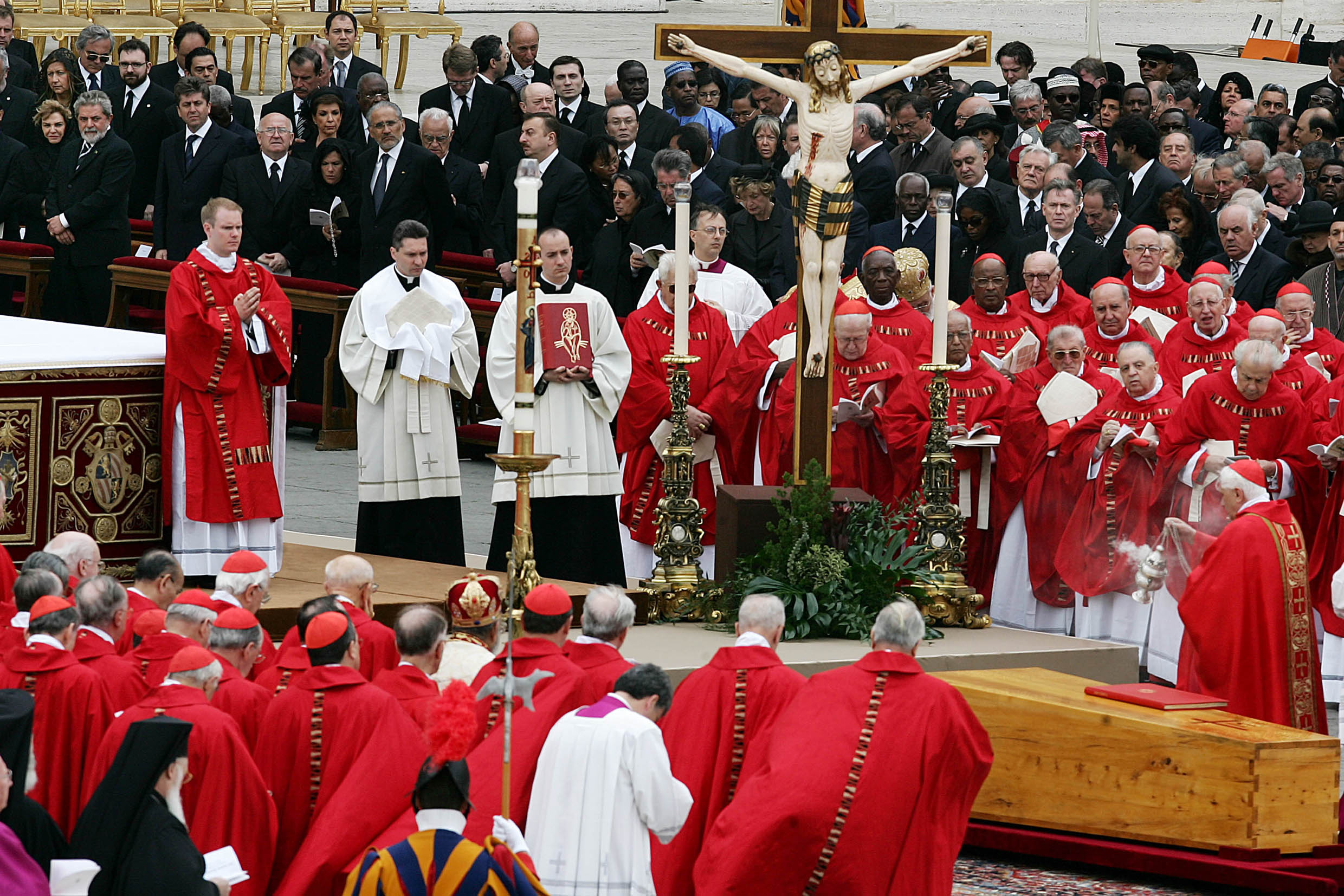
Il cardinale Ratzinger (in basso a destra) officia i funerali di papa Giovanni Paolo II

Il 1º aprile 2005 tenne a Subiaco una conferenza dal titolo «L'Europa nella crisi delle culture», nella quale tracciò uno scenario della Chiesa in Europa e criticò fortemente «la forma attuale della cultura illuminista» che costituisce «la contraddizione in assoluto più radicale non solo del cristianesimo, ma delle tradizioni religiose e morali dell'intera umanità».
Venerdì 8 aprile 2005, come decano del Sacro Collegio, presiedette la messa esequiale del pontefice defunto Giovanni Paolo II. Come vuole la costituzione apostolica Universi Dominici Gregis, presiedette inoltre la Missa pro eligendo Romano Pontifice il mattino del 18 aprile 2005, che fu il rito d'apertura dei lavori del conclave per l'elezione del successore di papa Giovanni Paolo II. Durante l'omelia pronunciò un discorso che sarebbe divenuto celebre come suo "programma di pontificato". In essa denunciò il pericolo di una «dittatura del relativismo, che non riconosce nulla come definitivo e che lascia come ultima misura solo il proprio io e le sue voglie», opponendo a essa «un'altra misura: il Figlio di Dio, il vero uomo», «misura del vero umanesimo», «criterio per discernere tra vero e falso, tra inganno e verità»; disse quindi che: «questa fede adulta dobbiamo maturare, a questa fede dobbiamo guidare il gregge di Cristo» anche se «avere una fede chiara, secondo il Credo della Chiesa, viene spesso etichettato come fondamentalismo».

## Il pontificato

### Elezione a Romano Pontefice

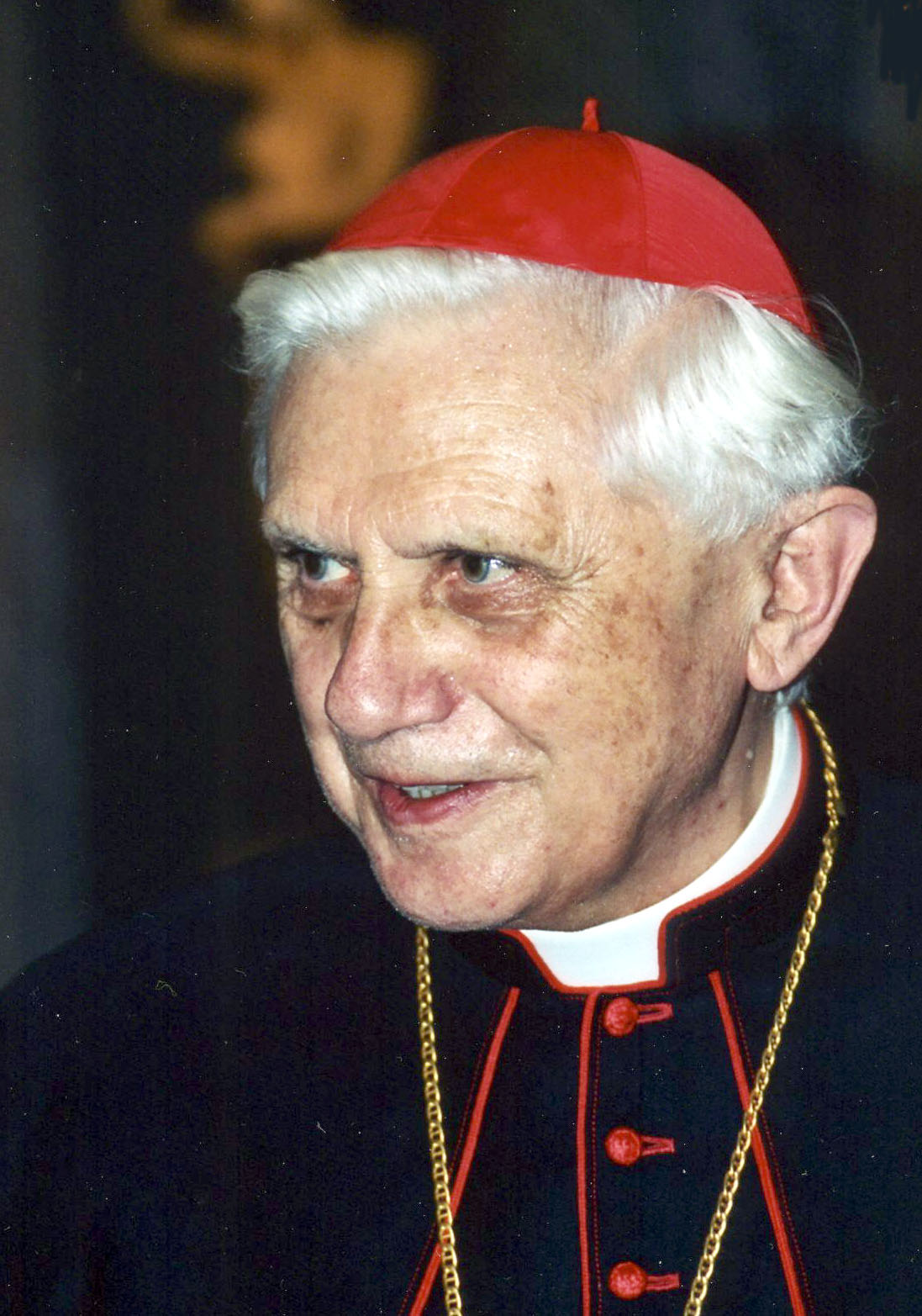
Il cardinale Ratzinger il 3 giugno 2001

Ratzinger fu eletto papa durante il secondo giorno del conclave del 2005, al quarto scrutinio, nel pomeriggio del 19 aprile 2005. Scelse come nome pontificale quello di Benedetto XVI. Alle 17:56 fu dato l'annuncio dell'elezione con la tradizionale fumata bianca del comignolo della Cappella Sistina (ci fu in effetti un'iniziale incertezza sul colore del fumo, ma i dubbi furono sciolti alle 18:07, dal suono delle campane della basilica di San Pietro in Vaticano). Dopo circa mezz'ora, il cardinale protodiacono Jorge Medina Estévez si affacciò dal balcone della loggia centrale della basilica per annunciare l'avvenuta elezione.
Nel suo primo discorso da papa, seguito dalla benedizione Urbi et Orbi, riservò un ricordo al suo amico e predecessore Giovanni Paolo II:
(Il primo messaggio pubblico di papa Benedetto XVI)
Secondo la ricostruzione più puntuale del conclave, raccolta dal vaticanista Lucio Brunelli, il cardinale più votato dopo Ratzinger sarebbe stato l'arcivescovo di Buenos Aires Jorge Mario Bergoglio (futuro papa Francesco, suo successore), mentre gli altri candidati (come Carlo Maria Martini, Camillo Ruini e Angelo Sodano) avrebbero ricevuto poche preferenze.

### La scelta del nome pontificale e il trattamento d'onore

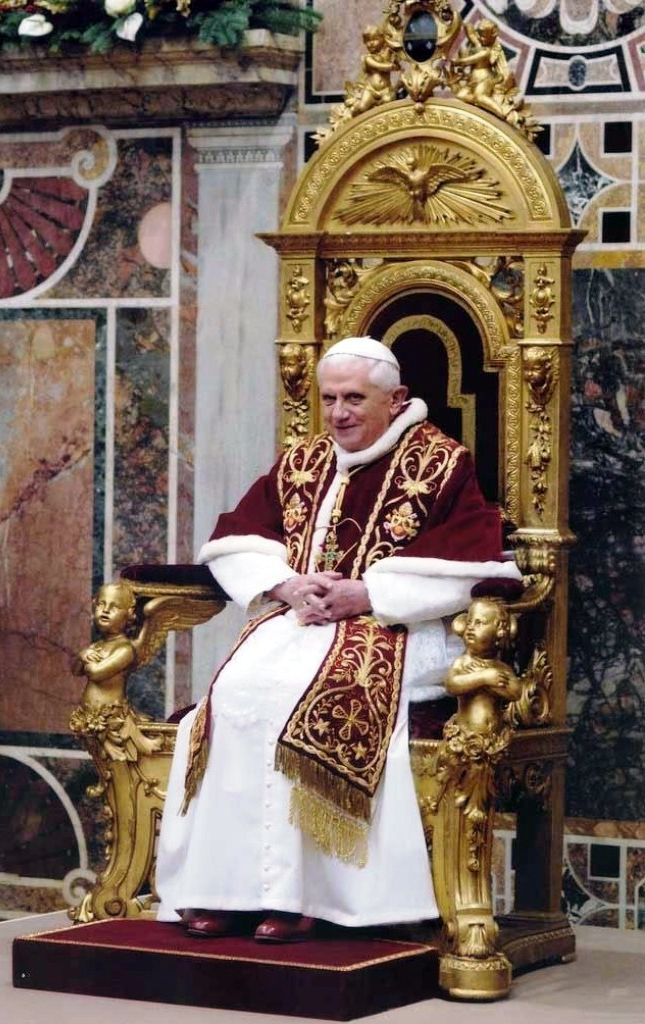
Benedetto XVI sul trono papale nel Palazzo Apostolico

Il 27 aprile 2005 Benedetto XVI spiegò, in occasione della sua prima udienza generale in piazza San Pietro, le ragioni della scelta del suo nome pontificale:
Prima del 1º marzo 2006, nella lista dei titoli di Benedetto XVI era incluso anche quello di "Patriarca d'Occidente", tradizionalmente indicato prima di quello di "Primate d'Italia". Il titolo di "Patriarca d'Occidente" venne introdotto per la prima volta nel 1870 col Concilio Vaticano I ed è proseguito nelle pubblicazioni dell'Annuario Pontificio dal quale appunto è stato rimosso nell'edizione del 2006. Papa Benedetto ha deciso di rinunciare a tale titolo per facilitare il dialogo con le Chiese ortodosse, pure ampiamente diffuse nel mondo occidentale.

### Lo stemma papale
Di rosso, cappato di oro, alla conchiglia dello stesso; la cappa destra, alla testa di moro al naturale, coronata e collarinata di rosso; la cappa sinistra, all'orso al naturale, lampassato e caricato di un fardello di rosso, cinghiato di nero.
È tradizione, da almeno otto secoli, per vescovi, cardinali e per il pontefice adottare uno stemma araldico. Dal Rinascimento, con questo stemma, sono decorati i monumenti e le opere fatte edificare dal papa, oltre che i documenti da lui scritti.
Benedetto XVI ha deciso di mantenere nel suo stemma i simboli che aveva usato da vescovo prima e da cardinale poi, introducendo alcune novità rispetto ai suoi predecessori: lo scudo infatti ha la forma a calice e si presenta incappato, ovvero diviso in tre campi da due linee ricurve che partono dal centro del bordo superiore e raggiungono la metà dei fianchi:
- Il campo centrale presenta una conchiglia, simbolo dei pellegrini,[40] ma che ricorda anche la leggenda secondo cui Agostino d'Ippona, incontrando su una spiaggia un bambino che con una conchiglia voleva svuotare il mare dalla sua acqua, comprese l'impossibilità per la mente umana di capire il mistero di Dio. La conchiglia inoltre compare anche nello stemma del monastero di Schotten, a Ratisbona, a cui Benedetto XVI è particolarmente legato.
- Il campo destro presenta un orso che trasporta un fardello, simbolo dell'arcidiocesi di Frisinga, richiama la leggenda di san Corbiniano, primo vescovo di Frisinga. La tradizione vuole che il santo, mentre si recava a Roma, venisse assalito da un orso che uccise il suo cavallo. Corbiniano allora rimproverò l'orso e lo costrinse a portare il suo bagaglio fino a Roma, dove lo liberò. Inoltre, papa Benedetto XVI ricorda le parole di sant'Agostino nel commento al salmo 72: «Sono divenuto per te come una bestia da soma, e così io sono in tutto e per sempre vicino a te», e l'orso diventa per lui il simbolo dello stesso pontefice.
- Il campo sinistro presenta la testa di un moro, anch'esso simbolo dell'arcidiocesi di Frisinga, che per Benedetto XVI è simbolo dell'universalità della Chiesa.

Dietro lo scudo, com'è consuetudine, si trovano le due chiavi "decussate", cioè incrociate, una d'oro e l'altra d'argento, simbolo di san Pietro. Per significare la dignità pontificale è stata introdotta in basso l'immagine del pallio, segno della collegialità e dell'unità tra il papa e la Chiesa e indossato anche dai metropoliti; si tratta del primo pontefice che inserisce il pallio nel suo simbolo.

#### Mitra e tiara

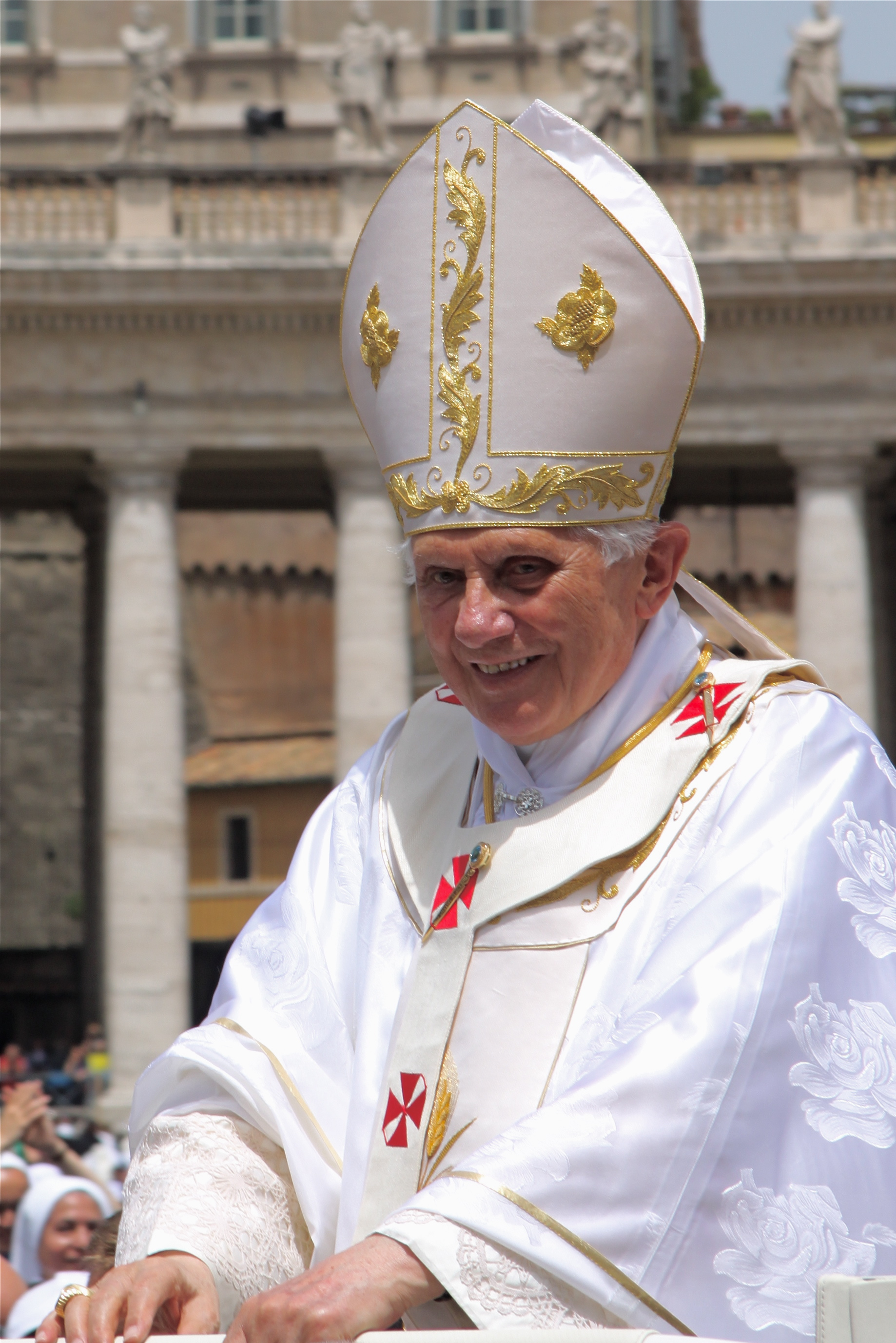
Benedetto XVI sulla papamobile in piazza San Pietro il 18 maggio 2010 indossa la mitra, il pallio e la casula

Un segno di forte discontinuità con la tradizione araldica papale è dato dall'introduzione per la prima volta di una mitra, sopra lo scudo, in sostituzione della tiara papale, sempre presente negli stemmi dei precedenti pontefici, sin dall'elezione di papa Clemente V (1305), pur se non più indossata a partire dal pontificato di papa Paolo VI. La mitra è color argento e riporta tre fasce dorate in orizzontale (a conservare i tre poteri della tiara: Ordine, Giurisdizione e Magistero) collegate in verticale e al centro per indicare l'unità dei poteri nella stessa persona. Lo stemma fu disegnato per mano di monsignor Andrea Cordero Lanza di Montezemolo, esperto in araldica, su indicazione dell'Ufficio delle celebrazioni liturgiche del sommo pontefice.
Secondo alcuni commentatori, tra i quali lo storico Giorgio Rumi, Benedetto XVI avrebbe scelto volutamente la mitra «a segnare una maggiore vicinanza ai Vescovi» per ricordare che il papa è primus inter pares, oltre che per eliminare gli "orpelli e i segni rinascimentali", per propugnare un pontificato in "stile francescano", mentre secondo altri la sostituzione della tiara con la mitra, ritenuta più indicativa di spiritualità, sarebbe stata l'ultima innovazione dei cerimonieri pontifici legati alla riforma liturgica postconciliare introdotta dall'arcivescovo Annibale Bugnini; secondo questa interpretazione sarebbe «uno stemma che Benedetto XVI ha dovuto subire senza poter reagire». Riguardo alla rimozione della tiara dal simbolo papale così Ratzinger si è espresso: «La tiara era già stata eliminata da Paolo VI. Era comunque rimasta nello stemma papale, e adesso è sparita anche da lì».

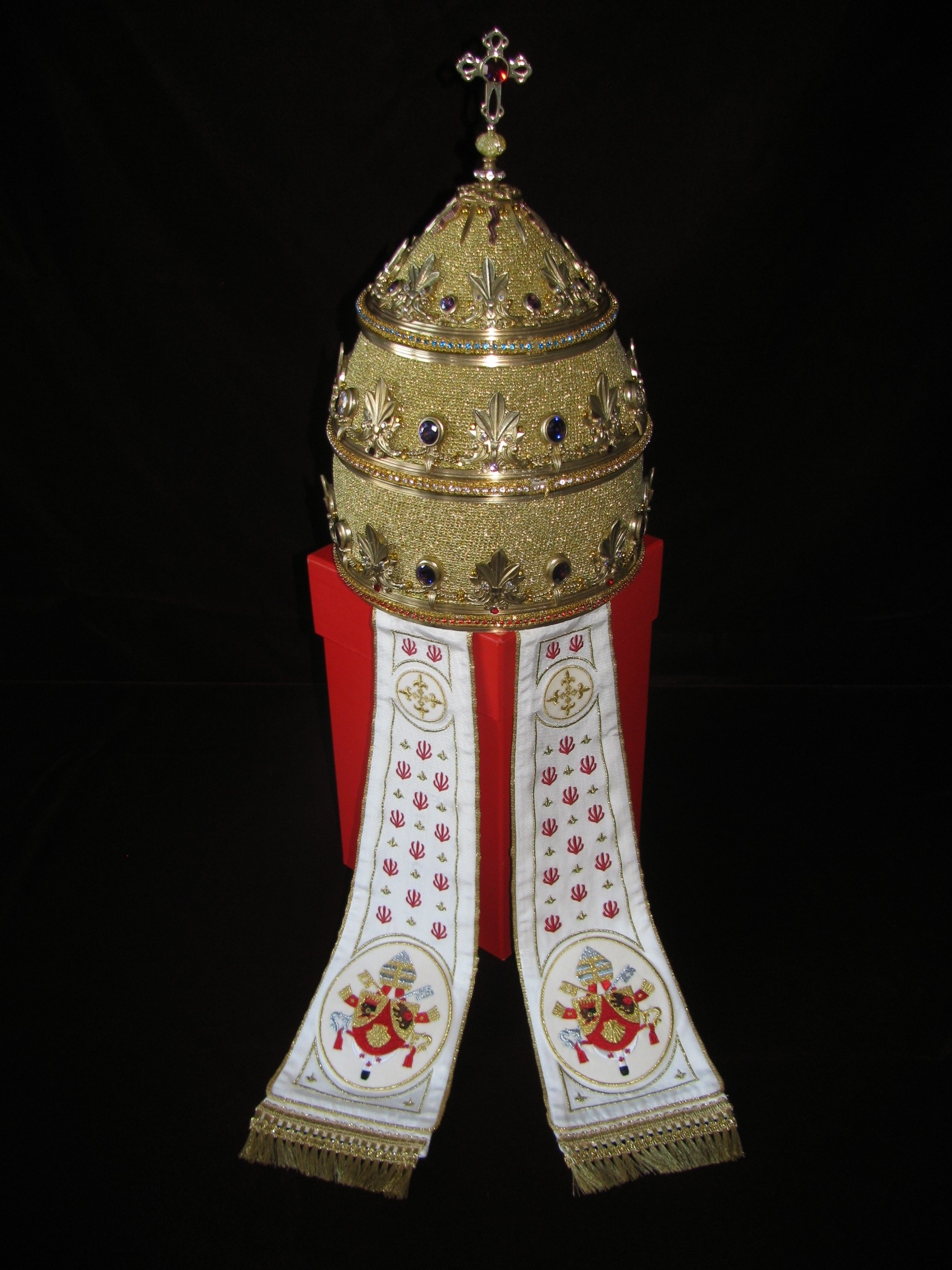
La tiara donata a Benedetto XVI e mai utilizzata; le sue infule riportano lo stemma papale con la mitra

Il 10 ottobre 2010 in occasione dell'Angelus, dal davanzale della finestra delle benedizioni del Palazzo Apostolico, è stato esposto uno stratum di velluto, donato da un fedele marchigiano, con lo stemma non conforme a quello scelto dal pontefice: sulla sommità è posta la tiara, secondo l'antico uso, e la parte esterna dello scudo è ispirata allo stemma di papa Urbano VIII che si può vedere sui pilastri del Baldacchino del Bernini nella basilica Vaticana. L'azienda Ars Regia, che lo ha prodotto, ha affermato di aver realizzato sin dall'Avvento 2007 alcuni paramenti con lo stemma sormontato dalla tiara. La tiara continua a essere presente nello storico ornamento floreale, che raffigura lo stemma del papa regnante, sito in un'aiuola dei Giardini Vaticani e sono state mantenute le tiare, a seguito del recente restauro, nello stemma papale anche sugli apici del tronetto di Leone XIII, per una questione di fedeltà e aderenza allo stile del mobile.
La tiara continua a essere presente nei simboli ufficiali dell'emblema della Santa Sede e nella bandiera dello Stato della Città del Vaticano.
Il 25 maggio 2011 a papa Benedetto XVI è stata donata una tiara personale dall'uomo d'affari tedesco e devoto cattolico Dieter Philippi, creata da un laboratorio bulgaro specializzato in paramenti liturgici ortodossi. Tale gesto è stato compiuto come auspicio per l'unità dei cristiani e come dono da parte dei cattolici tedeschi, in analogia con il dono di una tiara a Giovanni Paolo II nel 1981 come omaggio dei cattolici ungheresi. Benedetto XVI, però, come il predecessore, non ha mai fatto uso di questa tiara in cerimonie.

### Il motto
Nello stemma di Benedetto XVI non compare nessun motto, come del resto non compariva neppure negli stemmi dei suoi immediati predecessori. Quando è stato eletto vescovo, ha scelto come motto due parole dalla Terza lettera di Giovanni, «Cooperatores Veritatis». Se Giovanni Paolo II richiamò esplicitamente il motto scelto da vescovo (Totus tuus) una volta divenuto papa (compare ad esempio nel mosaico del Palazzo apostolico raffigurante la Mater Ecclesiae, ben visibile da piazza San Pietro), Benedetto XVI, da papa, non ha mai citato esplicitamente il motto Cooperatores veritatis.

### La messa per l'inizio del Ministero petrino

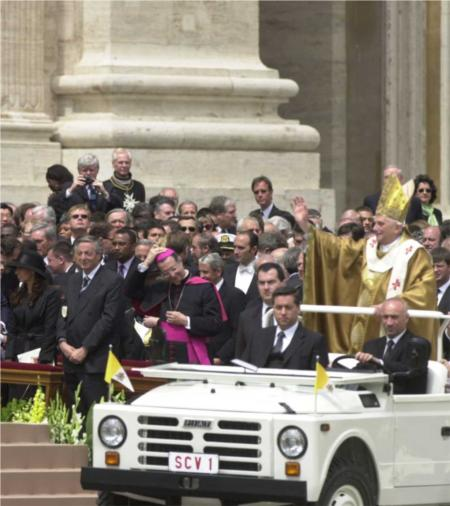
Benedetto XVI in papamobile per la messa di inizio del Ministero petrino

Domenica 24 aprile 2005 si tenne in piazza San Pietro la messa per l'inizio del ministero petrino di Benedetto XVI, il quale pronunciò un'omelia, interrotta 35 volte dagli applausi dei fedeli in piazza San Pietro, all'insegna dell'ecumenismo, della continuità nei confronti del suo predecessore e dell'apertura verso i fedeli.
Al termine della cerimonia il Papa attraversò con la papamobile piazza San Pietro, gremita di oltre 400 000 persone, e ricevette le delegazioni internazionali nella basilica.

### La presa di possesso della Cattedra romana
Il 7 maggio 2005, nella basilica di San Giovanni in Laterano, si tenne la messa d'insediamento sulla cattedra romana del vescovo di Roma. Durante l'omelia, il Papa riprese il concetto di "debole servitore di Dio": «Colui che è il titolare del ministero petrino deve avere la consapevolezza di essere un uomo fragile e debole - come sono fragili e deboli le sue proprie forze - costantemente bisognoso di purificazione e di conversione».

### Le riforme di Curia
Il 15 marzo 2006 papa Benedetto XVI iniziò a ridimensionare la Curia romana con la fusione di quattro Consigli pontifici esistenti: il Pontificio consiglio della pastorale per i migranti e gli itineranti fu riunito inizialmente al Pontificio consiglio della giustizia e della pace sotto la presidenza del cardinale Renato Raffaele Martino fino al 2009. Allo stesso modo il cardinale Paul Poupard presiedette il Pontificio consiglio della cultura e il Pontificio consiglio per il dialogo interreligioso, anche se entrambi i consigli mantennero separati uffici.
Il 22 maggio 2007 il Pontificio consiglio per il dialogo interreligioso passò al cardinale Jean-Louis Tauran, quindi nuovamente separato e presieduto da un altro presidente. Il 1 giugno 2010 creò il Pontificio consiglio per la promozione della nuova evangelizzazione e assegnò la presidenza all'arcivescovo Rino Fisichella.

### Modifica delle norme in materia di conclave
Con motu proprio datato 11 giugno 2007, intitolato De aliquibus mutationibus in normis de electione romani pontificis Benedetto XVI ha emendato la costituzione apostolica Universi Dominici Gregis del 1996 di Giovanni Paolo II, ristabilendo il quorum della maggioranza di due terzi, indipendentemente dal numero di scrutini, per l'elezione dei pontefici. Con un ulteriore motu proprio del 22 febbraio 2013, intitolato Normas Nonnullas, ha introdotto nuove modifiche alla Universi Dominici Gregis, relative alla facoltà del Collegio cardinalizio di anticipare o posticipare l'inizio del conclave subordinatamente alla presenza di tutti i cardinali elettori, all'inalienabilità dell'elettorato attivo e passivo per i cardinali elettori, alla tutela del segreto sotto pena di scomunica latae sententiae, al rafforzamento delle misure di sicurezza, all'abolizione dell'elezione del pontefice per acclamazione e per compromesso, prevedendo unicamente l'elezione per scrutinio.

### L'attenzione ai temi del Concilio Vaticano II
I documenti del Concilio Vaticano II sono stati più volte ripresi da papa Ratzinger nei suoi discorsi e documenti. A quarant'anni dalla sua conclusione egli prega affinché il Concilio Vaticano II possa continuare a guidare la Chiesa «per contribuire ad instaurare nel mondo quella fraternità universale che risponde alla volontà di Dio sull'uomo». L'attualità di quei documenti, secondo il Pontefice, è oggi addirittura aumentata; in ogni caso, il Papa ha, più volte, esplicitamente ripudiato quell'interpretazione che vorrebbe intendere il Vaticano II come un procedimento di rottura, rispetto alla tradizione della Chiesa.

#### L'ermeneutica della continuità

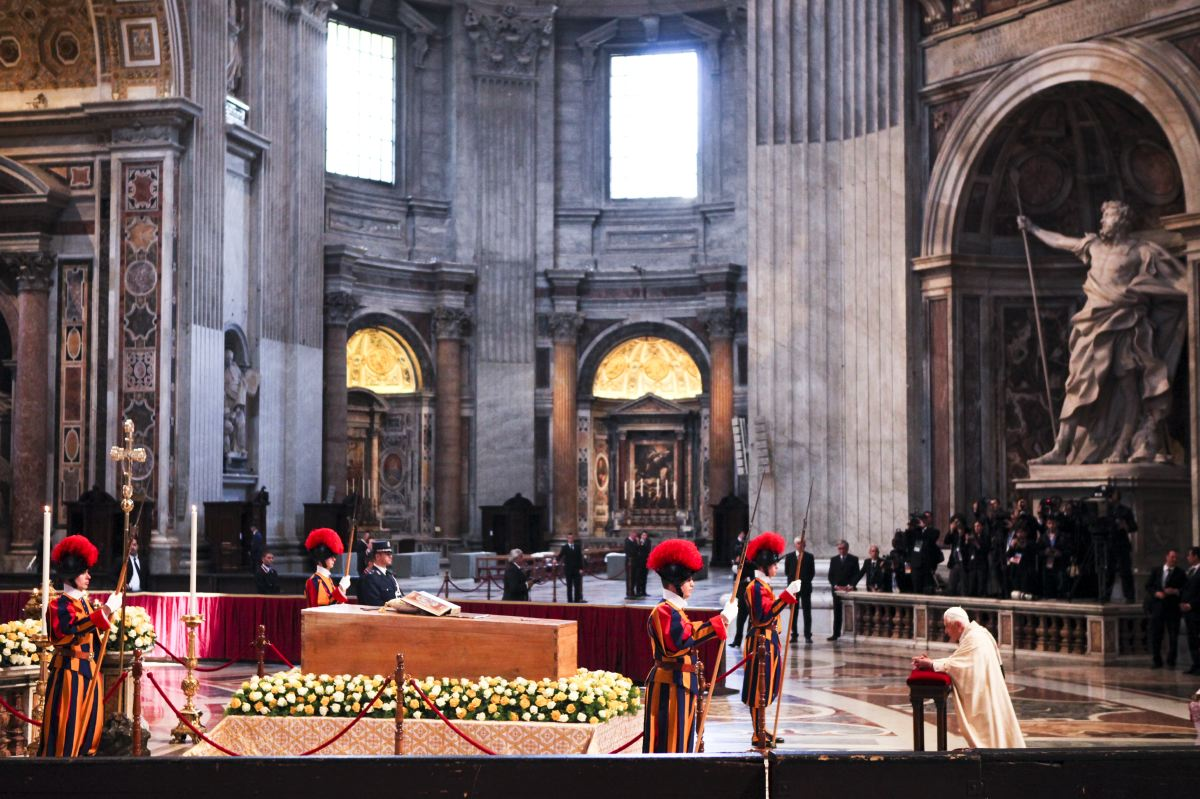
Benedetto XVI in preghiera davanti alla bara di Giovanni Paolo II, il 1 maggio 2011, il giorno della sua beatificazione

Il 22 dicembre 2005, in un discorso ai membri della Curia romana, ha espresso una chiara posizione su questo argomento, sostenendo la cosiddetta ermeneutica della continuità. Egli, seguendo con più vigore la linea tracciata dai suoi predecessori, ha testualmente affermato l'erroneità dell'opinione secondo la quale il Concilio Vaticano II avrebbe dato vita a una sorta di "rivoluzione" all'interno della Chiesa che autorizzerebbe a mutare, rispetto al passato, il costante insegnamento del magistero in materia di dottrina o di fede. Di conseguenza, l'unica interpretazione lecita dei documenti del Concilio Vaticano II, deve comunque procedere in assoluto accordo, rispetto al contenuto e allo spirito delle precedenti proposizioni che hanno dato vita al depositum Fidei proprio alla tradizione cattolica:
Il 10 marzo 2010 ha ribadito questa convinzione, affermando che:

### La ripresa di aspetti della tradizione

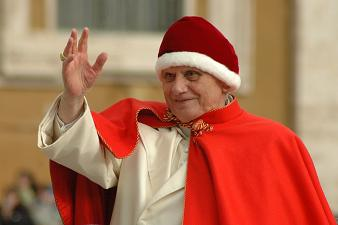
Benedetto XVI indossa il camauro e il tabarro durante l'udienza generale del 28 dicembre 2005

In uno dei primi atti del suo pontificato nell'esortazione post-sinodale Sacramentum caritatis (2007), discutendo dell'utilizzo della lingua latina, in sintonia con le direttive del Concilio Vaticano II, ne viene raccomandato l'uso, per manifestare l'universalità e unitarietà della Chiesa, durante le "grandi celebrazioni" che avvengono nel corso degli incontri internazionali, a eccezione delle letture, dell'omelia e della preghiera dei fedeli, utilizzo da estendere per le preghiere più note della tradizione, ed eventualmente l'esecuzione di canti gregoriani nelle liturgie; viene altresì raccomandato che la preparazione dei sacerdoti nei seminari includa la comprensione e capacità di celebrare la messa in latino.
Il 7 luglio 2007 è stato promulgato il motu proprio Summorum Pontificum, che dà la possibilità a qualunque sacerdote cattolico di celebrare, senza condizioni, la messa senza il popolo, secondo il Messale Romano promulgato da Pio V nella forma rivista da papa Giovanni XXIII nel 1962, anteriore perciò alla riforma liturgica del rito romano del 1970, celebrazioni alle quali quei fedeli che lo richiedono sono ammessi, secondo il provvedimento stesso; le celebrazioni con il popolo possono essere autorizzate dal parroco senza dovere ricorrere al vescovo diocesano o alla Santa Sede; l'eventuale decisione di una comunità religiosa di celebrare con questo messale in modo abituale dovrà essere presa dai superiori maggiori nel rispetto delle regole. Precedentemente questa possibilità celebrativa era riservata ai soli sacerdoti che avessero ottenuto il permesso dal proprio ordinario, secondo quanto stabilito dal motu proprio Ecclesia Dei promulgato da Giovanni Paolo II il 22 aprile 1988, che auspicava comunque una larga generosità dei vescovi nel concedere il permesso. Il Summorum Pontificum è stato corredato da una lettera di accompagnamento, nella quale il Papa ha auspicato che questa nuova disciplina possa rappresentare un passo verso "una riconciliazione interna nel seno della Chiesa": è stato infatti ribadito il ruolo del messale di Paolo VI come espressione ordinaria della lex orandi (legge della preghiera) della Chiesa cattolica di rito latino, mentre quello edito da papa Giovanni XXIII è designato espressione straordinaria della medesima lex orandi, da tenere quindi in debito onore per il "suo uso venerabile e antico"; entrambi sono comunque usi leciti dell'unico rito romano. Benedetto XVI ha quindi precisato nella lettera che i due messali non contengono due diversi riti, ma due usi diversi dello stesso rito romano. Benedetto XVI, dopo l'elezione papale, ha comunque celebrato sempre secondo il messale di Paolo VI. Una nuova "marcia indietro" sull'uso del messale pre-conciliare è stata poi irrogata da papa Francesco, che con il motu proprio Traditionis custodes, promulgato da il 16 luglio 2021, ha definito i libri liturgici promulgati dai papi Paolo VI e Giovanni Paolo II in conformità ai decreti del Concilio Vaticano II quali "unica espressione della lex orandi del Rito romano" e che pertanto la possibilità di celebrare secondo altri messali è da subordinare strettamente all'autorizzazione dell'ordinario diocesano.

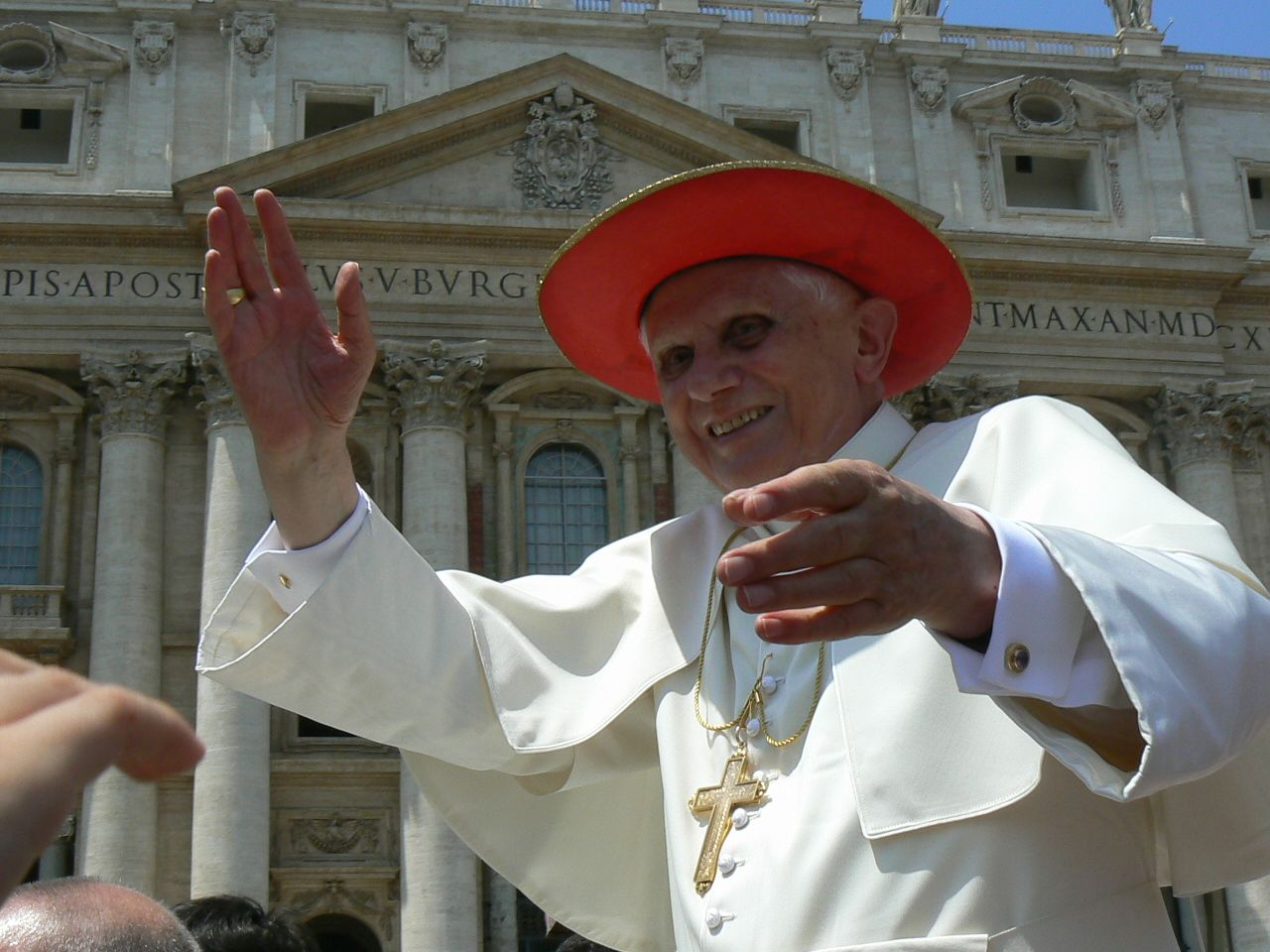
Papa Benedetto XVI indossa il saturno

Nel corso del suo pontificato papa Benedetto XVI ha ripreso l'utilizzo di alcuni abiti pontifici di origine rinascimentale e in disuso da qualche decennio, su tutti la mozzetta di velluto rosso bordata di ermellino bianco, che fu impiegata fino al pontificato di Paolo VI e il cui uso è ripreso sin dai primi mesi di pontificato di Benedetto XVI; a partire dalla Pasqua 2008 il Papa ha ripristinato anche la mozzetta di damasco bianco bordata di ermellino, che era stata utilizzata per l'ultima volta da Paolo VI il 26 marzo 1967 quando firmò l'enciclica Populorum Progressio e che Benedetto XVI ha indossato durante il periodo pasquale, da Pasqua fino a Pentecoste, ampliandone poi il tempo di impiego, prima limitato alla sola settimana in albis; è stata altresì introdotta una mozzetta bianca damascata senza ermellino, per i giorni più caldi del tempo pasquale. A partire dal 2006, durante le udienze generali tenute all'aperto, nei mesi estivi, ha utilizzato il "saturno", un copricapo rosso a tesa larga, adatto soprattutto a proteggersi dal caldo, spesso indossato da Giovanni XXIII e da Paolo VI e, nei primi anni di pontificato, anche da Giovanni Paolo II. Nel corso di due udienze generali il 21 e 28 dicembre 2005 ha indossato il camauro, un copricapo di velluto rosso bordato di pelliccia d'ermellino bianco utilizzato dai papi fino al Settecento, poi ripristinato da papa Leone XIII e successivamente da Giovanni XXIII. Non mancò chi, a fronte di tale circostanza, ipotizzò una volontà di recupero di pomposità pre-conciliari da parte del Pontefice, il quale però motivò la scelta col mero tentativo di riparare la testa dal freddo. Nelle occasioni successive, Benedetto XVI non utilizzò più il camauro, «perché non nascessero inutili interpretazioni».

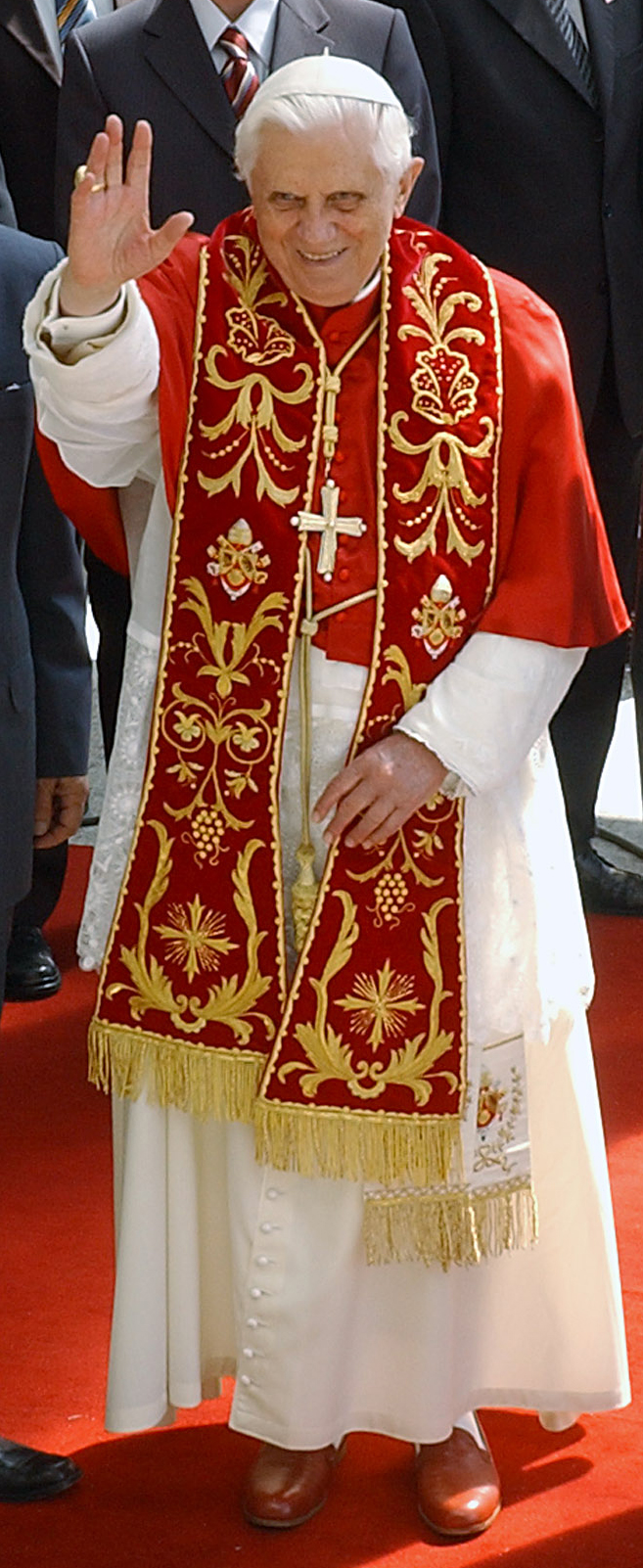
Papa Benedetto XVI, in abito corale, indossa la mozzetta rossa, la stola rossa ricamata e le scarpe papali durante il viaggio apostolico in Brasile

Papa Benedetto XVI ha ripreso anche l'uso delle tradizionali scarpe pontificie rosse, cadute in disuso durante il pontificato di Giovanni Paolo II. Al contrario delle iniziali speculazioni della stampa che aveva riportato come tali scarpe fossero state realizzate dalla casa stilistica Prada, il Vaticano ha smentito, precisando che quelle calzature erano state realizzate dal calzolaio personale del pontefice.

#### Il recupero della tradizione liturgica

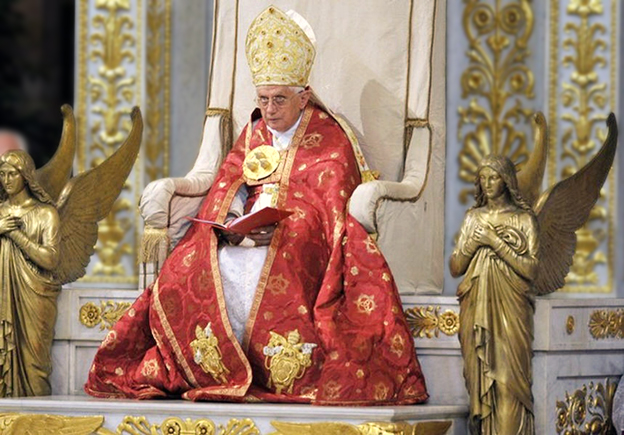
Benedetto XVI indossa la mitra e il piviale durante la celebrazione dei primi Vespri della Solennità dei Santi Apostoli Pietro e Paolo in occasione della cerimonia d'apertura dell'Anno paolino il 29 giugno 2008

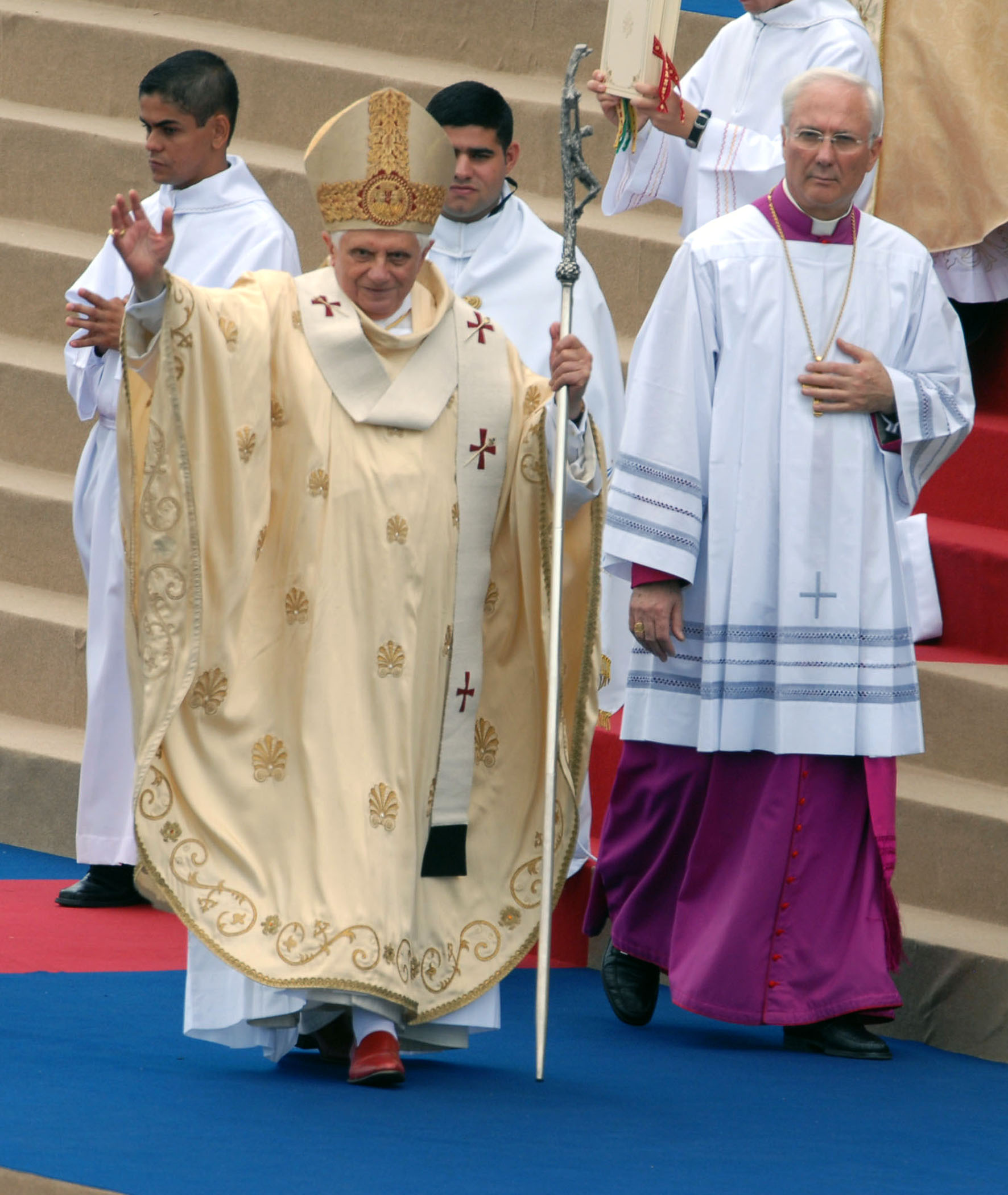
Papa Benedetto XVI con il pallio papale in uso fino al IX secolo e dal 2005 al 2008 e la ferula di papa Paolo VI, insieme a Piero Marini

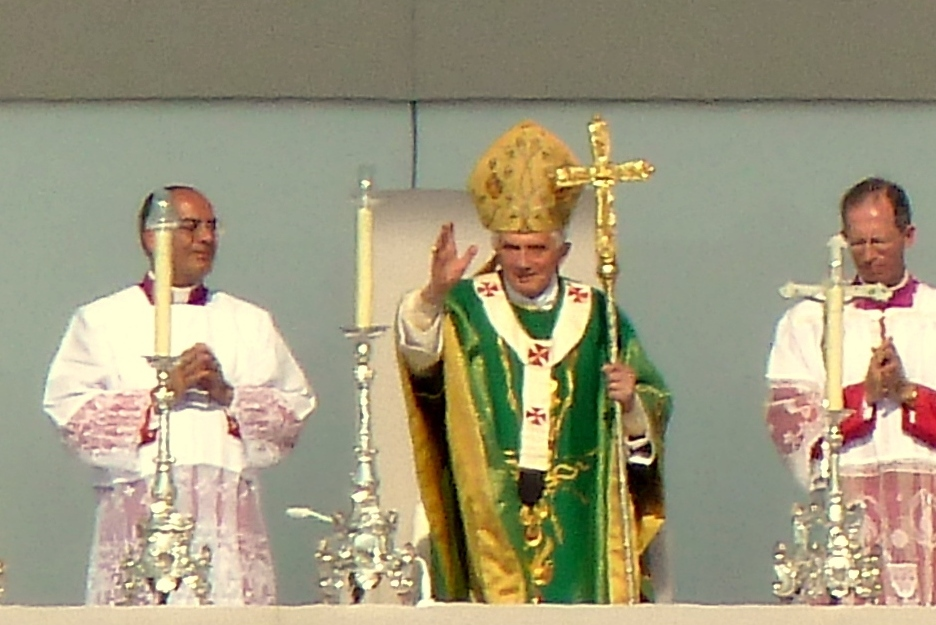
La ferula di Benedetto XVI

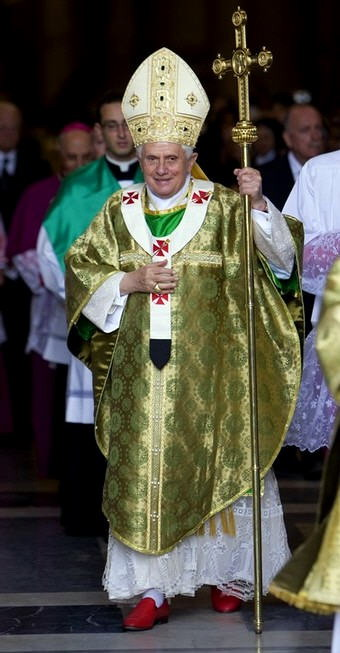
Benedetto XVI con la ferula di papa Pio IX e il pallio in uso dal 2008

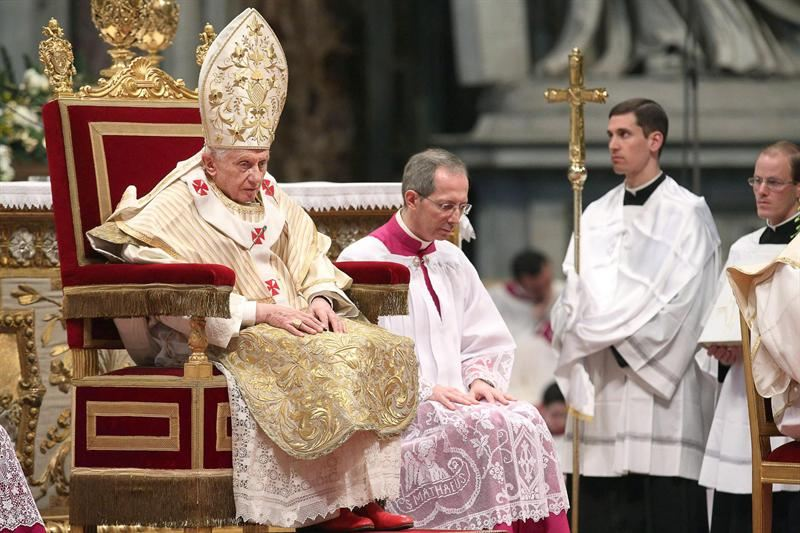
Benedetto XVI indossa il fanone papale alla messa dell'Epifania, 2013

A partire dal novembre 2007 la carica di Maestro delle celebrazioni liturgiche pontificie (colui che prepara e assiste le liturgie papali) è passata da monsignor Piero Marini (in carica dal 1987) a monsignor Guido Marini, che si è dichiarato fautore di una liturgia «sobria e solenne» e in linea con la tradizione.
All'atto pratico, ciò ha significato il recupero di alcune delle vesti liturgiche e delle suppellettili sacre che erano cadute in disuso nei decenni precedenti: l'abbigliamento liturgico pontificio è infatti tornato a includere camici in pizzo, mitrie gemmate e piviali tradizionali.
Sotto il mandato di Piero Marini il papa aveva ripreso a utilizzare un particolare tipo di pallio lungo e incrociato sulla spalla sinistra (il cui uso era precedentemente attestato fino al IX secolo): l'ingombro e la foggia di tale accessorio l'avevano tuttavia reso difficile da indossare e passibile di intralciare i movimenti, pertanto dal 29 giugno 2008 il papa ha iniziato a indossare un nuovo pallio ispirato ai modelli rinascimentali e progettato dal sediario Luca Mancinotti; esso è di forma circolare chiusa, con i due estremi pendenti sul petto e sulla schiena. Le croci che lo adornano restano rosse, ma la foggia è più larga e lunga rispetto a quelli utilizzati dai pontefici precedenti o dagli altri metropoliti, a rimarcare la giurisdizione primaziale del vescovo di Roma. Durante la sua visita all'Aquila dopo il grave terremoto del 6 aprile 2009, Benedetto XVI ha infine offerto il pallio del 2005 a papa Celestino V, lasciandolo sulle sue spoglie custodite presso la basilica di Santa Maria di Collemaggio. Questo gesto è stato poi interpretato come presagio delle dimissioni che avrebbe rassegnato quattro anni dopo.
In occasione del pontificale per la canonizzazione di sette nuovi santi, il 21 ottobre 2012 il papa ha utilizzato il fanone papale, che era stato da ultimo indossato da papa Giovanni Paolo II nel 1984, con l'intenzione di riservarlo alle più importanti solennità dell'anno liturgico. L'uso del fanone è stato poi, infatti, ripreso il 24 dicembre per la messa della notte di Natale e il 6 gennaio per la solennità dell'Epifania.
Con Guido Marini sono inoltre rientrati nell'uso gli storici troni pontifici, su tutti il trono dello Spirito Santo, realizzato durante il pontificato di papa Leone XIII (il cui utilizzo è stato alternato con quello del tronetto risalente al medesimo pontefice, già abitualmente in uso); esso è stato posizionato al centro dell'altare «in particolari circostanze, per semplicemente mettere in risalto la presidenza liturgica del Papa, successore di Pietro e vicario di Cristo». Il 6 gennaio 2009, in occasione della solennità dell'Epifania, Benedetto XVI ha inoltre ripristinato il tronetto di papa Pio IX, mai più impiegato da quando (trent'anni prima) papa Giovanni Paolo II l'aveva accantonato e musealizzato.
Contemporaneamente Benedetto XVI ha cambiato anche il pastorale, ripristinando il modello usato da papa Pio IX (ferula), dorato a forma di croce latina al posto di quello argentato di Lello Scorzelli con la figura del crocifisso introdotto da papa Paolo VI. Il 28 novembre 2009 Benedetto XVI ha cambiato nuovamente ferula, adottandone una ricevuta in dono dal Circolo San Pietro, simile nelle fattezze a quella di Pio IX; Marini ha spiegato che siffatta ferula, anch'essa a forma di croce latina, «può essere considerata a tutti gli effetti il [vero] pastorale di Benedetto XVI».
Sull'altare di San Pietro la croce è stata ricollocata al centro dell'altare affiancata dai sette candelabri (a «indicare la centralità del crocifisso nella celebrazione eucaristica e l'orientamento esatto che tutta l'assemblea è chiamata ad avere durante la liturgia eucaristica: non ci si guarda, ma si guarda a Colui che è nato, morto e risorto per noi, il Salvatore»).
Il 13 gennaio 2008 Benedetto XVI ha celebrato la messa all'altare antico della Cappella Sistina rivolto ad orientem, ossia con il viso rivolto verso l'altare. Questa scelta è stata giustificata dalla volontà di recuperare «la bellezza e l'armonia» della Cappella Sistina affrescata da Michelangelo, senza ricorrere all'altare su pedana mobile tante volte usato da Giovanni Paolo II.
A partire dal 22 maggio 2008, festa del Corpus Domini, il pontefice ha comunicato i fedeli seguendo la tradizione: essi, inginocchiati davanti a lui, hanno ricevuto la particola consacrata non sul palmo delle mani, ma direttamente in bocca. Questa modalità evidenzia maggiormente il significato dell'Eucaristia come rinnovato sacrificio di Gesù, ed evita eventuali dispersioni, manomissioni e dissacrazioni del corpo di Cristo.
In un'intervista a L'Osservatore Romano del 26 giugno 2008, Guido Marini ha illustrato dettagliatamente molti degli aspetti delle celebrazioni liturgiche di Benedetto XVI, che sono apparsi come un ritorno alla tradizione, dichiarando che «le vesti liturgiche adottate, come anche alcuni particolari del rito, intendono sottolineare la continuità della celebrazione liturgica attuale con quella che ha caratterizzato nel passato la vita della Chiesa. L'ermeneutica della continuità è sempre il criterio esatto per leggere il cammino della Chiesa nel tempo. Ciò vale anche per la liturgia. Come un Papa cita nei suoi documenti i Pontefici che lo hanno preceduto, in modo da indicare la continuità del magistero della Chiesa, così nell'ambito liturgico un Papa usa anche vesti liturgiche e suppellettili sacre dei Pontefici che lo hanno preceduto per indicare la stessa continuità anche nella lex orandi». Tuttavia ha voluto far notare che Benedetto XVI non ha utilizzato sempre abiti liturgici antichi e ne indossa spesso di moderni concludendo che «l'importante non è tanto l'antichità o la modernità, quanto la bellezza e la dignità, componenti importanti di ogni celebrazione liturgica».

### Dimissioni dallo stato clericale: il vescovo Fernando Lugo
Nel luglio 2008 Benedetto XVI è stato l'artefice della prima dimissione dallo stato clericale di un vescovo nella storia della Chiesa: si tratta di Fernando Lugo, eletto tre mesi prima presidente del Paraguay alla guida di un partito di sinistra. La richiesta di riduzione allo stato laicale, inizialmente respinta, era stata posta dallo stesso Lugo all'indomani della sua avvenuta elezione. Il ripensamento del Pontefice è stato accolto come "un gesto d'amore" da parte dell'interessato, che così ha commentato: "Che amore deve avere Benedetto XVI per il Paraguay se per il bene del nostro paese ha deciso di esonerarmi da tutte le responsabilità clericali!"

### La lotta alla pedofilia nel clero
Ratzinger è stato il primo pontefice a chiedere esplicitamente scusa alle vittime di abusi da parte di ecclesiastici e a incontrarle più volte, presentando la Chiesa in atteggiamento penitenziale. Già a meno di un mese dall'elezione al soglio pontificio nel 2005, Ratzinger ha mostrato grande decisione contro il fenomeno degli abusi, ad esempio allontanando dalla Chiesa diversi religiosi responsabili di abusi sessuali su minori, stabilendo inoltre norme e linee guida più stringenti contro questi casi, fino ad arrivare a decisioni senza precedenti, compresa la soppressione della presenza dei monaci nella basilica di Santa Croce in Gerusalemme.

#### Il "caso Maciel"
Ratzinger, come prefetto della Congregazione per la dottrina della fede, si occupò del caso «a partire dal 1998» quando la Congregazione «ricevette accuse, già in parte rese pubbliche, contro Marcial Maciel Degollado, fondatore della Congregazione dei Legionari di Cristo, per delitti riservati all'esclusiva competenza del Dicastero». Maciel era accusato di pedofilia, di altri abusi sessuali su seminaristi e di abuso del sacramento della confessione per aver assolto alcune delle sue vittime. Maciel commise tali delitti in modo plurimo e continuativo tra gli anni quaranta e gli anni sessanta. Il 19 maggio 2006 la Sala stampa della Santa Sede rese pubblica la decisione della Congregazione per la Dottrina della Fede «– tenendo conto sia dell'età avanzata del Rev.do Maciel che della sua salute cagionevole – di rinunciare ad un processo canonico e di invitare il Padre ad una vita riservata di preghiera e di penitenza, rinunciando ad ogni ministero pubblico». Ratzinger, ormai papa Benedetto XVI, approvò queste decisioni. La colpevolezza di padre Maciel fu riconosciuta dai Legionari di Cristo e dichiarata esplicitamente dalla Santa Sede nel 2010.
Nel febbraio del 2009 e ancora nel marzo del 2010 in concomitanza con alcune notizie di stampa, i Legionari di Cristo informarono che Maciel aveva «avuto una figlia nel contesto di una relazione prolungata e stabile con una donna» e che erano «apparse altre due persone, tra loro fratelli, che affermano di essere suoi figli, frutto di una relazione con un'altra donna». Un mese dopo la Segreteria di Stato della Santa Sede decise di inviare una visita apostolica ai Legionari di Cristo, che si concluse nel 2010 appurando che «la condotta di P. Marcial Maciel Degollado ha causato serie conseguenze nella vita e nella struttura della Legione, tali da richiedere un cammino di profonda revisione» del carisma, dell'esercizio dell'autorità e delle Costituzioni.
A seguito della visita apostolica Benedetto XVI nominò delegato pontificio per i Legionari di Cristo il cardinale Velasio De Paolis. Una successiva visita apostolica al Regnum Christi si concluse nel giugno del 2011 con la decisione del delegato pontificio di procedere alla revisione degli statuti e dei regolamenti del Regnum Christi e di separare il governo della congregazione dal governo del Regnum Christi.

#### Il "caso Irlanda"

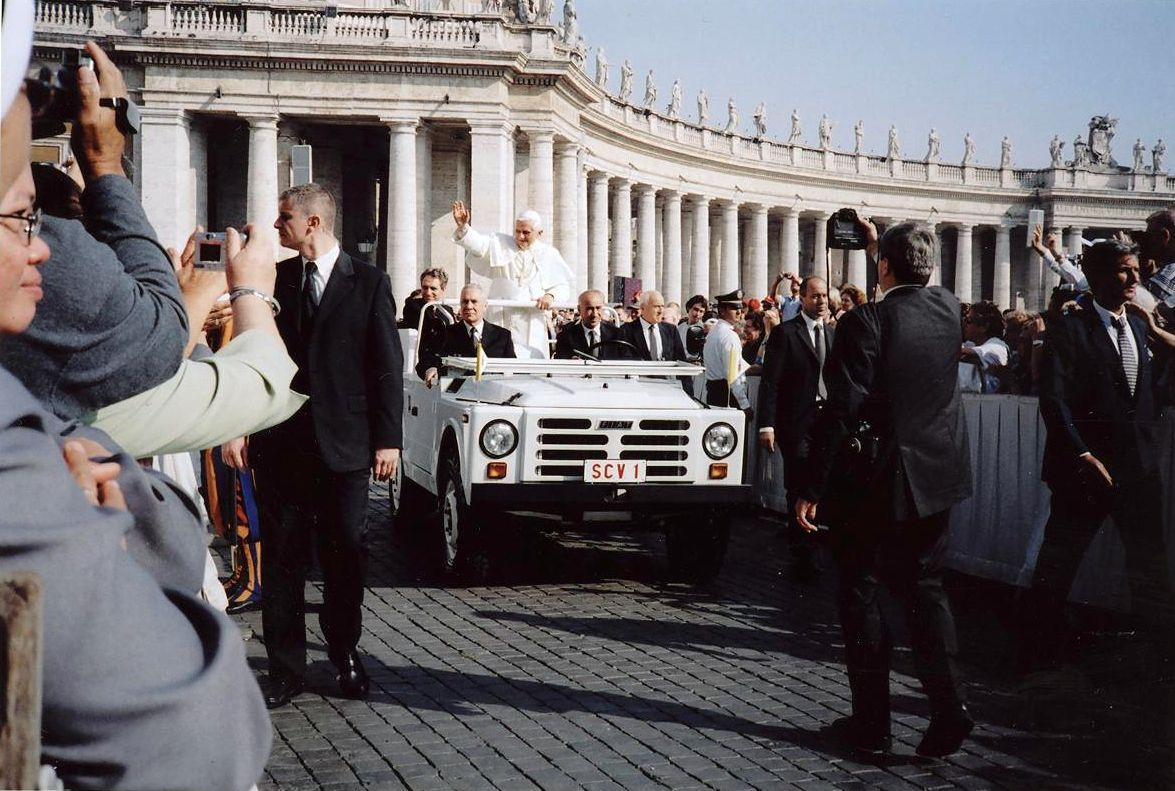
Benedetto XVI, in papamobile, saluta i fedeli in piazza San Pietro il 1 settembre 2010

Nel 2006 il pontefice trattò il problema degli abusi sui minori in un discorso ai vescovi d'Irlanda. Gli scandali di pedofilia nella Chiesa irlandese scoppiarono a partire dal 2009 con la pubblicazione dei rapporti Ryan e Murphy, che denunciavano numerosi casi di abusi sessuali su minori compiuti da sacerdoti e religiosi dagli anni trenta fino agli anni 2000 e il tentativo di insabbiamento da parte della Chiesa locale; a fronte di ciò, il portavoce della sala stampa vaticana Federico Lombardi spiegò l'11 dicembre 2009 che il papa condivideva «la rabbia, il senso di tradimento e la vergogna provate da così tanti fedeli cattolici irlandesi» e che avrebbe seguito con «massima attenzione» la questione. Nel corso dei mesi successivi il papa incontrò i responsabili e i vescovi della Chiesa irlandese e presentarono le dimissioni alcuni vescovi con responsabilità pastorali nelle diocesi interessate; si parlò anche della possibilità di dimissioni per il primate d'Irlanda, Sean Brady. Il 20 marzo 2010 Benedetto XVI ha pubblicato una lettera pastorale rivolta ai fedeli cattolici d'Irlanda. In essa il Papa ha spiegato di «condividere lo sgomento e il senso di tradimento [...] sperimentato al venire a conoscenza di questi atti peccaminosi e criminali e del modo in cui le autorità della Chiesa in Irlanda li hanno affrontati», chiedendo a essa «in primo luogo di riconoscere davanti al Signore e davanti agli altri, i gravi peccati commessi contro ragazzi indifesi» e accusando la «preoccupazione fuori luogo per il buon nome della Chiesa e per evitare gli scandali, che hanno portato come risultato alla mancata applicazione delle pene canoniche in vigore e alla mancata tutela della dignità di ogni persona». Rivolgendosi poi ai sacerdoti e ai religiosi colpevoli di tali abusi, ha scritto: «Avete tradito la fiducia riposta in voi da giovani innocenti e dai loro genitori. Dovete rispondere di ciò davanti a Dio onnipotente, come pure davanti a tribunali debitamente costituiti. Avete perso la stima della gente dell'Irlanda e rovesciato vergogna e disonore sui vostri confratelli. Quelli di voi che siete sacerdoti avete violato la santità del sacramento dell'Ordine Sacro, in cui Cristo si rende presente in noi e nelle nostre azioni. Insieme al danno immenso causato alle vittime, un grande danno è stato perpetrato alla Chiesa e alla pubblica percezione del sacerdozio e della vita religiosa.».

#### Ricorso alla Corte penale internazionale
Nel settembre del 2011 il gruppo di associazioni delle vittime dei preti pedofili Snap (Survivors network of those abused by priests) e il Centro per i diritti costituzionali (Center for Constitutional Rights) depositarono presso la Corte penale internazionale dell'Aia un ricorso in cui accusavano Benedetto XVI, il segretario di Stato cardinale Tarcisio Bertone, il suo predecessore cardinale Angelo Sodano e il prefetto della Congregazione per la dottrina della fede, cardinale William Joseph Levada, di crimini contro l'umanità per la presunta copertura dei reati commessi da sacerdoti contro i minori.
Nel febbraio del 2012 l'accusa venne ritirata dallo stesso avvocato querelante Jeff Anderson. Secondo il legale della Santa Sede Jeffrey S. Lena la notifica provocò «l'archiviazione immediata della causa, senza che sia necessaria una sentenza in merito emanata dalla corte». Il motivo di tale scelta fu, ancora secondo Lena: «Hanno ritirato tutto perché sapevano che avrebbero perso se avessero continuato a perseguire il caso. Non volevano una pronuncia negativa da parte del giudice» che avrebbe fatto giurisprudenza.
Nel giugno del 2013, i mezzi di comunicazione informarono che la Corte penale internazionale aveva respinto la richiesta del Centro per i diritti costituzionali, affermando la propria mancanza di giurisdizione sui fatti.

### Ruolo pastorale delle donne
Benedetto XVI dichiarò in una intervista con Franca Zambonini della rivista "Famiglia Cristiana": «Se dipendesse da me anche le donne dovrebbero accedere al cardinalato e la prima dovrebbe essere Madre Teresa, per quanto ha fatto per i più poveri con le sue Missionarie della Carità». Ribadì la sua posizione favorevole a un maggiore accesso femminile alle alte cariche ecclesiali, in particolare al cardinalato, in diverse altre occasioni, pur avendo dato modesti frutti. Accanto a questo, ha ribadito l'importanza del ruolo della donna, oltre che all'importanza delle donne nel loro "coinvolgimento nell'educazione e la loro partecipazione alla vita politica e civile".
Il 7 ottobre 2012 ha proclamato Dottore della Chiesa la monaca medievale Ildegarda di Bingen.

### Viaggi apostolici

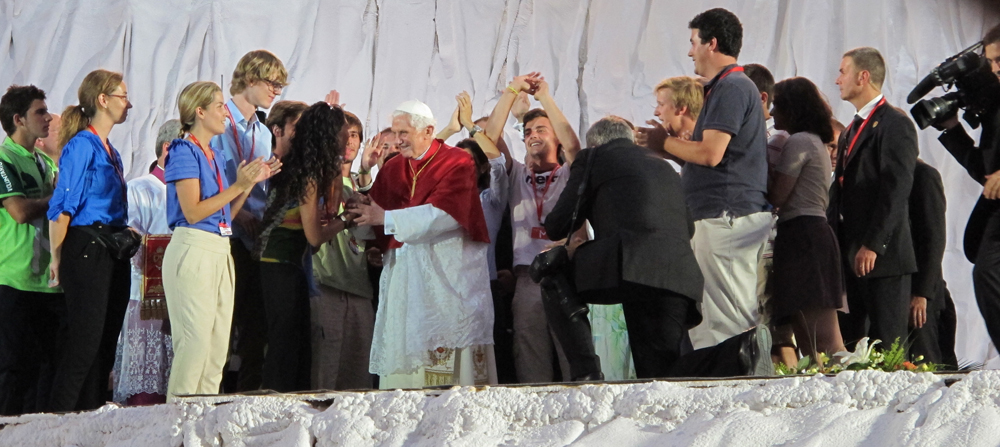
Benedetto XVI a Madrid per la Giornata mondiale della gioventù il 30 maggio 2011

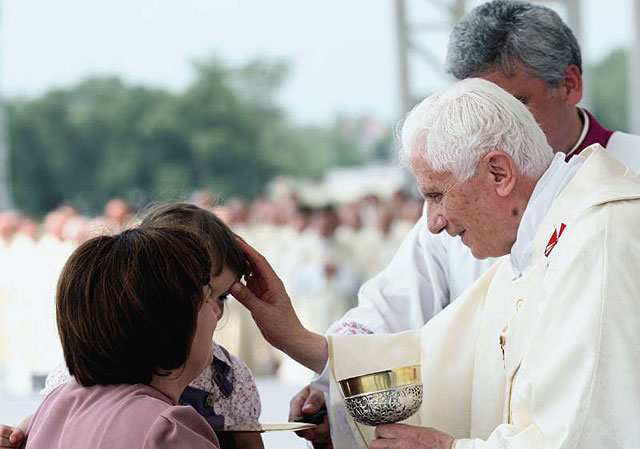
Papa Benedetto XVI a Zagabria il 25 giugno 2011

Oltre a numerose visite apostoliche in Italia, Benedetto XVI ha compiuto viaggi apostolici in 21 paesi di tutti i continenti: è stato tre volte in Germania (una volta a motivo della XX Giornata mondiale della gioventù di Colonia), poi in Polonia, terra di papa Giovanni Paolo II, in Spagna (tre viaggi, uno per la XXVI Giornata mondiale della gioventù), in Turchia, in Austria, in Francia, in Repubblica Ceca, a Malta, in Portogallo, a Cipro, nel Regno Unito, in Croazia e a San Marino. Sette i viaggi apostolici intercontinentali: in Brasile, negli Stati Uniti d'America, in Messico, a Cuba, in Australia, in Africa (Camerun, Angola e Benin), nel Libano e in Terra santa (Giordania e Israele).

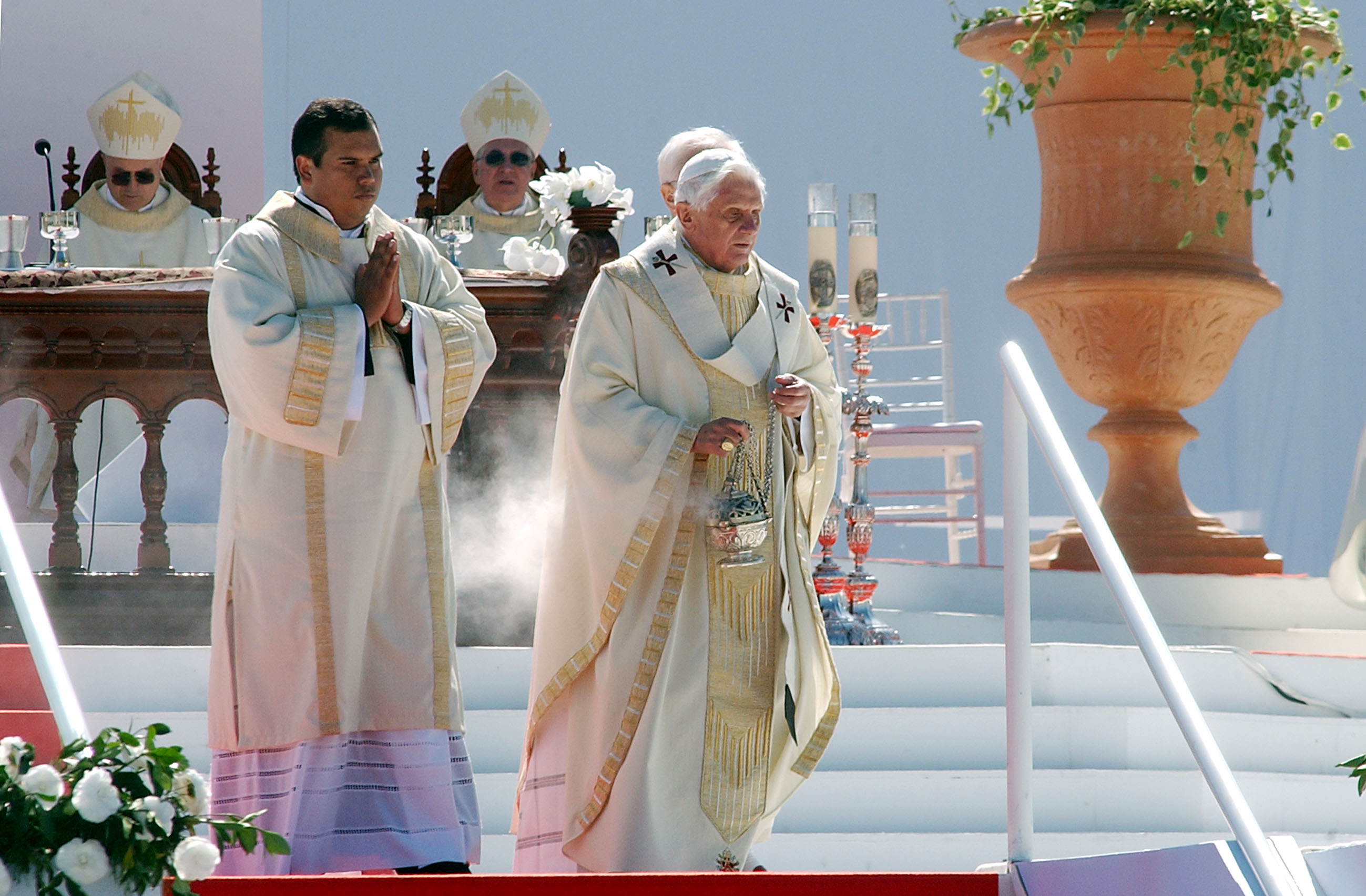
Cerimonia di canonizzazione del frate brasiliano Frei Galvão celebrata da Benedetto XVI al Campo de Marte a San Paolo, Brasile

### Concistori ordinari pubblici, per la creazione di nuovi cardinali
Benedetto XVI ha presieduto cinque concistori: il primo il 24 marzo 2006, il secondo il 24 novembre 2007, il terzo il 20 novembre 2010, il quarto il 18 febbraio 2012, il quinto il 24 novembre 2012.
Nel primo ha nominato 15 cardinali (di cui 12 elettori), nel secondo 23 (di cui 18 elettori), nel terzo 24 (di cui 20 elettori), nel quarto 22 (di cui 18 elettori), nel quinto 6.
Nel primo concistoro del 2006 sono stati elevati alla porpora prevalentemente arcivescovi impegnati nel governo pastorale di una diocesi nel mondo. Nel secondo concistoro del 2007 si è invece avuta anche una forte componente di "cardinali di Curia", ossia impegnati nelle diverse funzioni della Santa Sede.
Nel suo terzo concistoro del 2010 è da segnalare la presenza massiccia di porporati "di Curia" (10 su 20). Con il quarto concistoro ha creato cardinali in buon numero italiani e appartenenti alla Curia, mentre nessuno dei cardinali creati nel quinto concistoro era europeo.

### Documenti e opere del pontificato

#### Encicliche
Papa Benedetto XVI ha scritto molti saggi e durante il suo pontificato ha promulgato tre lettere encicliche:
- Deus caritas est (Dio è amore), 2006. La prima enciclica tratta dell'essere umano che, creato a immagine di Dio che è amore, è in grado di fare esperienza dell'amore: dare sé stesso a Dio e agli altri (agàpe), ricevendo e vivendo l'amore di Dio nella contemplazione. Questa vita di amore è visibile nell'esempio della vita dei santi come madre Teresa di Calcutta e la Vergine Maria, ed è la direzione che i cristiani abbracciano quando credono che Dio li ama in Gesù Cristo. L'enciclica contiene quasi 16 000 parole in 42 paragrafi. Il primo tempo è stato scritto da Benedetto XVI in tedesco, nella sua lingua madre, nell'estate del 2005, mentre la seconda metà si dice ricavata da dagli scritti incompleti lasciati dal suo predecessore, papa Giovanni Paolo II. L'enciclica è stata firmata dal papa il giorno di Natale del 2005, tuttavia fu promulgata in latino soltanto un mese dopo; è stata tradotta in italiano, inglese, francese, tedesco, polacco, portoghese e spagnolo. Inoltre è la prima enciclica a essere pubblicata da quando la Santa Sede ha richiesto il diritto d'autore sugli scritti ufficiali del pontefice.
- Spe salvi (Salvati nella speranza), 2007. La seconda enciclica tratta la virtù della speranza ed è stata pubblicata il 30 novembre 2007. Partendo dalle definizioni presentate nei testi paolini, petrini, e da alcuni padri della Chiesa, Benedetto XVI mette a confronto la speranza cristiana, che consente di sperimentare già nel presente quel che ancora attende dal futuro,[106] con le forme moderne di speranza, basate sulle conquiste tecnologiche o sulla politica, che alla fiducia in Dio hanno sostituito la fede nel progresso.[107] Ma le speranze terrene, oltre a essere proiettate in un ipotetico quanto incerto futuro, anche una volta realizzate divengono già superate, non riuscendo per loro natura a dare quella gioia che può venire solo da una prospettiva infinita, quale è offerta appunto da Dio tramite Cristo.[108]
- Caritas in veritate (L'amore nella verità), 2009. La terza enciclica è stata firmata il 29 giugno 2009, festa dei santi Pietro e Paolo, e pubblicata il 7 luglio 2009. In essa il papa ha voluto proseguire gli insegnamenti della Chiesa in seno alla giustizia sociale. Ha rilevato che da molto tempo si è aggiunta anche l'economia "all'elenco dei campi in cui si manifestano gli effetti perniciosi del peccato", e ha invitato i cristiani a riscoprire l'etica delle relazioni commerciali ed economiche. Nel contesto dell'enciclica, Benedetto XVI ha duramente criticato gli eccessi dell'accumulazione capitalista e richiamato alla necessità di uno sviluppo integrale degli individui come lavoratori e dell'economia come strumento di contribuzione al bene comune.[109] Nel quadro della lettura ratzingeriana dei cambiamenti socio-economici, che si inserisce in decenni di sviluppi e ragionamenti della dottrina sociale cattolica, l'economia contemporanea rischia di privare l'uomo della sua centralità nel creato, nell'azione sociale e nello sviluppo integrale delle comunità. Compito dell'uomo è proteggere tale centralità e l'impostazione valoriale, di matrice cattolica, che la nobilita, nonché garantire la prevalenza delle logiche di comunità sulla ricerca fine a sé stessa del profitto.[110]

Durante il suo pontificato iniziò anche la scrittura di una nuova enciclica dedicata alla fede, a completare la trilogia dedicata alle tre virtù teologali. La lettera enciclica, dal titolo Lumen fidei, è stata consegnata da Benedetto XVI al suo successore Francesco, che ne ha esteso e firmato il lavoro.

#### Esortazioni apostoliche
Inoltre, ha pubblicato quattro esortazioni apostoliche:
- Sacramentum caritatis, 2006, sull'Eucaristia, in seguito al sinodo dei vescovi del 2005.
- Verbum Domini, 2010, sulla Parola, in seguito al sinodo dei vescovi del 2008.
- Africae munus, 2011, come risultato del sinodo dei vescovi per l'Africa del 2009.
- Ecclesia in Medio Oriente, 2012, documento frutto del sinodo speciale dei vescovi svoltosi nella Città del Vaticano nel mese di ottobre 2010.

#### Trilogia sulla figura di Gesù di Nazaret
Ha pubblicato tre libri personali sulla figura storica di Gesù:
- Gesù di Nazaret nel 2007,
- Gesù di Nazaret. Dall'ingresso in Gerusalemme fino alla risurrezione nel 2011,
- L'infanzia di Gesù nel 2012.

L'autore stesso considerava tale trilogia definitivamente conclusiva di tutta la sua opera teologica.

### Controversie
Nell'agosto 2006 Franca Rame si domandava, a proposito dell'appartenenza del premio Nobel Günter Grass alle SS, alludendo all'arruolamento obbligatorio di Ratzinger nella Gioventù Hitleriana: «Allora cosa dovrebbe fare Benedetto XVI? Restituire il pontificato?». Lo storico del nazismo tedesco Joachim Fest rispose sulle pagine di Repubblica: «Il giovane Joseph Ratzinger fu arruolato a forza dai nazisti, e solo come ausiliario nella contraerea. Il giovane Günter Grass invece si presentò volontario. E tra la contraerea e le SS c'era una bella differenza davanti alla Coscienza del mondo. Ma vogliamo scherzare? Una cosa era aiutare, obbligati, i cannonieri antiaerei contro i bombardieri alleati, altro era vestire da volontari l'uniforme di chi massacrava partigiani sovietici, ebrei polacchi o donne e bambini francesi a Oradour-sur-Glane. Chi, come Franca Rame, chiede di criticare il Papa non meno di Grass, non sa o non vuole né pensare né ricordare la Storia».

#### La lezione di Ratisbona del 2006
Sempre fedele all'insegnamento dei documenti conciliari, il Papa ha ricordato la dichiarazione Nostra Aetate, che ha precisato «l'atteggiamento della Comunità ecclesiale nei confronti delle religioni non cristiane», riaffermando il rapporto speciale che i cristiani hanno con gli ebrei, la stima verso i musulmani e i membri delle altre religioni, confermando «lo spirito di fraternità universale che bandisce qualsiasi discriminazione o persecuzione religiosa». Tuttavia, in apparente contraddizione con le precedenti dichiarazioni, la citazione di una frase dell'imperatore bizantino Manuele II Paleologo a proposito della guerra santa "Mostrami pure ciò che Maometto ha portato di nuovo, e vi troverai soltanto delle cose cattive e disumane, come la sua direttiva di diffondere per mezzo della spada la fede che egli predicava", fatta da Benedetto XVI nell'ambito di una lectio magistralis presso l'Università di Ratisbona durante il suo viaggio in Baviera, ha provocato nel mondo islamico violente reazioni.
Successivamente, Benedetto XVI, durante un Angelus trasmesso anche da Al Jazeera, ha detto di essere «vivamente rammaricato per le reazioni», specificando di non condividere il pensiero espresso nel testo citato a Ratisbona e invitando l'Islam al dialogo: «Sono vivamente rammaricato per le reazioni suscitate da un breve passo del mio discorso all'Università di Ratisbona, ritenuto offensivo per la sensibilità dei credenti musulmani». Senza alcun precedente nella storia della Chiesa, nel 2007 e nel 2008 sono avvenuti più scambi culturali e teologici ad altissimo livello tra cattolici e musulmani, culminati con un incontro fra una nutrita delegazione di intellettuali e teologi islamici e lo stesso Benedetto XVI, in Vaticano.

#### La lezione all'Università La Sapienza
Il 15 gennaio 2008 il Papa, su richiesta del rettore dell'Università di Roma "La Sapienza", fu invitato a intervenire all'inaugurazione dell'anno accademico. Tale scelta fu criticata da 67 docenti della stessa università, il che portò la Santa Sede a declinare l'invito e suscitò diverse polemiche nel mondo politico, giornalistico e scientifico.

#### I negazionisti della Shoah
Il rapporto con la comunità ebraica visse un periodo di crisi all'indomani della remissione della scomunica a quattro vescovi lefebvriani, concessa il 21 gennaio 2009. Nello stesso giorno la televisione svedese SVT rese infatti pubblica un'intervista nella quale mons. Richard Williamson (uno dei quattro vescovi) aveva pubblicamente professato una posizione negazionista sulla Shoah, in ragione della quale il Gran Rabbinato d'Israele rimandò alcuni incontri con il Vaticano.
Sollecitato da più parti, lo stesso Pontefice, nell'udienza generale del 28 gennaio 2009, ha espresso parole chiare volte a contestare ogni forma di negazionismo della Shoah e a esprimere piena solidarietà agli ebrei, che hanno mostrato la precisa ed esplicita volontà della Chiesa nel voler continuare il dialogo: «In questi giorni nei quali ricordiamo la Shoah, mi ritornano alla memoria le immagini raccolte nelle mie ripetute visite ad Auschwitz, uno dei lager nei quali si è consumato l'eccidio efferato di milioni di ebrei, vittime innocenti di un cieco odio razziale e religioso. Mentre rinnovo con affetto l'espressione della mia piena e indiscutibile solidarietà con i nostri Fratelli destinatari della Prima Alleanza, auspico che la memoria della Shoah induca l'umanità a riflettere sulla imprevedibile potenza del male quando conquista il cuore dell'uomo. La Shoah sia per tutti monito contro l'oblio, contro la negazione o il riduzionismo. [...] La Shoah insegni sia alle vecchie sia alle nuove generazioni, che solo il faticoso cammino dell'ascolto e del dialogo, dell'amore e del perdono conduce i popoli, le culture e le religioni del mondo all'auspicato traguardo della fraternità e della pace nella verità. Mai più la violenza umili la dignità dell'uomo!» Nella stessa occasione il Pontefice ha esplicitato chiaramente che la remissione della scomunica ai quattro vescovi scismatici è stata compiuta come «atto di paterna misericordia» e che egli auspicava che a questo gesto facesse seguito «il sollecito impegno da parte loro di compiere gli ulteriori passi necessari per realizzare la piena comunione con la Chiesa, testimoniando così vera fedeltà e vero riconoscimento del magistero e dell'autorità del Papa e del Concilio Vaticano II». Critiche al Papa sul caso Williamson sono state espresse da Angela Merkel, successivamente rientrate in una "comune affermazione" di condanna e ricordo della Shoah, a seguito di un colloquio telefonico fra il Papa e la stessa cancelliera tedesca.
Il 4 febbraio 2009 la Segreteria di Stato della Santa Sede diffuse infine una nota in cui si affermava: «Le posizioni di Mons. Williamson sulla Shoah sono assolutamente inaccettabili e fermamente rifiutate dal Santo Padre, come Egli stesso ha rimarcato il 28 gennaio scorso quando, riferendosi a quell'efferato genocidio, ha ribadito la Sua piena e indiscutibile solidarietà con i nostri Fratelli destinatari della Prima Alleanza, e ha affermato che la memoria di quel terribile genocidio deve indurre "l'umanità a riflettere sulla imprevedibile potenza del male quando conquista il cuore dell'uomo", aggiungendo che la Shoah resta "per tutti monito contro l'oblio, contro la negazione o il riduzionismo, perché la violenza fatta contro un solo essere umano è violenza contro tutti"».
«Il Vescovo Williamson, per una ammissione a funzioni episcopali nella Chiesa - aggiunge la nota - dovrà anche prendere in modo assolutamente inequivocabile e pubblico le distanze dalle sue posizioni riguardanti la Shoah, non conosciute dal Santo Padre nel momento della remissione della scomunica».

#### La lotta all'AIDS
Nuove critiche sono state indirizzare a Ratzinger durante il suo viaggio in Camerun e Angola del marzo 2009. Alla domanda se durante il viaggio avrebbe affrontato il problema della lotta contro l'AIDS, Benedetto XVI ha dichiarato che la distribuzione dei preservativi non sarebbe una soluzione contro l'AIDS, ma anzi costituirebbe un aggravio del problema. La dichiarazione del Papa è stata stigmatizzata da più governi e da molti fra uomini politici, scienziati, organizzazioni umanitarie e personale coinvolto nella lotta all'AIDS, con ripercussioni anche sul piano diplomatico: in aprile il Belgio ha inoltrato una protesta formale presso la Santa Sede, chiedendone la ritrattazione; il legislativo spagnolo ha stabilito di votare in dicembre una risoluzione con il medesimo testo. Nella comunità scientifica si è registrata la dura presa di posizione del periodico medico Lancet, che in un editoriale del 28 marzo ha accusato il Papa di aver «distorto la verità scientifica» con affermazioni «oltraggiose ed estremamente inaccurate».

## Magistero e altri interventi

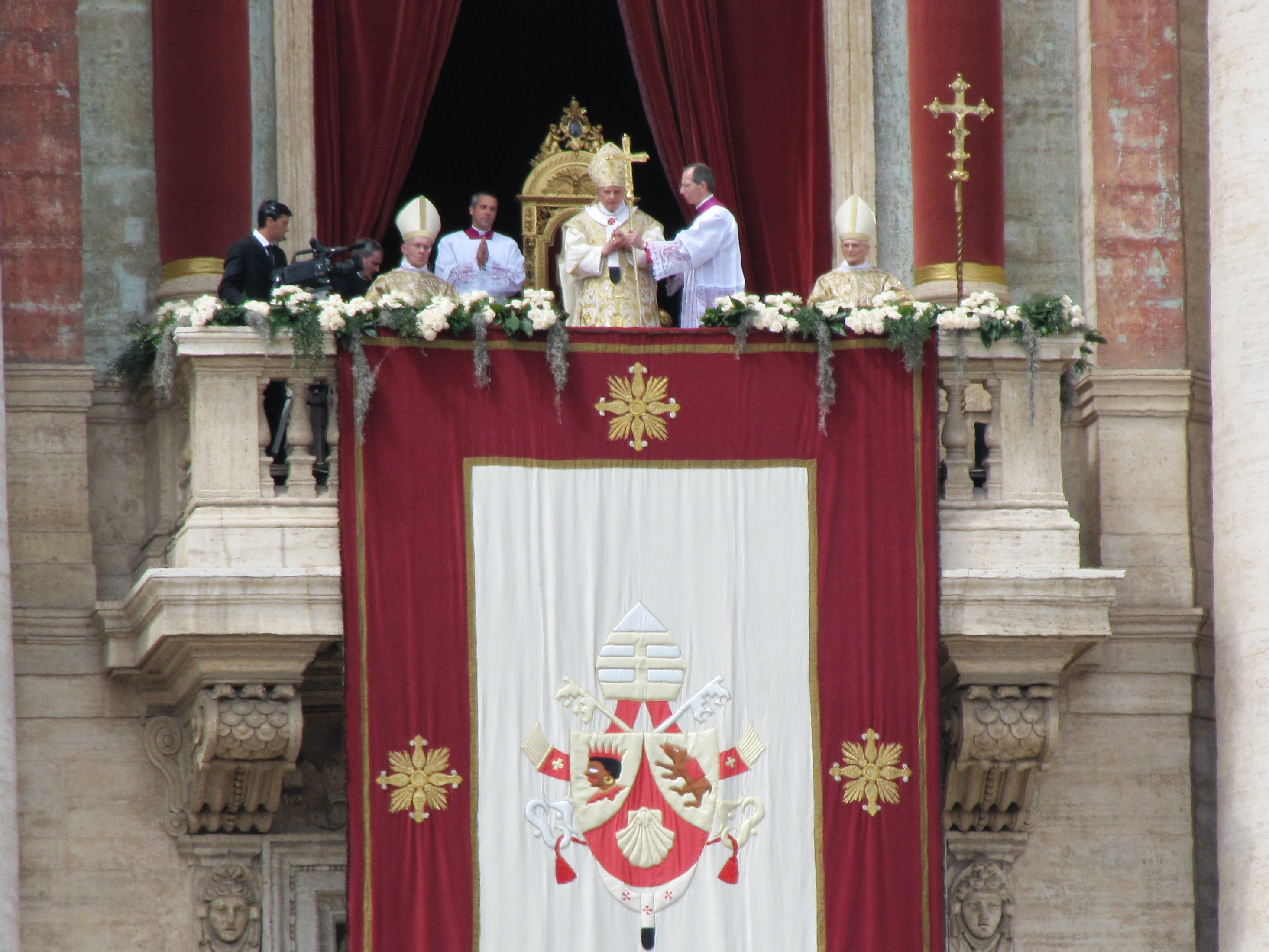
Benedetto XVI alla benedizione Urbi et Orbi della Pasqua 2011

Papa Benedetto XVI ha assunto un ruolo di primo piano nell'insegnamento e nella spiegazione della fede cattolica, e ancora nella ricerca di soluzioni ai problemi di discernimento della fede. Un ruolo che ha assunto attivamente anche in virtù della sua fama di teologo e del suo precedente incarico di Prefetto della Congregazione per la dottrina della fede.

### La critica al relativismo
Nell'omelia della Missa pro eligendo Romano Pontifice l'allora cardinale Ratzinger pronunciò le seguenti parole:
(Joseph Ratzinger, Omelia della Missa pro eligendo Romano Pontifice)
Inserendosi in un solco tracciato dal predecessore papa Benedetto XVI ha spesso definito il relativismo l'odierno problema centrale della fede; il 6 giugno 2005, in un discorso alla Diocesi di Roma presso la basilica di San Giovanni in Laterano, ha osservato:
(Papa Benedetto XVI, Messaggio per la celebrazione della XLV Giornata Mondiale della Pace)
La dittatura del relativismo secondo Benedetto XVI è la sfida principale della Chiesa e dell'umanità: alla radice di questo problema ci sarebbe l'autolimitazione della ragione kantiana, in contraddizione con l'acclamazione della scienza moderna, la cui eccellenza si fonda sul potere della ragione di conoscere la verità. Questa auto-amputazione della ragione porterebbe a patologie della religione come il terrorismo e a patologie della scienza come i disastri ecologici. Benedetto XVI ha anche analizzato le rivoluzioni fallimentari e le ideologie violente del XX secolo, valutandole come la conversione di un punto di vista parziale in guida assoluta: «L'assolutizzazione di ciò che non è assoluto ma relativo si chiama totalitarismo».
Lo stesso 6 giugno 2005 Benedetto XVI ha aggiunto delle considerazioni sui temi del matrimonio, del sesso e dell'aborto:
(Papa Benedetto XVI, Omelia nella Basilica San Giovanni in Laterano)

### Fede e ragione

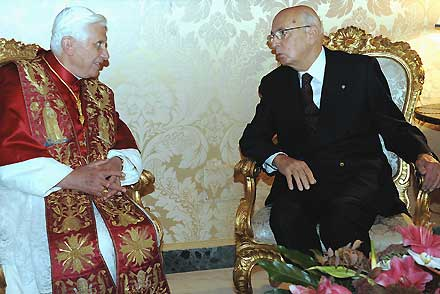
Benedetto XVI con Giorgio Napolitano al Quirinale

Il 26 settembre 2005 in un colloquio concesso a Hans Küng, il Papa teologo ha «apprezzato» lo «sforzo» di Küng di «contribuire ad un rinnovato riconoscimento degli essenziali valori morali dell'umanità attraverso il dialogo delle religioni e nell'incontro con la ragione secolare», ha sottolineato che «l'impegno per una rinnovata consapevolezza dei valori che sostengono la vita umana è un obiettivo importante del suo Pontificato» e ha anche affermato di condividere il tentativo di Küng di «ravvivare il dialogo tra fede e scienze naturali e di far valere, nei confronti del pensiero scientifico, la ragionevolezza e la necessità della Gottesfrage».
Nella lectio magistralis intitolata Fede, ragione e università, tenuta presso l'Università di Ratisbona durante il suo viaggio in Baviera nel settembre 2006, il Papa ha sviluppato un intervento sul tema dei rapporti tra fede e ragione, già oggetto di uno studio di papa Giovanni Paolo II (enciclica Fides et Ratio, 1998).
Benedetto XVI, pronunciandosi nettamente contro ogni forma di imposizione violenta di un credo religioso, ha espresso la sua «convinzione che agire contro la ragione sia in contraddizione con la natura di Dio» e che nell'elemento del Logos (espressione greca per "parola", cioè verbo di Dio, ma anche "ragione") si trovi «la profonda concordanza tra ciò che è greco nel senso migliore e ciò che è fede in Dio sul fondamento della Bibbia».
Anche in occasione del viaggio apostolico nel Regno Unito del settembre del 2010 è stato illustrato il rapporto tra fede e ragione come «un processo che funziona nel doppio senso»: «distorsioni della religione», come il settarismo e il fondamentalismo, «emergono quando viene data una non sufficiente attenzione al ruolo purificatore e strutturante della ragione all'interno della religione»; d'altra parte «senza il correttivo fornito dalla religione, infatti, anche la ragione può cadere preda di distorsioni, come avviene quando essa è manipolata dall'ideologia, o applicata in un modo parziale, che non tiene conto pienamente della dignità della persona umana».
L'11 ottobre 2011 il Pontefice ha indetto un Anno della fede, che si è svolto dall'11 ottobre 2012 al 24 novembre 2013, per «riscoprire i contenuti della fede professata, celebrata, vissuta e pregata, e riflettere sullo stesso atto con cui si crede».

### La morale sessuale

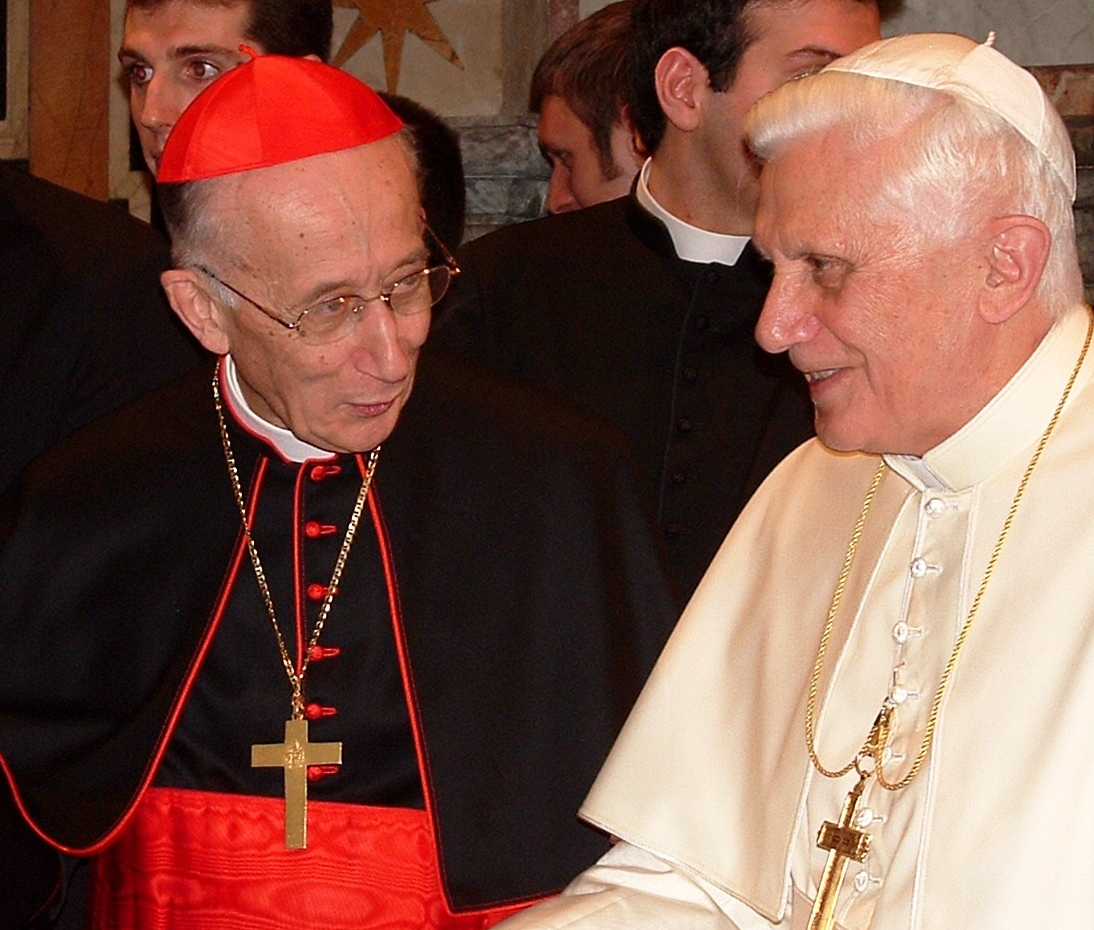
Benedetto XVI con il cardinale Camillo Ruini

Il 23 luglio 1992 la Congregazione per la Dottrina della fede guidata dall'allora cardinale Ratzinger, pubblicò un documento dal titolo Alcune considerazioni concernenti la Risposta a proposte di legge sulla non discriminazione delle persone omosessuali.
Il 29 novembre 2005 il Vaticano approvò definitivamente il documento con cui la Chiesa cattolica vieta l'accesso ai seminari a tutte le persone che «praticano l'omosessualità», hanno «tendenze omosessuali profondamente radicate» o che sostengono «la cosiddetta cultura gay» («Qualora, invece, si trattasse di tendenze omosessuali che fossero solo l'espressione di un problema transitorio, come, ad esempio, quello di un'adolescenza non ancora compiuta, esse devono comunque essere state chiaramente superate almeno tre anni prima dell'Ordinazione diaconale»).
Importante è ricordare che il giovane che desidera essere prete nella Chiesa cattolica, di rito latino, sceglie uno stato di vita celibatario. Qualunque siano i suoi orientamenti sessuali è chiamato alla castità e alla continenza. Nel rito orientale, invece, occorre decidere, prima di ordinarsi, se sposarsi o meno; chi si ordina senza sposarsi è chiamato a rimanere celibe in futuro.
Nel n. 2358 del Catechismo della Chiesa cattolica, testo questo firmato da Giovanni Paolo II ma preparato da una commissione guidata dall'allora cardinal Ratzinger, si legge: «Un numero non trascurabile di uomini e di donne presenta tendenze omosessuali profondamente radicate. Questa inclinazione, oggettivamente disordinata, costituisce per la maggior parte di loro una prova. Perciò devono essere accolti con rispetto, compassione, delicatezza. A loro riguardo si eviterà ogni marchio di ingiusta discriminazione. Tali persone sono chiamate a realizzare la volontà di Dio nella loro vita, e, se sono cristiane, a unire al sacrificio della croce del Signore le difficoltà che possono incontrare in conseguenza della loro condizione». Nel Compendio del Catechismo della Chiesa Cattolica, Benedetto XVI ribadì il no agli atti che vanno contro la morale sessuale cattolica: stupro, prostituzione, pornografia, fornicazione, adulterio, atti omosessuali, masturbazione e contraccezione, nonché qualsiasi pratica sessuale che «si proponga come scopo o come mezzo, di impedire la procreazione». Tali atti vengono definiti come i «principali peccati contro la castità». Benedetto XVI invitò tutti gli individui ad accettare la propria identità sessuale, ricordando però che «Dio ha creato l'uomo maschio e femmina». Vengono considerate contro la morale cattolica anche inseminazione e fecondazione artificiale «perché dissociano la procreazione dall'atto con cui gli sposi si donano mutuamente, instaurando così un dominio della tecnica sull'origine e sul destino della persona umana».
Il 1º dicembre 2005, in occasione della XVIII Giornata Mondiale per la Lotta all'AIDS, Benedetto XVI sostenne che la strategia da seguire nella lotta all'AIDS dev'essere basata «su continenza, promozione della fedeltà nel matrimonio, importanza della vita familiare, educazione, assistenza ai poveri», non menzionando l'uso del preservativo, condannato, come detto, dalla Chiesa cattolica. Il 18 marzo 2009 condanna esplicitamente l'uso del preservativo contro l'AIDS, asserendo che il preservativo «non serve a risolvere il problema», suscitando forti reazioni contrarie nei rappresentanti dei principali paesi della UE.
L'11 maggio 2006, rivolgendosi ai partecipanti a un congresso internazionale dell'Istituto Giovanni Paolo II per studi su matrimonio e famiglia, riaffermò che la «differenza sessuale» di un uomo e una donna «ha come fine un'unione aperta alla trasmissione della vita» e invitò «ad evitare la confusione tra il matrimonio e altre unioni basate su un amore debole. Solo l'amore tra uomo e donna è capace di costruire una società casa di tutti gli uomini».

### I messaggi per la pace

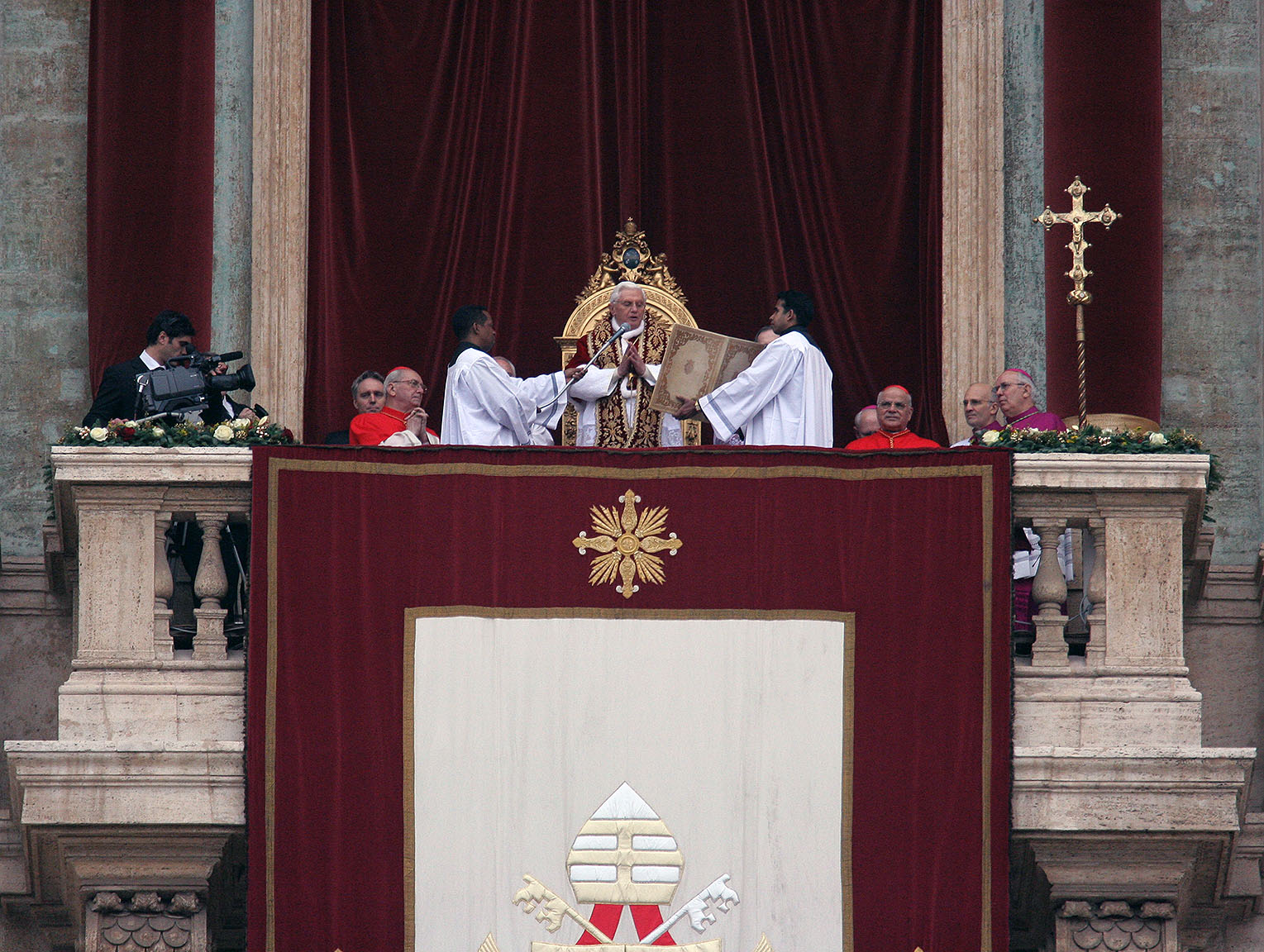
Benedizione Urbi et Orbi del 2008

- Nel luglio 2005 intervenne sugli attentati di Londra: «Preghiamo per le vittime degli attentati di Londra, ma anche per gli attentatori, Dio ama la vita».
- 25 dicembre 2005: nel messaggio urbi et orbi per il Natale, ha chiamato l'umanità del terzo millennio a un risveglio spirituale, senza il quale «l'uomo dell'era tecnologica rischierebbe di restare vittima dei successi della sua stessa intelligenza».
- 1º gennaio 2006: durante la messa per il nuovo anno, ha invitato l'ONU a una rinnovata coscienza delle proprie responsabilità per promuovere la giustizia, la solidarietà e la pace nel mondo.
- 16 aprile 2006: nel messaggio urbi et orbi del giorno di Pasqua ha parlato della situazione politica internazionale auspicando che per le crisi legate al nucleare, e dunque in particolare per l'Iran, si giunga a una composizione onorevole per tutti, mediante negoziati seri e leali, e si rafforzi nei responsabili delle Nazioni e delle Organizzazioni internazionali la volontà di realizzare una pacifica convivenza tra etnie, culture e religioni, che allontani la minaccia del terrorismo. Il pontefice ha poi parlato della situazione in Iraq, chiedendo la pace, e del conflitto in Terra santa, ribadendo il diritto di Israele a esistere e auspicando la creazione di uno Stato palestinese. Nel discorso è anche presente un invito alla concordia per l'Italia, in riferimento allo scontro post-elettorale del 2006.
- 17 giugno 2007: parlando da Assisi, in occasione dell'800º anniversario della conversione di San Francesco, rivolge un appello affinché abbiano fine tutte le guerre nel mondo. L'appello viene reiterato il 25 dicembre 2007 al messaggio urbi et orbi per il Natale.
- Nel messaggio per la Giornata della pace del 2012, scrive che «La pace non è un sogno, non è un'utopia: è possibile. I nostri occhi devono vedere più in profondità, sotto la superficie delle apparenze e dei fenomeni, per scorgere una realtà positiva che esiste nei cuori, perché ogni uomo è creato ad immagine di Dio e chiamato a crescere, contribuendo all'edificazione di un mondo nuovo». Ribadendo poi i principi della difesa della vita e della famiglia fondata sul matrimonio, ha affermato: «Questi principi non sono verità di fede, né sono solo una derivazione del diritto alla libertà religiosa. Essi sono inscritti nella natura umana stessa, riconoscibili con la ragione, e quindi sono comuni a tutta l'umanità. L'azione della Chiesa nel promuoverli non ha dunque carattere confessionale, ma è rivolta a tutte le persone, prescindendo dalla loro affiliazione religiosa. Tale azione è tanto più necessaria quanto più questi principi vengono negati o mal compresi, perché ciò costituisce un'offesa contro la verità della persona umana, una ferita grave inflitta alla giustizia e alla pace.»[127]

#### Benedetto XVI nei campi di sterminio di Auschwitz-Birkenau

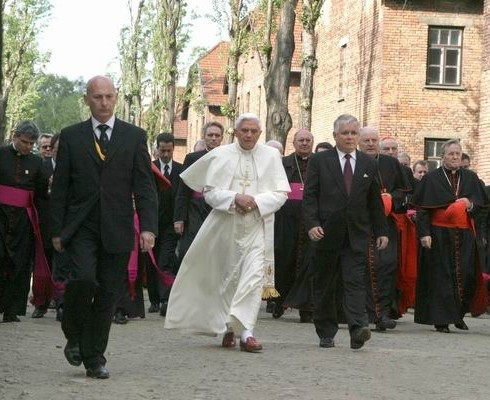
Benedetto XVI in visita nel campo di sterminio di Auschwitz durante il viaggio apostolico in Polonia (28 maggio 2006)

Il 28 maggio 2006 si è recato, nel corso di una visita in Polonia, nel campo di concentramento di Auschwitz-Birkenau. Nel corso della preghiera in ricordo delle vittime del nazismo, ha detto:

## Relazioni politiche internazionali

### La globalizzazione e le migrazioni

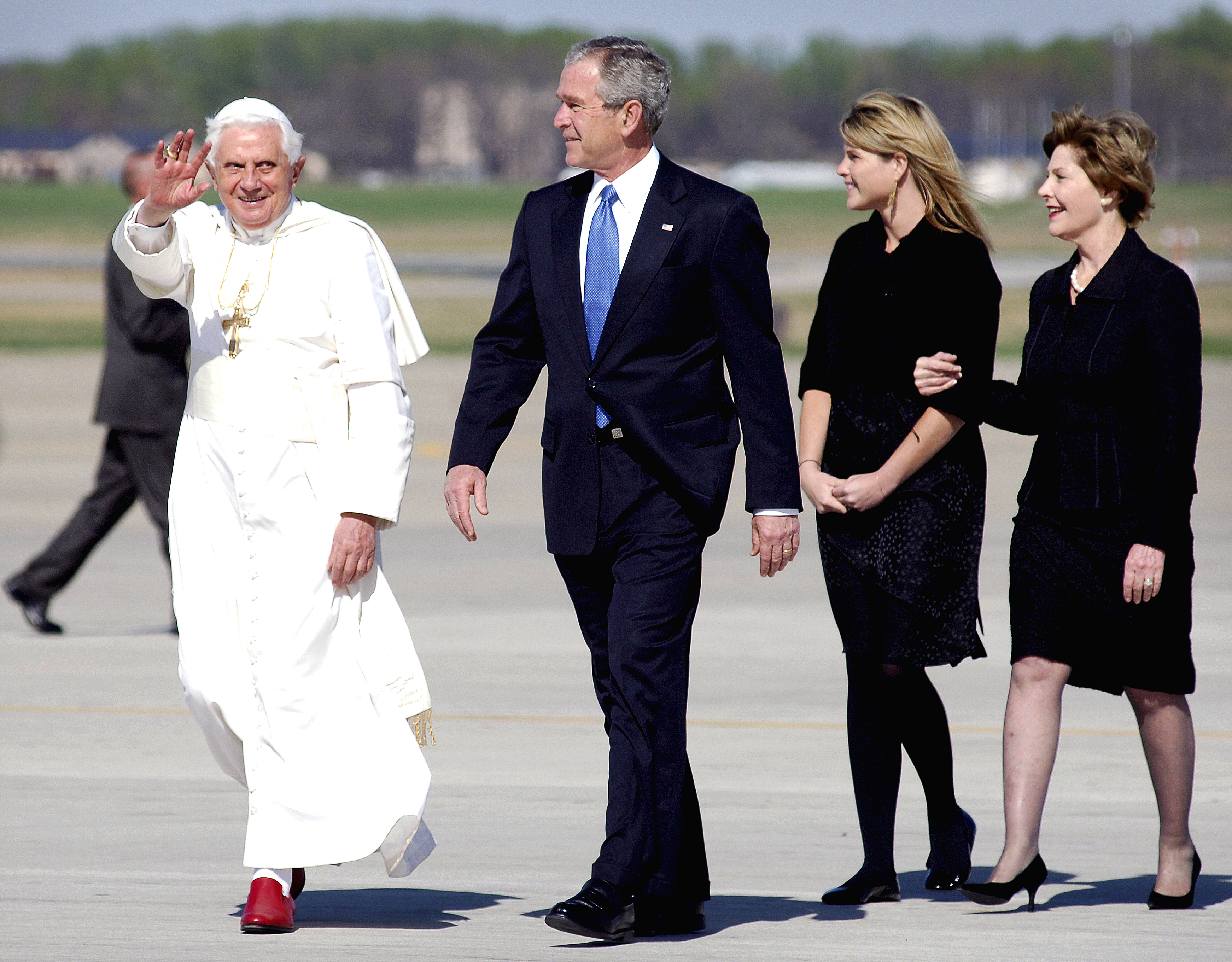
Papa Benedetto XVI con George W. Bush, la moglie Laura e la loro figlia, Jenna Bush

Durante la messa dell'Epifania del gennaio 2008 papa Benedetto XVI asserì che «non si può dire infatti che la globalizzazione sia sinonimo di ordine mondiale, tutt'altro» e aggiunse «i conflitti per la supremazia economica e l'accaparramento delle risorse energetiche, idriche e delle materie prime rendono difficile il lavoro di quanti, ad ogni livello, si sforzano di costruire un mondo giusto e solidale».
Per quanto concerne il tema globale delle emigrazioni massicce dai Paesi in via di sviluppo, Ratzinger ha affermato più volte la necessità di garantire alle persone non solo il diritto a emigrare ma anche quello, ritenuto primario, a non emigrare. Il "diritto a non emigrare" è, in concreto, il diritto per i potenziali migranti e i loro Paesi di provenienza a un rispetto onnicomprensivo, capace di prevenire il loro stato di indigenza prima ancora che di limitarne le conseguenze, l'invito a una reale cooperazione tra Paesi sviluppati e Paesi in via di sviluppo per ridurre le disuguaglianze globali. Tale concezione fu espressa in maniera dettagliata da Ratzinger pochi mesi prima delle sue dimissioni dal soglio pontificio, in occasione del messaggio sulla Giornata Mondiale del Migrante e del Rifugiato del 2013 inviato il 12 ottobre 2012, egli scrisse che "nel contesto sociopolitico attuale, però, prima ancora che il diritto a emigrare, va riaffermato il diritto a non emigrare, cioè a essere in condizione di rimanere nella propria terra, ripetendo con il Beato Giovanni Paolo II che diritto primario dell'uomo è di vivere nella propria patria: diritto che però diventa effettivo solo se si tengono costantemente sotto controllo i fattori che spingono all'emigrazione".

### Corea
Il 13 novembre 2006, Benedetto XVI ha dichiarato di augurarsi che la disputa sulle armi di distruzione di massa della Corea del Nord potesse risolversi tramite negoziati: "La Santa Sede incoraggia negoziati bilaterali o multilaterali, convinta che la soluzione debba essere trovata pacificamente nel rispetto degli accordi presi dalle parti per ottenere la denuclearizzazione della penisola coreana".

### Turchia
In un'intervista del 2004 al giornale francese Le Figaro, Ratzinger aveva detto che la Turchia, che è demograficamente musulmana, ma governata laicamente in virtù della sua costituzione, avrebbe dovuto cercare un proprio futuro più tra le nazioni del mondo musulmano che nell'Unione europea, area quest'ultima che Ratzinger definì come intrisa delle sue radici cristiane. Egli ha notato come la Turchia sia da sempre "in perenne contrasto con l'Europa e che collegarla con l'Europa sarebbe un grande errore".
Successivamente visitando il paese egli disse che la cosa migliore da fare era "reiterare la solidarietà tra culture". Il primo ministro turco Recep Tayyip Erdoğan, disse di aver parlato col pontefice dell'ingresso della Turchia in Europa, ma di averne dedotto che il Vaticano volesse rimanere al di fuori dei discorsi politici europei. A ogni modo, la dichiarazione congiunta di papa Benedetto XVI e del patriarca Bartolomeo I di Costantinopoli ha precisato come una delle condizioni necessarie per l'ammissione della Turchia in Europa sarebbe stata la dichiarazione di libertà religiosa nello Stato: "In ogni passo verso l'unificazione, le minoranze siano protette, con le loro tradizioni culturali e i tratti distintivi della loro religione." La dichiarazione sottolineava ancora una volta il desiderio di papa Benedetto XVI di ribadire le radici cristiane dell'Europa.

### Vietnam
Papa Benedetto XVI e il primo ministro vietnamita Nguyễn Tấn Dũng si sono incontrati in Vaticano il 25 gennaio 2007 per un "nuovo e importante passo per stabilire dei legami diplomatici" tra i due Paesi. Il papa ha incontrato il presidente vietnamita Nguyễn Minh Triết l'11 dicembre 2009. Gli uffici della Santa Sede hanno definito l'incontro "un passo significativo nel progresso delle relazioni bilaterali col Vietnam."

## Relazioni con le comunità religiose

### L'impegno ecumenico coi cristiani

#### Il dialogo con la Chiesa ortodossa

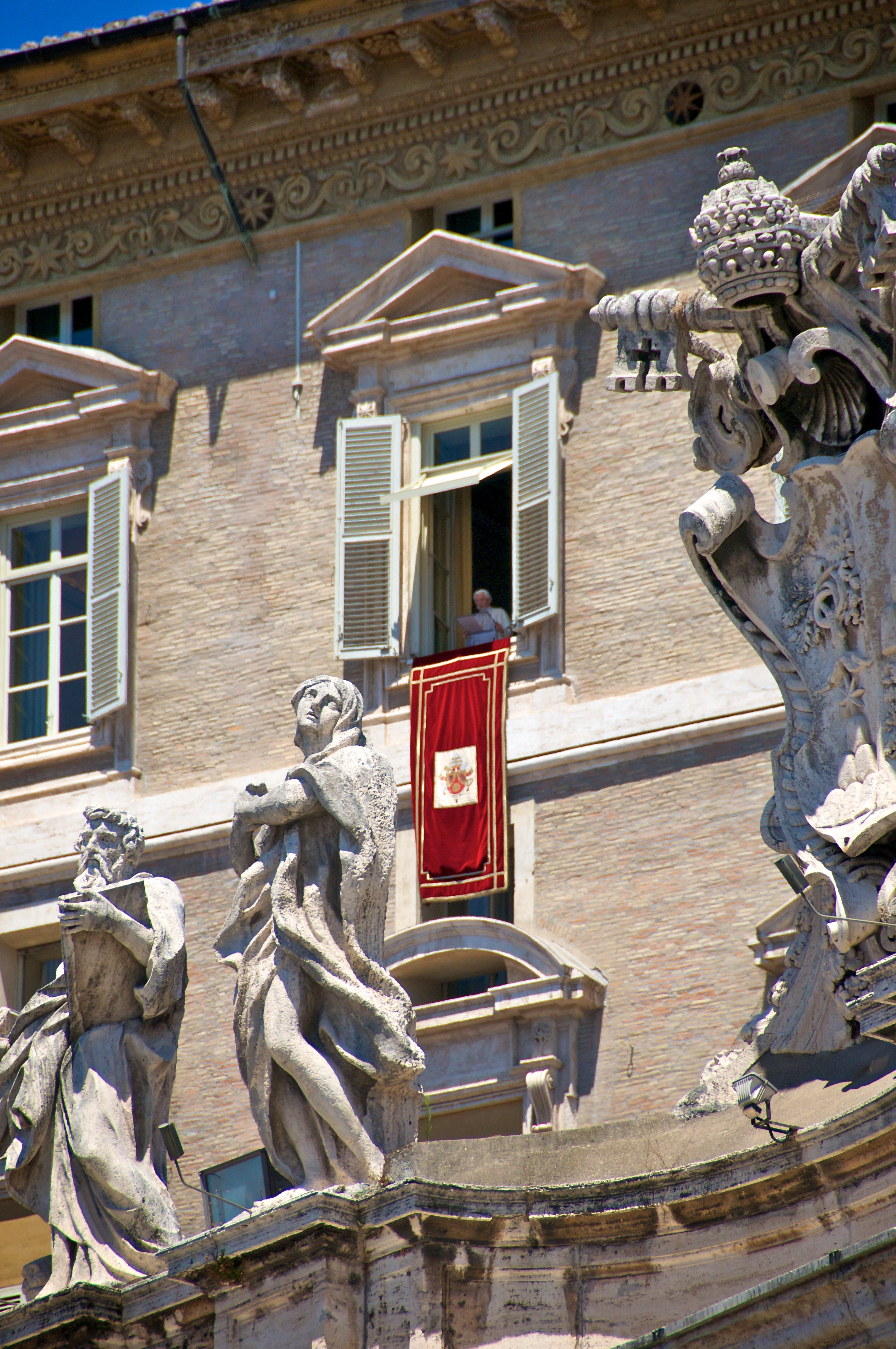
Benedetto XVI alla finestra del Palazzo Apostolico durante l'Angelus

Uno degli snodi fondamentali del pontificato di Benedetto XVI è il dialogo ecumenico con il Patriarcato di Costantinopoli e la Chiesa ortodossa tutta.
Questa attenzione da parte di Benedetto XVI è sottolineata da uno dei suoi primi atti ufficiali da pontefice, il primo motu proprio "L'antica e venerabile basilica" del 31 maggio 2005, in cui rinnova esplicitamente il mandato ai monaci benedettini della basilica di San Paolo fuori le mura di promuovere e curare speciali eventi di carattere ecumenico, proprio nella basilica eretta sul luogo di sepoltura dell'apostolo Paolo.
Durante il viaggio apostolico in Turchia nel 2006, il Papa ha assistito alla Divina Liturgia ortodossa celebrata da Bartolomeo I, insieme hanno visitato il santuario di Efeso e scritto una dichiarazione congiunta. Nel 2007 si sono incontrati a Ravenna i rappresentanti delle due Chiese per intavolare un dialogo al fine di attenuare le divergenze teologiche.
Il 29 giugno 2008, nella basilica Vaticana, durante la celebrazione dei santi Pietro e Paolo, Benedetto XVI ha ceduto la parola a Bartolomeo I durante l'omelia, quindi i due hanno recitato insieme il Credo in lingua greca. Quest'ultimo è un segno importantissimo per l'appianamento della disputa sul filioque. Al termine della celebrazione hanno impartito entrambi la propria benedizione solenne.
Il 5 ottobre 2008, su invito di Benedetto XVI, anche Bartolomeo I partecipa all'apertura dei lavori del Sinodo dei vescovi cattolici (tematizzato sulla Parola di Dio) nella Basilica di san Paolo fuori le mura. Il 18 ottobre successivo, Bartolomeo I interviene nel vivo dei lavori del Sinodo, con un discorso pronunciato nella Cappella Sistina, nel quale ha parlato apertamente di una prospettiva unitaria fra cattolici e ortodossi: è il primo patriarca ortodosso a partecipare attivamente ai lavori di un Sinodo cattolico e il primo a pronunciare un discorso nel luogo nel quale vengono eletti i successori di Pietro.

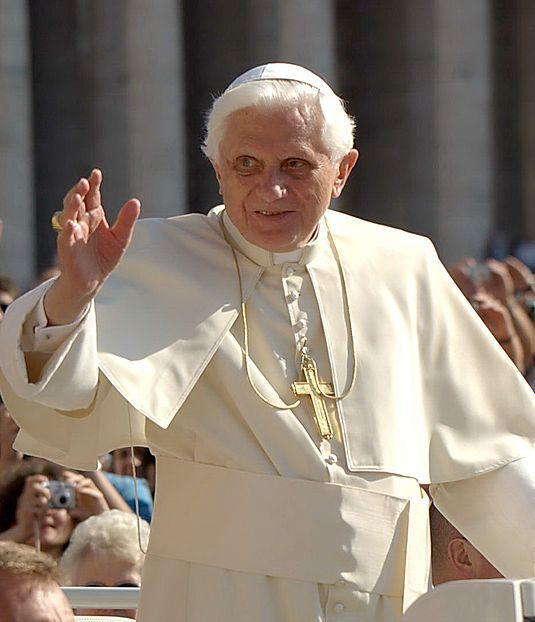
Benedetto XVI in piazza San Pietro saluta i fedeli dalla papamobile

Il 27 giugno 2009, in un discorso alla delegazione del Patriarcato ecumenico di Costantinopoli presente a Roma in occasione della conclusione dell'Anno paolino, ha detto che:
(Discorso alla delegazione del Patriarcato Ecumenico di Costantinopoli, 27 giugno 2009)
Il 17 agosto 2012 a Varsavia venne firmato un "Messaggio congiunto" di riconciliazione fra la Chiesa cattolica polacca e la Chiesa ortodossa russa: il testo, sottoscritto dal Presidente della conferenza episcopale polacca Józef Michalik e dal Patriarca russo Cirillo I, impegnava le due Chiese perché «venga iniziato un cammino di dialogo sincero nella speranza che esso sani le ferite del passato, faciliti il superamento dei nostri mutui pregiudizi e incomprensioni e ci rafforzi nella nostra ricerca di riconciliazione». Da Roma, Benedetto XVI ha definito la dichiarazione «un evento importante, che suscita speranza per il futuro».

#### Il dialogo con gli anglicani
Il rapporto ecumenico fra Chiesa cattolica e Comunione anglicana è intenso durante il pontificato di Benedetto XVI, in special modo sotto due aspetti: gli incontri fra il Papa e l'arcivescovo Rowan Williams; l'accoglienza nella Chiesa cattolica di fedeli e clero anglicani.
Nel 2009 Benedetto XVI ha aperto agli anglicani tradizionalisti, che non hanno accettato alcune decisioni della Conferenza di Lambeth, tra le quali la facoltà di concedere gli ordini sacri a persone dichiaratamente omosessuali o alle donne. Il 20 ottobre 2009 il cardinale William Joseph Levada, prefetto della Congregazione per la dottrina della fede, ha presentato in conferenza stampa l'imminente uscita di una costituzione apostolica che permettesse l'entrata in comunione di questi anglicani con la Chiesa cattolica. Contemporaneamente, l'annuncio era dato anche nell'arcivescovado di Westminster dall'arcivescovo cattolico Vincent Nichols e dal primate della Comunione anglicana Rowan Williams.

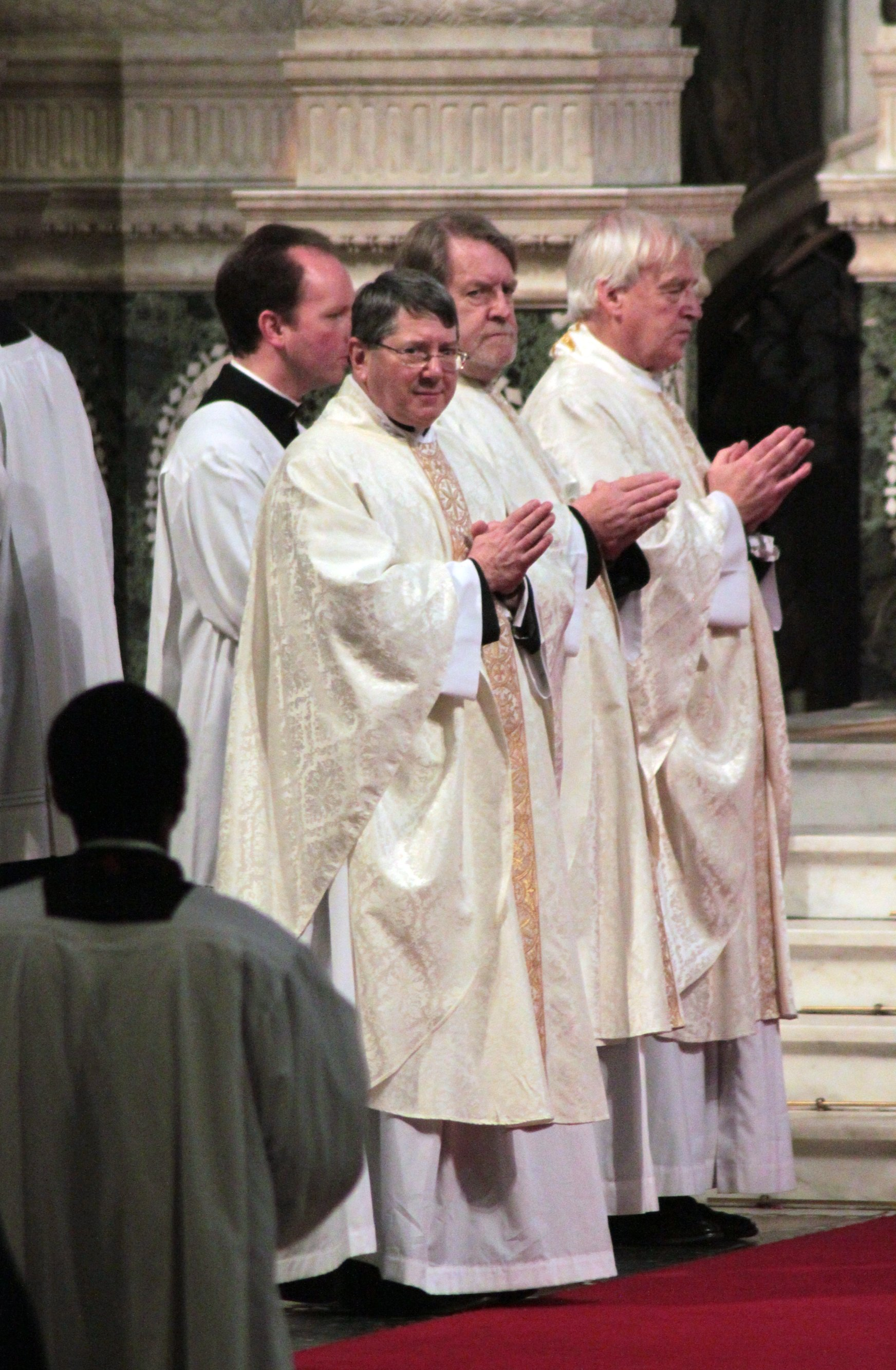
La consacrazione dei primi tre sacerdoti dell'Ordinariato

La costituzione apostolica Anglicanorum coetibus è stata pubblicata il 9 novembre 2009 e porta la firma del 4 novembre 2009. In essa si inserisce la struttura ecclesiastica dell'Ordinariato personale e si ammettono all'ordine sacro tutti i sacerdoti e vescovi anglicani che vogliano rientrare in comunione con la Chiesa cattolica. Ai sacerdoti già sposati è stata concessa una deroga al canone 277 CJC, che richiede il celibato per poter essere ordinati presbiteri (la nuova ordinazione è necessaria perché la Chiesa cattolica ritiene invalide le ordinazioni successive allo scisma anglicano). I vescovi anglicani sposati sono stati anch'essi ordinati presbiteri, rinunciando all'episcopato e restando semplici presbiteri (la Chiesa cattolica non consente infatti l'ordinazione episcopale di uomini sposati).
Il 21 novembre 2009 il Papa ha anche incontrato il primate anglicano Rowan Williams il quale, durante un incontro alla Pontificia Università Gregoriana il 19 novembre, aveva spiegato che «il bicchiere ecumenico è autenticamente mezzo pieno».
Il 17 settembre 2010 Benedetto XVI, in visita in Inghilterra, ha incontrato nuovamente l'arcivescovo di Canterbury Rowan Williams, divenendo il primo pontefice a visitare il Lambeth Palace e a rivolgersi ai vescovi anglicani riuniti nella Conferenza di Lambeth.
Il 15 gennaio 2011 è stato eretto l'Ordinariato personale di Nostra Signora di Walsingham per i fedeli di Inghilterra e Galles provenienti dall'anglicanesimo. Il 1º gennaio 2012 il Papa ha eretto anche l'Ordinariato personale della Cattedra di San Pietro, per i fedeli negli Stati Uniti d'America.
Il 10 marzo 2012 Rowan Williams è tornato a Roma e congiuntamente con il Papa ha celebrato i vespri nella chiesa di San Gregorio al Celio. In quest'occasione, Williams definisce «certa, pur se ancora imperfetta» la vicinanza fra le due confessioni: «Certa, a motivo della comune visione ecclesiale alla quale entrambe le nostre comunità sono impegnate, essendo il carattere della Chiesa sia uno sia particolare: una visione di ripristino della piena comunione sacramentale, di una vita eucaristica che sia pienamente visibile, e perciò di una testimonianza che sia pienamente credibile, così che un mondo confuso e tormentato possa entrare nella luce accogliente e trasformante di Cristo. E tuttavia imperfetta, a motivo del limite della nostra visione, e del deficit nella profondità della nostra speranza e pazienza».
Il 15 giugno 2012 il Papa ha eretto anche l'Ordinariato personale di Nostra Signora della Croce del Sud, per i fedeli dell'Australia provenienti dall'anglicanesimo.

#### Il dialogo con i cattolici tradizionalisti
Il 21 gennaio 2009 ha rimesso la scomunica latae sententiae ai Vescovi della Fraternità sacerdotale San Pio X, mediante un decreto della Congregazione per i vescovi, accogliendo una lettera di monsignor Bernard Fellay del 15 dicembre 2008 in cui il presule dichiarava a nome della Fraternità: «Siamo sempre fermamente determinati nella volontà di rimanere cattolici e di mettere tutte le nostre forze al servizio della Chiesa di Nostro Signore Gesù Cristo, che è la Chiesa cattolica romana. Noi accettiamo i suoi insegnamenti con animo filiale. Noi crediamo fermamente al Primato di Pietro e alle sue prerogative, e per questo ci fa tanto soffrire l'attuale situazione». La remissione della scomunica è una tappa importante del cammino auspicato da Benedetto XVI che dovrebbe portare «al più presto alla completa riconciliazione e alla piena comunione». La Segreteria di Stato ha chiarito, in una nota del 4 febbraio 2009, che il Decreto «è stato un atto con cui il Santo Padre veniva benignamente incontro a reiterate richieste da parte del superiore generale della Fraternità San Pio X. Sua Santità ha voluto togliere un impedimento che pregiudicava l'apertura di una porta al dialogo. Egli ora si attende che uguale disponibilità venga espressa dai quattro vescovi in totale adesione alla dottrina e alla disciplina della Chiesa». È stato ribadito che, contrariamente a quanto molti mezzi d'informazione avevano fatto capire, la remissione della scomunica non significa che lo scisma dei lefebvriani dal cattolicesimo sia stato ricomposto e che, quindi, la Fraternità San Pio X resta esterna alla Chiesa. E inoltre che «per un futuro riconoscimento della Fraternità San Pio X è condizione indispensabile il pieno riconoscimento del Concilio Vaticano II e del Magistero dei papi Giovanni XXIII, Paolo VI, Giovanni Paolo I, Giovanni Paolo II e dello stesso Benedetto XVI. La Chiesa Cattolica attende con viva speranza questi atti da parte dei Vescovi riammessi alla piena comunione cattolica per fare festa insieme come il Vangelo suggerisce».
Il 2 luglio 2009, nell'emanare il motu proprio Ecclesiae unitatem, il Papa ritorna sulla questione della remissione delle scomuniche, confermando le motivazioni già esposte, e chiarisce esplicitamente che «le questioni dottrinali [con la Fraternità S. Pio X] rimangono e, finché non saranno chiarite, la Fraternità non ha uno statuto canonico nella Chiesa e i suoi ministri non possono esercitare in modo legittimo alcun ministero».

#### La lettera ai cattolici della Cina
Il 30 giugno 2007 è stata diffusa la lettera di Benedetto XVI ai fedeli della Chiesa cattolica in Cina, che porta la data del 27 maggio 2007, solennità di Pentecoste. La lettera tratta questioni eminentemente religiose: non è un documento politico né un atto di accusa contro le autorità governative, nonostante le difficoltà della Chiesa in Cina. Il Papa ricorda in particolare il "disegno originario", che Cristo ha avuto della sua Chiesa e che ha affidato agli apostoli e ai loro successori, i vescovi.
Nella lettera, il Papa si dice pienamente disponibile a un sereno e costruttivo dialogo con le autorità civili al fine di trovare una soluzione ai vari problemi riguardanti la comunità cattolica e di arrivare alla desiderata normalizzazione dei rapporti fra la Santa Sede e il Governo della Repubblica Popolare Cinese, nella certezza che i cattolici, con la libera professione della loro fede e con una generosa testimonianza di vita, contribuiscono, come buoni cittadini, anche al bene del popolo cinese.

### Il dialogo con le altre religioni

#### L'invito a rispettare tutte le religioni

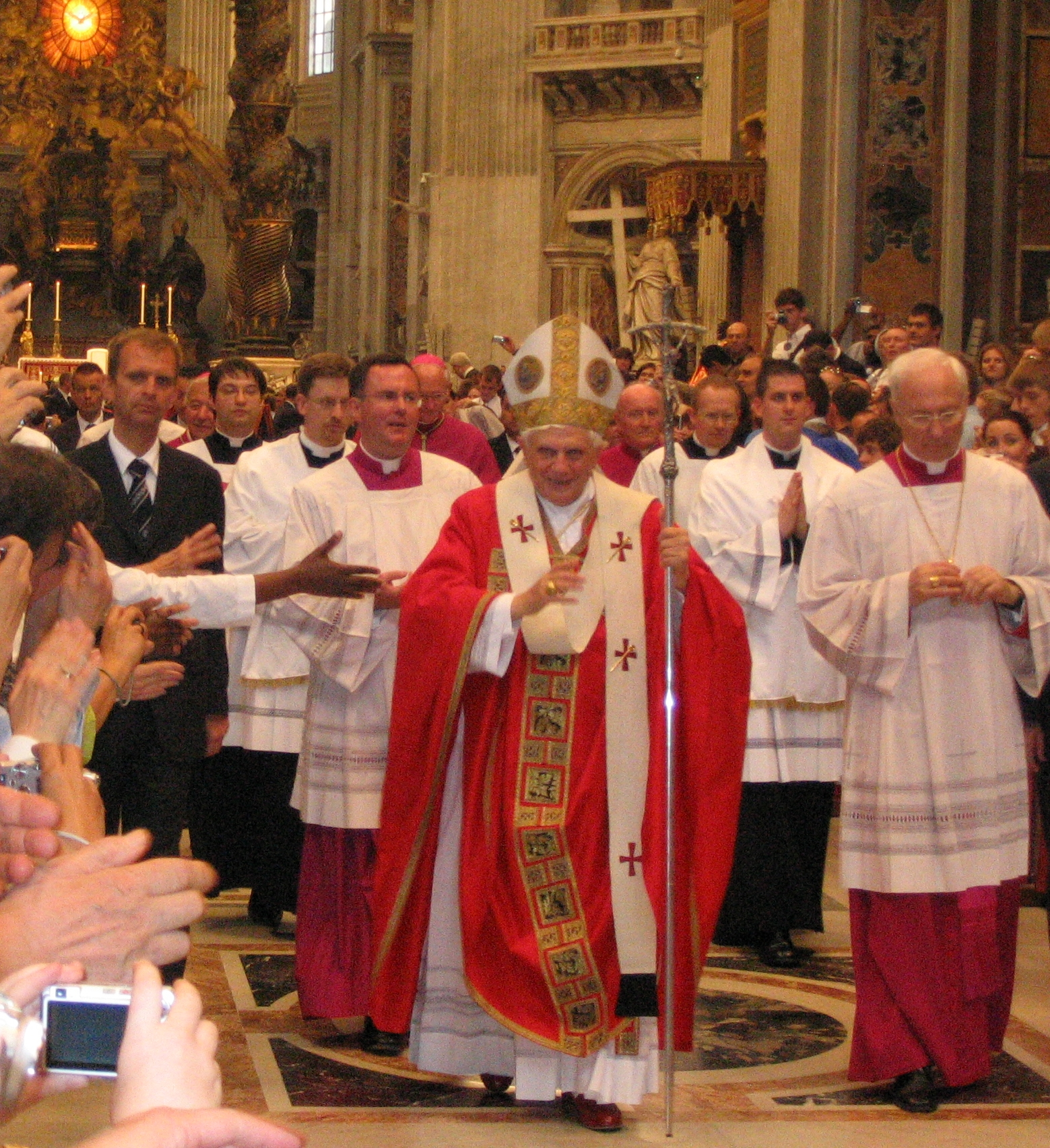
Benedetto XVI in San Pietro, al tempo del cerimoniere mons. Piero Marini

In seguito alla pubblicazione su un quotidiano conservatore danese di alcune caricature di Maometto, il Papa affermò: «Dio punirà chi sparge sangue in suo nome» e condannò le reazioni violente che si ebbero alla pubblicazione delle «vignette blasfeme» ed espresse solidarietà al mondo musulmano ribadendo l'invito al rispetto di tutte le religioni.
Durante la visita in Germania del settembre 2006, Benedetto XVI lanciò un monito all'"Occidente laico" che, escludendo Dio, spaventerebbe le altre culture dell'Asia e dell'Africa: «La vera minaccia per la loro identità non viene vista nella fede cristiana, ma nel disprezzo di Dio e nel cinismo che considera il dileggio del sacro un diritto della libertà ed eleva l'utilità a supremo criterio morale per i futuri successi della ricerca». Sull'"Islam fondamentalista" disse: «La guerra santa è contraria alla natura di Dio».
Basandosi sui documenti conciliari, il Papa ha ricordato la dichiarazione Nostra aetate, che ha precisato «l'atteggiamento della Comunità ecclesiale nei confronti delle religioni non cristiane», riaffermando il rapporto speciale che i cristiani hanno con gli ebrei, la stima verso i musulmani e i membri delle altre religioni, confermando «lo spirito di fraternità universale che bandisce qualsiasi discriminazione o persecuzione religiosa».

#### Il dialogo con i musulmani
Le relazioni di papa Benedetto con l'islam sono state a volte pacifiche, a volte tese. Il 12 settembre 2006 il pontefice in visita all'Università di Ratisbona, in Germania, ha tenuto una lectio proprio su temi che riguardavano anche l'islam. Egli, che qui era stato professore prima di divenire pontefice, tenne una lettura dal titolo "Fede, Ragione e Università - memorie e riflessioni". Questa lettura ricevette una grande attenzione sia da parte delle autorità religiose sia da parte di quelle politiche. Molti politici e capi religiosi islamici fecero presente la loro protesta contro quella che venne etichettata come un insulto, seppur mascherato, all'islam, anche se l'obbiettivo della riflessione del pontefice era quello di accusare la violenza religiosa e i suoi effetti sulla religione, indipendentemente dall'islam. I musulmani rimasero offesi in particolare da un passaggio del discorso del pontefice: "Ora mostratemi ciò che Maometto ha portato di nuovo e vi troverete solo cose cattive e inumane, come il comandamento di diffondere anche con la spada la fede da lui proclamata."
Il passaggio originariamente era presente nel Dialogue Held with a Certain Persian, the Worthy Mouterizes, in Anakara of Galatia scritto nel 1391 come espressione delle visioni dell'imperatore bizantino Manuele II Paleologo, uno degli ultimi reggenti cristiani di Costantinopoli prima della caduta della capitale nelle mani dell'impero ottomano musulmano e della conversione forzosa dei cristiani, della guerra santa. Secondo il testo tedesco, il commento originale del papa fu che l'imperatore volesse "indirizzare il suo interlocutore in un sorprendente dialogo faccia a faccia" (wendet er sich in erstaunlich schroffer, uns überraschend schroffer Form). Papa Benedetto si è successivamente scusato per ogni possibile offesa che le sue parole potessero aver causato nel mondo islamico e si appuntò nel suo diario una visita in Turchia, paese prevalentemente musulmano, con l'obbiettivo di pregare nella Moschea Blu. Il 5 marzo 2008, Benedetto XVI diede l'annuncio di voler incontrare nell'autunno di quello stesso anno degli studiosi dell'islam e dei capi politici islamici in un seminario cattolico-islamico a Roma. Il meeting, denominato "Primo Meeting del forum cattolico-musulmano", si tenne dal 4 al 6 novembre 2008. Il 9 maggio 2009, Benedetto XVI visitò la moschea di re Hussein ad Amman, in Giordania, dove venne accolto dal principe Ghazi bin Muhammad.
Numerose altre volte il papa ha incontrato esponenti del mondo islamico, come a Colonia, durante il viaggio in Terra santa e a Istanbul, dove ha compiuto l'inedita e per certi versi storica visita alla Moschea Blu.

#### Ebraismo
Quando Benedetto XVI ascese al papato le sue elezioni vennero bene accolte dalla Anti-Defamation League che si occupa di tutelare la veridicità della storia ebraica e dell'olocausto, la quale aveva fatto notare come il cardinale Ratzinger avesse sempre mostrato "la sua grande sensibilità nei confronti della storia ebraica e dell'Olocausto". L'elezione del nuovo pontefice ricevette una risposta ancora più forte dal rabbino capo del Regno Unito, Jonathan Sacks, il quale si augurò che Benedetto volesse "continuare sui passi di Giovanni XXIII e di Giovanni Paolo II nel voler implementare le relazioni col popolo ebraico e lo Stato d'Israele." Il ministro degli esteri israeliano disse a tal proposito: "Questo papa, considerando la sua esperienza storica, sarà particolarmente attento alla lotta all'antisemitismo."
Alcuni critici hanno comunque accusato il papato di Benedetto XVI di insensibilità nei confronti del giudaismo. Le due critiche principali si sono concentrate sul crescente uso della messa tridentina e sulla liberazione dalla scomunica di quattro vescovi della Società di San Pio X (SSPX). Durante il venerdì Santo, infatti, la messa tridentina prevede anche una preghiera per chiedere a Dio che tolga il velo così che questi [ebrei] possano uscire dalla loro oscurità. Questa particolare preghiera è divenuta oggetto di contenzioso tra gli ebrei e i cattolici e molti sono stati i gruppi a vedere quindi il ripristino del rito tridentino come problematico. Tra le scomuniche rimesse, inoltre, vi era anche quella del vescovo Richard Williamson, noto revisionista e negazionista dell'Olocausto. Lo scioglimento dalla scomunica di questo vescovo ha portato delle critiche al papa proprio in virtù del suo rapporto con l'ebraismo.

#### La visita in Terra santa
In occasione di un'udienza alle organizzazioni ebree statunitensi in Vaticano, il Pontefice annunciò che nella primavera del 2009 si sarebbe recato in Terra santa: Israele, Palestina e Giordania. Nella stessa occasione, il Papa ha chiesto perdono al popolo ebraico con le stesse parole che usò papa Giovanni Paolo II nel 2000: «Faccio mia la sua preghiera. "Signore dei nostri padri, che scegliesti Abramo e i suoi discendenti per portare il tuo Nome alle Nazioni: siamo profondamente addolorati per il comportamento di coloro che nel corso della storia hanno causato sofferenza ai tuoi figli e, nel chiedere perdono, vogliamo impegnare noi stessi per una autentica fratellanza con il Popolo dell'Alleanza"». Inoltre, il Papa ha definito «inaccettabile e intollerabile» la posizione di chi, tra gli uomini di Chiesa, nega o minimizza la Shoah (riferimento, questo, esplicito alla posizione del vescovo scismatico Williamson). Il presidente dello Yad Vashem, il museo israeliano sulla Shoah, ha espresso apprezzamento e fiducia per le «frasi inequivocabili» del Pontefice. Questo scambio sembra aver chiuso l'accesa polemica sulle posizioni del vescovo negazionista e scismatico lefebvriano Richard Williamson.

#### Il buddhismo tibetano
Il Dalai Lama si è congratulato con papa Benedetto XVI sin dalla sua elezione, e gli ha fatto visita in Vaticano nell'ottobre del 2006. Nel 2007, la Cina venne accusata di utilizzare la propria influenza politica per fermare l'incontro tra il papa e il Dalai Lama.

#### Credenze indigene americane
In visita in Brasile nel maggio del 2007, "il papa ha provocato delle controversie dicendo che le popolazioni native avessero manifestato una "silenziosa appartenenza" alla fede cristiana portata in Sud America dai colonizzatori." Il papa continuò affermando che "la proclamazione di Gesù e del suo Vangelo non ha ad ogni modo provocato l'alienazione delle culture precolombiane, né si è giunti all'imposizione di una cultura straniera." L'allora presidente del Venezuela, Hugo Chávez, chiese delle scuse per tali affermazioni, e un'organizzazione indigena dell'Ecuador mise per iscritto una risposta nella quale si ribadiva che "i rappresentanti della chiesa cattolica di quei tempi, seppur con onorevoli eccezioni, furono complici, ingannatori e beneficiari di uno dei più atroci genocidi di tutta l'umanità." Successivamente il papa, parlando in italiano, ha precisato durante un'udienza settimanale in piazza san Pietro che "Non è possibile dimenticare la sofferenza e le ingiustizie inflitte dai colonizzatori alle popolazioni indigene, i cui fondamentali diritti umani vennero violati."

#### Induismo
Mentre era in visita negli Stati Uniti il 17 aprile 2008, Benedetto XVI si incontrò con il rappresentante della Associazione internazionale per la coscienza di Krishna, Radhika Ramana Dasa; noto studioso dell'induismo e discepolo di Hanumatpreshaka Swami. Per conto della comunità induista americana, Radhika Ramana Dasa donò a papa Benedetto un simbolo "Om".

## Rinuncia al ministero petrino

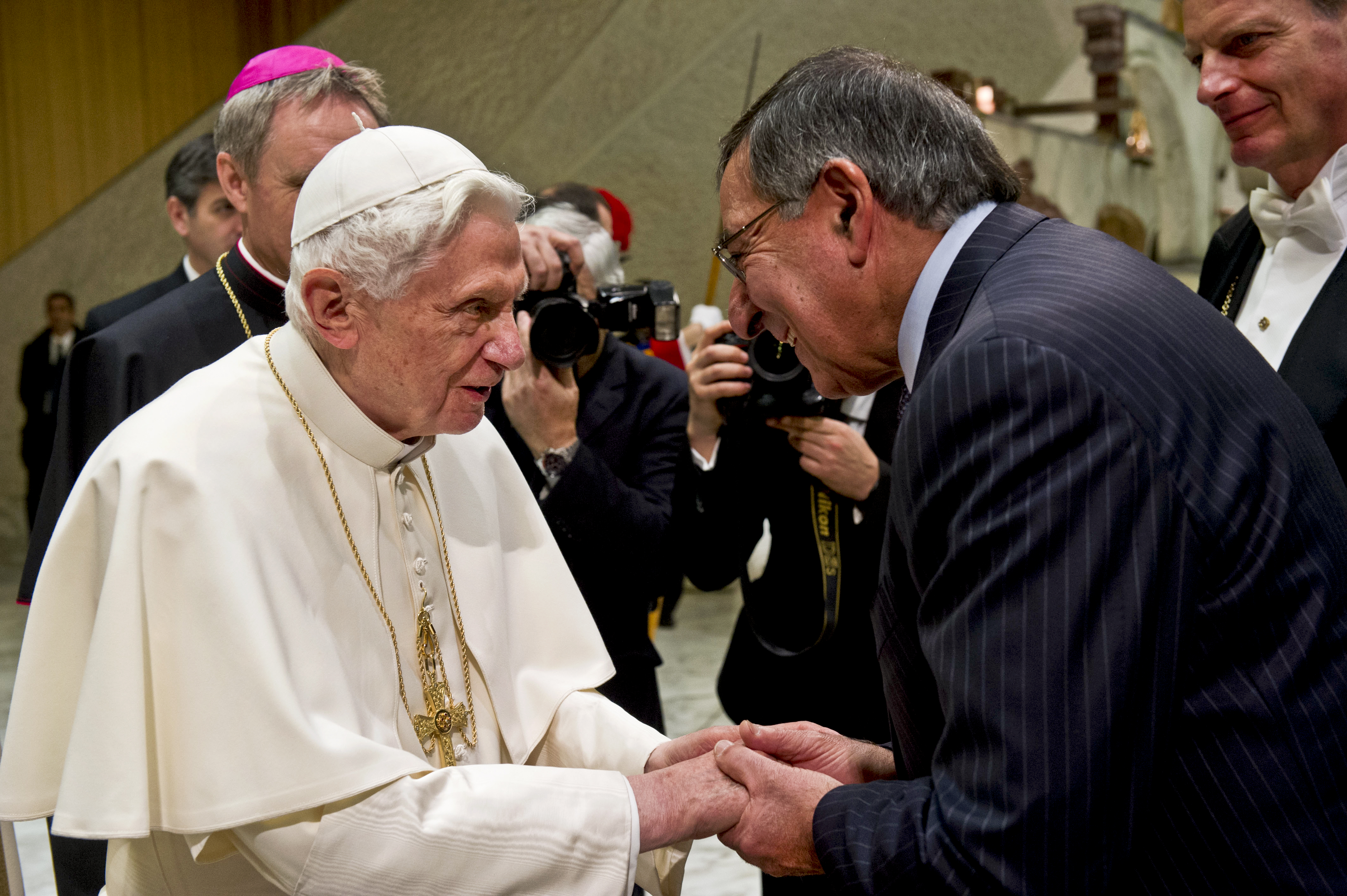
Benedetto XVI incontra il segretario della difesa degli Stati Uniti Leon Panetta durante l'udienza generale del 16 gennaio 2013

L'11 febbraio 2013 Benedetto XVI annunciò la sua rinuncia al ministero petrino, a partire dal 28 febbraio, lasciando così spazio alla convocazione di un conclave per l'elezione del suo successore, come previsto dalla costituzione apostolica Universi Dominici Gregis.
La notizia fu comunicata dal papa in latino durante il concistoro per la canonizzazione dei martiri di Otranto e di altri tre beati, seguendo le regole previste dal Canone 332 del Codice di Diritto Canonico, che al comma 2 richiede «che la rinuncia sia fatta liberamente e che venga debitamente manifestata»; l'ultima rinuncia di un pontefice al proprio ruolo era avvenuta ben 598 anni prima, nel 1415, da parte di papa Gregorio XII.
(Papa Benedetto XVI, Concistoro per la canonizzazione dei martiri di Otranto, 11 febbraio 2013.)

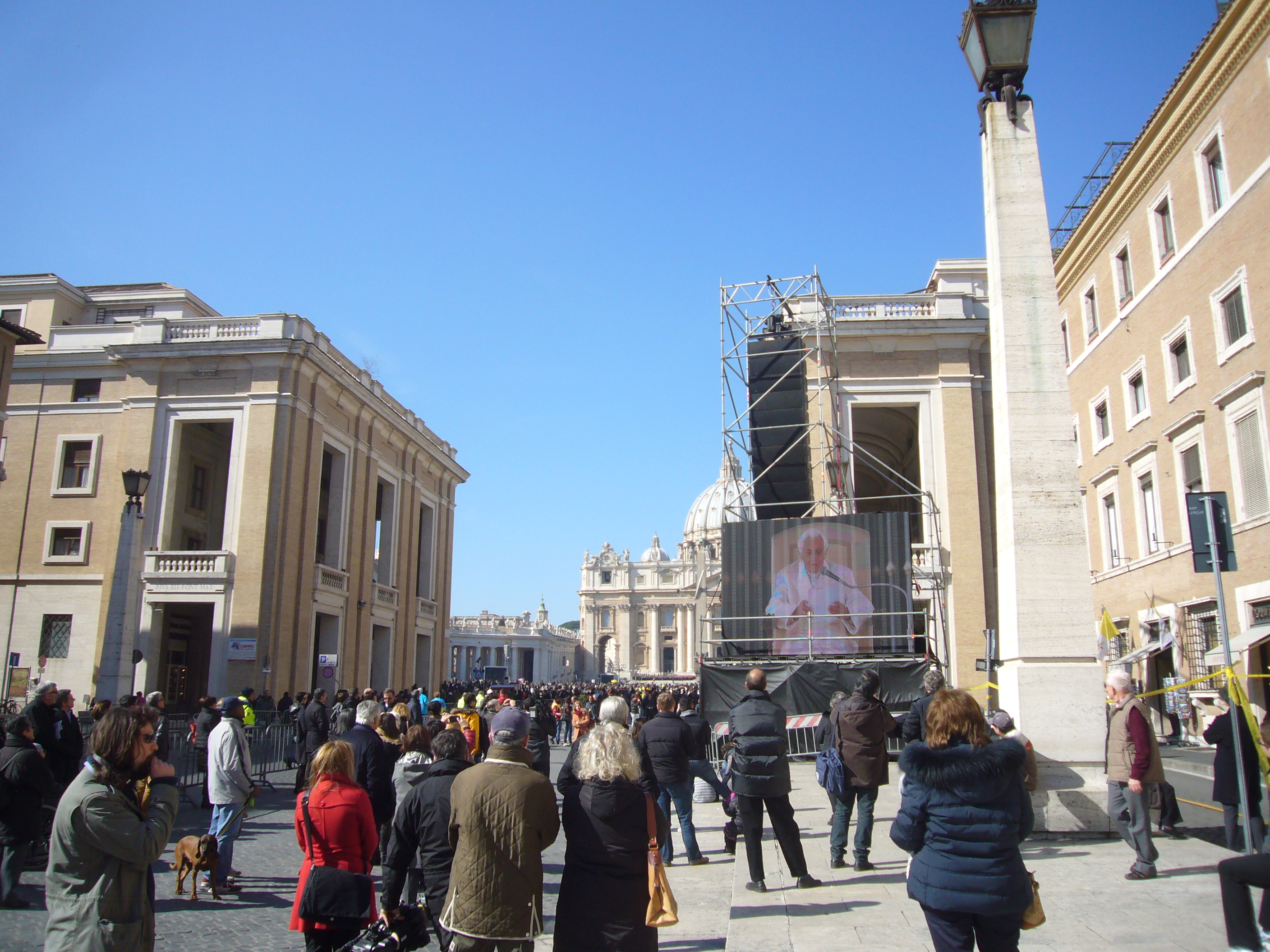
27 febbraio 2013. Benedetto XVI parla della sua rinuncia dai megaschermi di San Pietro durante l'ultima udienza pubblica.

Benedetto XVI cessò dunque il suo pontificato a partire dalle ore 20:00 del 28 febbraio 2013. In quel momento iniziò il periodo di sede vacante nel quale si organizzò il conclave (a cui Benedetto XVI non prese parte), che si concluse la sera del 13 marzo 2013 con l'elezione al soglio pontificio di papa Francesco.
Benedetto XVI espresse la volontà di risiedere nella Città del Vaticano, nel monastero Mater Ecclesiae. Attendendo la fine di alcuni lavori di ristrutturazione all'interno del monastero, prevista per il mese di maggio 2013, soggiornò nelle ville pontificie di Castel Gandolfo. Qui giunse alle 17:30 del 28 febbraio 2013; circa mezz'ora prima aveva lasciato il Vaticano in elicottero, partendo dal suo eliporto: l'intero abbandono degli appartamenti pontifici fu ripreso da diciannove telecamere del Centro Televisivo Vaticano e trasmesso in diretta televisiva. A Castel Gandolfo il papa salutò per l'ultima volta la folla con un breve intervento in cui ha parlato a braccio.
Allo scoccare delle ore 20:00, gli atti che segnarono formalmente l'avvio della sede vacante sono stati la chiusura del portone di accesso al Palazzo Pontificio di Castel Gandolfo, il passaggio di consegne tra la Guardia svizzera pontificia e la Gendarmeria Vaticana, che assunse i compiti di protezione dell'ormai pontefice emerito, l'ammaino della bandiera al Palazzo Pontificio (la bandiera issata indica infatti la presenza del papa nell'edificio), la sigillatura dell'appartamento papale del Palazzo Apostolico e la dismissione degli abiti pontifici da parte di Benedetto XVI. L'annullamento dell'anello piscatorio avvenne il 5 marzo tramite rigatura.
Benedetto XVI assunse il titolo ufficiale di "sommo pontefice emerito" o "papa emerito", venendo comunque chiamato con l'appellativo "Sua Santità"; continuò a indossare l'abito talare bianco semplice, senza tuttavia la pellegrina bianca e la fascia, mentre all'anulare destro tornò a portare l'anello vescovile.
Georg Gänswein, già segretario di papa Benedetto XVI ha dichiarato che l'intenzione di rinunciare al ministero petrino non fu una decisione improvvisa, ma maturata gradualmente e accuratamente da molto tempo; tuttavia, solo alla fine si palesò la reale intenzione di compiere tale atto, e non dunque una mera ipotesi.

### Papa emerito

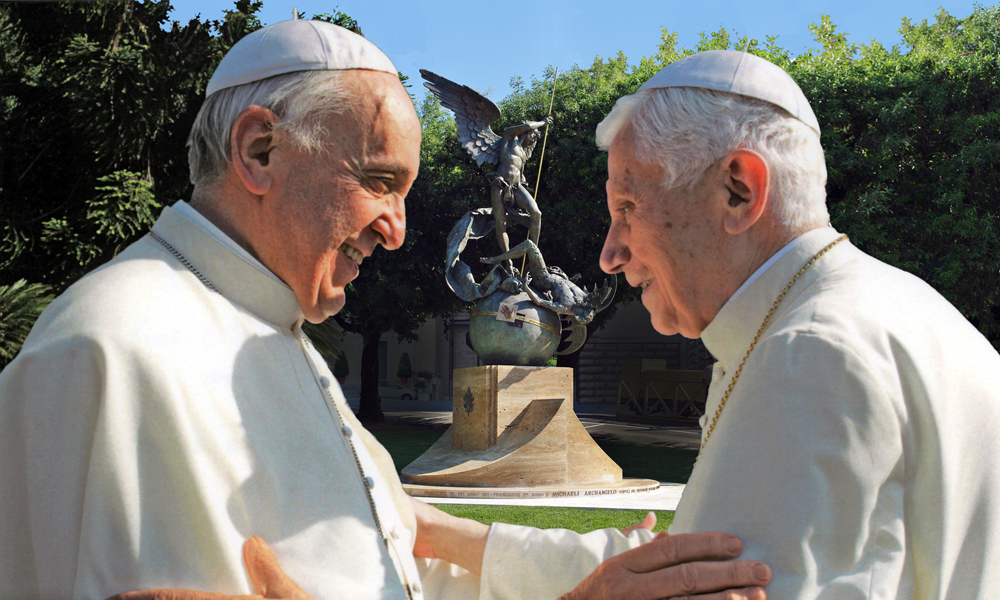
Incontro tra papa Francesco e Benedetto XVI in occasione dell'inaugurazione della statua di San Michele arcangelo nei Giardini Vaticani, 5 luglio 2013

Il 23 marzo 2013, dieci giorni dopo la sua elezione, papa Francesco si recò a Castel Gandolfo presso il Palazzo Pontificio per fare visita al papa emerito Benedetto XVI. Dopo essersi abbracciati, i due papi pregarono insieme, inginocchiati uno accanto all'altro. Storicamente si è trattato del primo incontro fra due pontefici.
Il 2 maggio 2013, dopo due mesi trascorsi a Castel Gandolfo, fece il suo ritorno in Vaticano, andando a vivere nel monastero Mater Ecclesiae così come precedentemente previsto, al termine dei lavori di ristrutturazione.
Il 5 luglio 2013 Benedetto XVI apparve in pubblico per la prima volta da papa emerito insieme a papa Francesco all'inaugurazione di un nuovo monumento a san Michele Arcangelo nei Giardini Vaticani.
Il 22 febbraio 2014 partecipò al primo concistoro per la creazione di nuovi cardinali di papa Francesco, assistendo al rito seduto tra i cardinali e salutando il pontefice regnante al termine della processione d'ingresso. Si è trattato della prima volta in cui si è verificata la compresenza di due papi viventi all'interno della basilica di San Pietro.
Il 27 aprile 2014 concelebrò con papa Francesco la messa per la canonizzazione dei suoi predecessori Giovanni XXIII e Giovanni Paolo II.
Il 28 settembre 2014 Benedetto XVI presenziò con Francesco alla festa dei nonni e alle iniziative connesse sul sagrato della basilica di San Pietro.

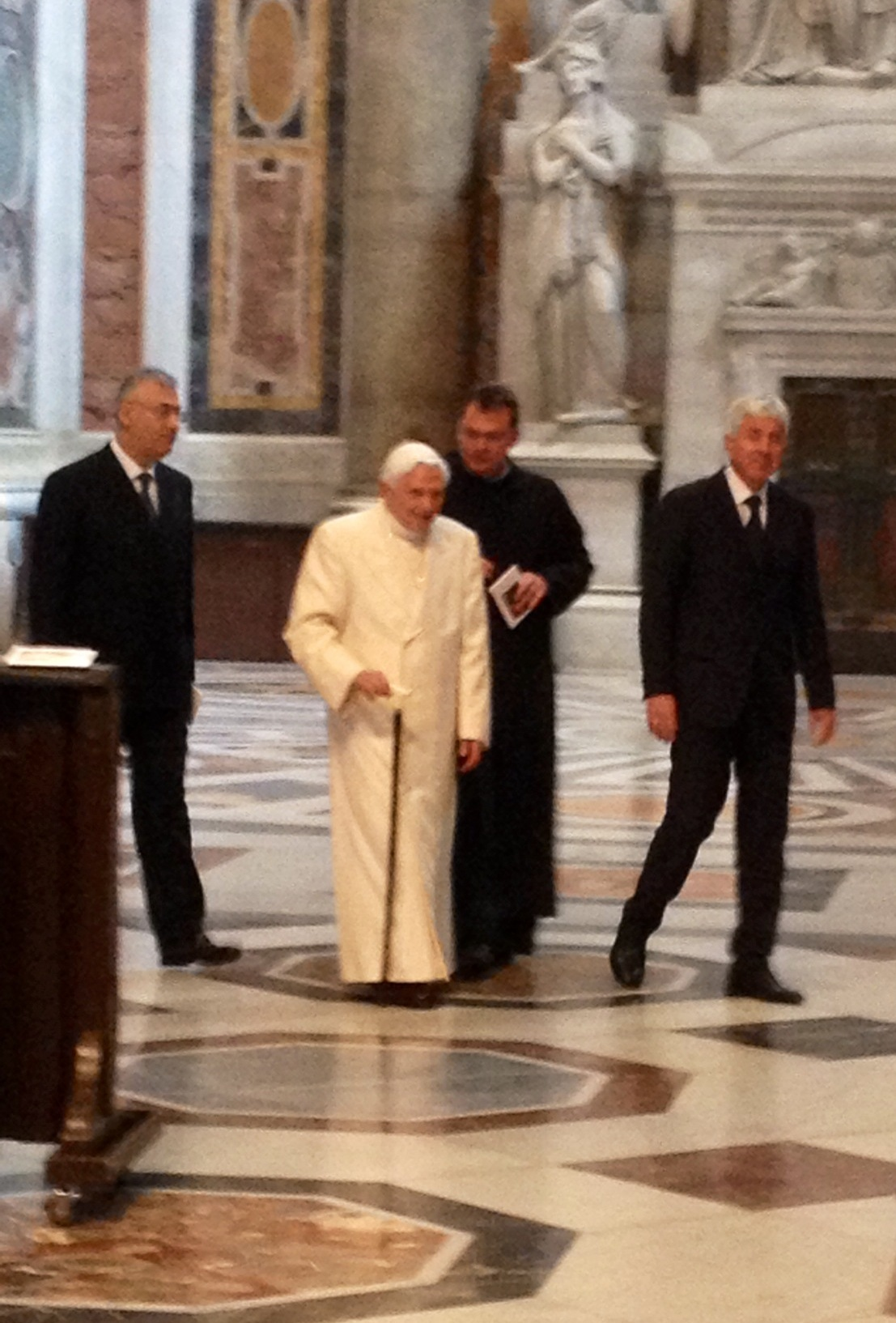
Il papa emerito nella basilica vaticana al termine del concistoro per la creazione di nuovi cardinali del 22 febbraio 2014

Il 19 ottobre 2014 concelebrò nuovamente con papa Francesco la messa in piazza San Pietro in occasione della beatificazione di papa Paolo VI e della contemporanea conclusione del sinodo straordinario dei vescovi.
Il 14 febbraio 2015 il papa emerito partecipò nuovamente nella basilica di San Pietro al secondo concistoro per la creazione di nuovi cardinali di papa Francesco. A partire dal terzo concistoro del 19 novembre 2016, però, in considerazione dell’età avanzata del papa emerito, questi non ha più presenziato alla cerimonia all’interno della basilica di San Pietro, ma al termine della stessa ha ricevuto la visita di papa Francesco e dei nuovi cardinali presso il monastero Mater Ecclesiae.
Il 30 giugno 2015 papa Francesco si recò al monastero Mater Ecclesiae per salutare il predecessore prima di un periodo di riposo che questi avrebbe trascorso per un paio di settimane presso la residenza estiva di Castel Gandolfo, trattenendosi per un colloquio di circa mezz'ora. Durante il soggiorno a Castel Gandolfo, Benedetto XVI ricevette, il 4 luglio 2015, il dottorato honoris causa dalla Pontificia Università Giovanni Paolo II di Cracovia e dell'Accademia di Musica di Cracovia dal cardinale Stanisław Dziwisz, arcivescovo della città polacca.
Il 30 novembre 2015, durante la consueta conferenza stampa nel percorso aereo di ritorno dal viaggio apostolico in Africa, papa Francesco, in merito ai recenti scandali - denominati Vatileaks 2 - che avevano scosso il Vaticano, dichiarò che avrebbe continuato "con i cardinali, con le commissioni quell'opera di pulizia iniziata da Ratzinger", eletto proprio contro la corruzione. "Tredici giorni prima che morisse Wojtyła - continuò Bergoglio - Ratzinger parlò della sporcizia nella Chiesa" alla Via Crucis al Colosseo e, successivamente, nell'omelia della messa pro eligendo Pontifice. "Noi lo abbiamo eletto per questa sua libertà di dire le cose", ha aggiunto papa Francesco.
L'8 dicembre 2015, giorno di apertura del Giubileo straordinario della misericordia, Benedetto XVI assistette all'apertura della Porta santa, varcandola subito dopo papa Francesco.
Il 28 giugno 2016, in occasione del 65º anniversario della sua ordinazione sacerdotale, si svolse una cerimonia nella Sala Clementina del Palazzo Apostolico alla presenza di papa Francesco e di altri membri della Curia romana. La cerimonia fu animata dalla Cappella musicale pontificia sistina e fu introdotta da un discorso di papa Francesco, seguito poi dagli interventi del cardinale Gerhard Ludwig Müller, prefetto della Congregazione per la dottrina della fede e del cardinale Angelo Sodano, decano del collegio cardinalizio. Al termine il papa emerito prese la parola pronunciando a braccio un discorso di ringraziamento.
Il 28 giugno 2017 Benedetto XVI ricevette i cardinali da poco creati nella sua cappella privata e "[parlò] con tutti nella loro lingua nativa", rimarcando come essi provenissero "dai quattro continenti, dall'intera Chiesa". Egli precisò inoltre che "il Signore vinca alla fine" e, ringraziandoli per il loro ministero nella Chiesa, diede loro la sua benedizione particolare.
Nel luglio del 2017 Benedetto XVI fece pervenire un messaggio tramite il suo segretario particolare, l'arcivescovo Georg Gänswein, in occasione del funerale del cardinale Joachim Meisner, improvvisamente scomparso mentre si trovava in Germania. Nel suo messaggio, il papa emerito si riferiva a Meisner come a un "pastore appassionato" che aveva trovato "difficile abbandonare il suo posto". L'ex pontefice disse inoltre di aver parlato al telefono con Meisner proprio il giorno precedente alla morte di quest'ultimo e che il cardinale tedesco appariva rilassato per il periodo di vacanza che lo attendeva dopo aver presenziato alla beatificazione di Teofilius Matulionis a Vilnius.

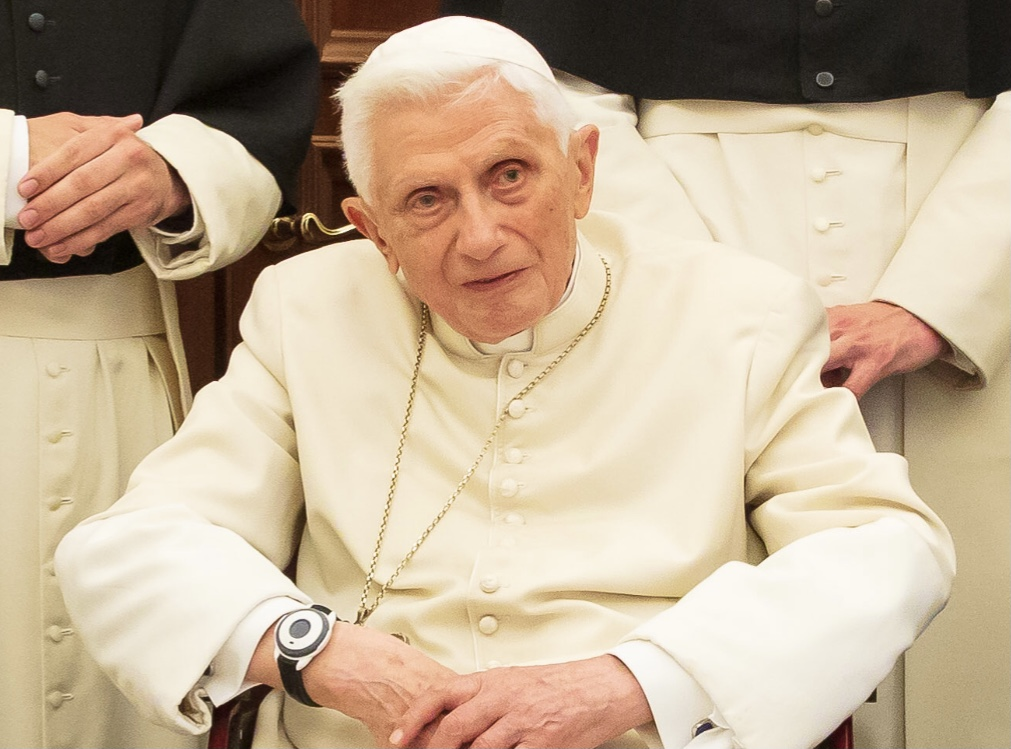
Il papa emerito Benedetto XVI nel 2019

In un saggio all'interno di un libro del cardinale Robert Sarah del 2020, Benedetto XVI espresse la propria idea circa il mantenimento del celibato del clero in seno alla Chiesa cattolica, proprio alla luce del recente dibattito sulla questione. Ciò fece parlare non solo del ruolo di Benedetto e dei suoi scritti all'interno del volume, ma anche sulle posizioni conservatrici di una parte della Chiesa cattolica che si erano recentemente scontrate con quanto emerso dal sinodo sull'Amazzonia voluto da papa Francesco. Benedetto XVI chiese al suo segretario privato, l'arcivescovo Georg Gänswein, di rimuovere il suo nome, che appariva in copertina assieme a quello dell'autore.
Dal 18 al 22 giugno 2020 Benedetto XVI fu a Ratisbona, in Germania, per essere accanto al fratello Georg Ratzinger, gravemente malato e deceduto poi il 1º luglio. Questo fu l'unico viaggio internazionale di Benedetto XVI dopo la sua rinuncia al ministero petrino.
Il 4 settembre 2020 superò il primato di longevità per un pontefice, detenuto da Leone XIII, diventando il papa più anziano della storia.
Il 29 giugno 2021 festeggiò il 70º anniversario di sacerdozio e per l'occasione si organizzò una mostra, dal titolo Cooperatores veritatis, dove furono esposti alcuni suoi oggetti personali.

### La morte

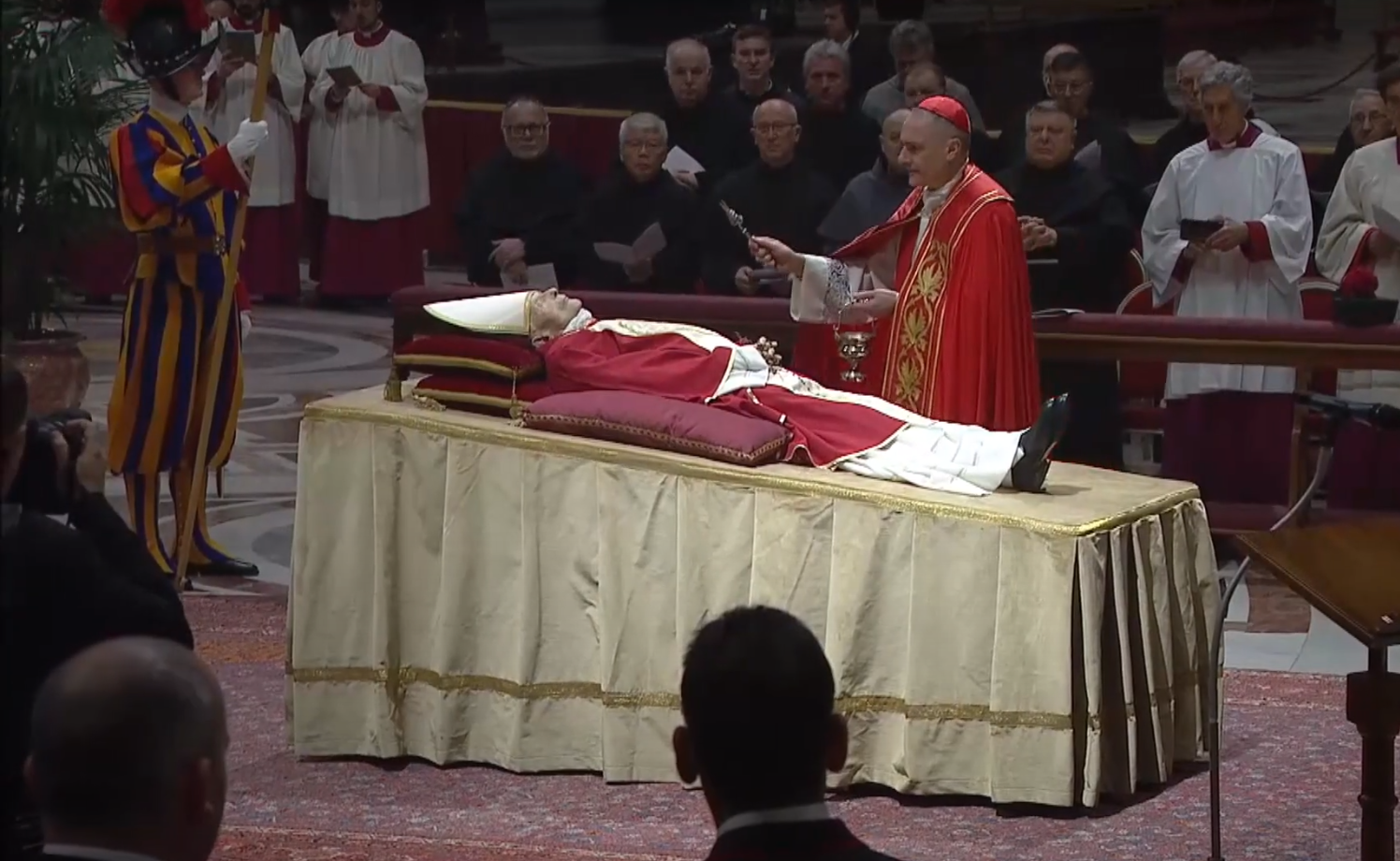
Il cardinale Mauro Gambetti benedice la salma di Benedetto XVI esposta nella basilica di San Pietro

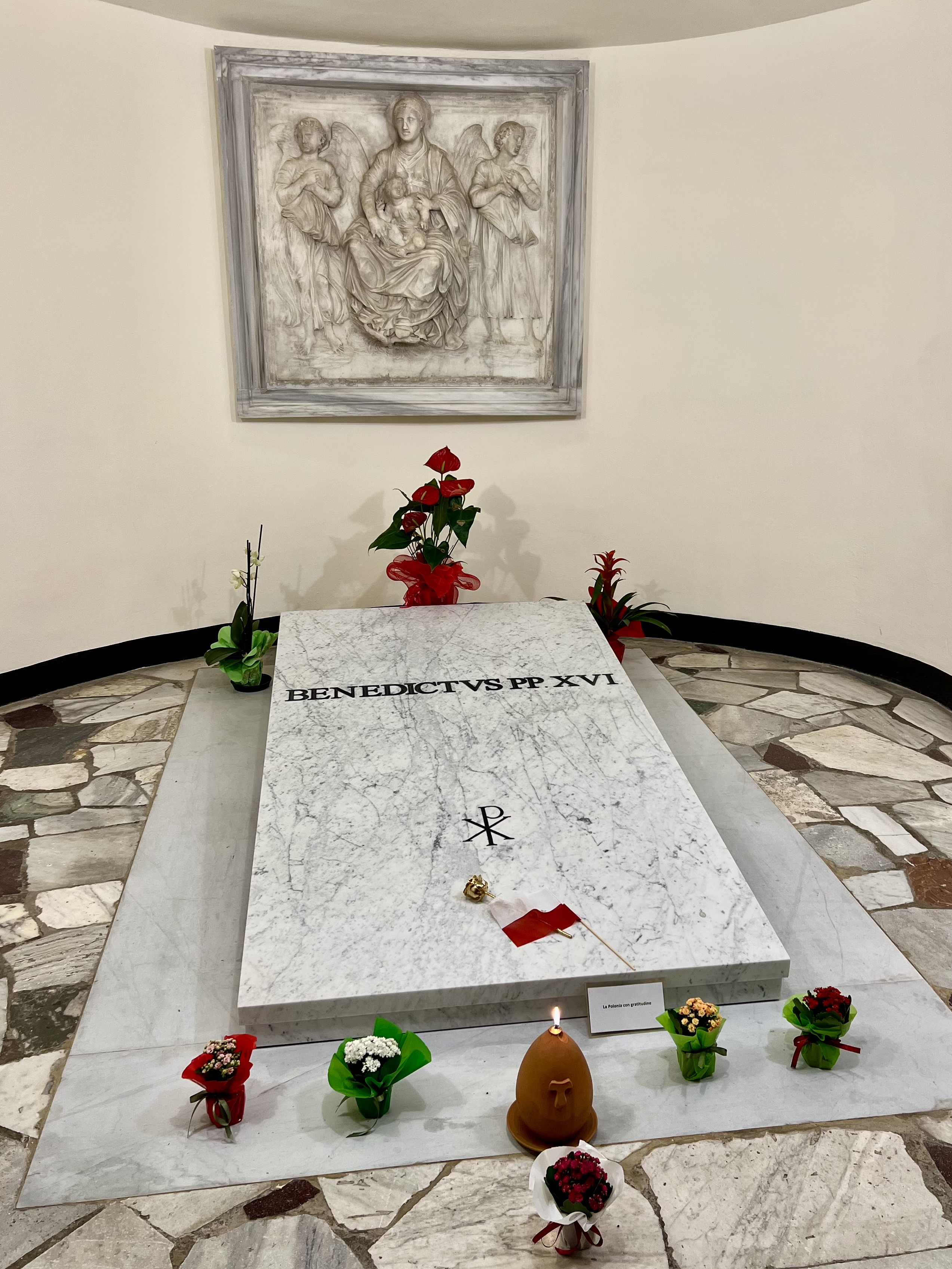
La tomba di Benedetto XVI nelle Grotte Vaticane

Al termine dell'udienza generale settimanale del 28 dicembre 2022 papa Francesco ha annunciato che il papa emerito era "molto malato", chiedendo alle persone presenti di pregare per lui. Più tardi in quel giorno, Matteo Bruni, direttore della Sala Stampa della Santa Sede, confermò l'aggravamento delle condizioni di salute del papa emerito dovute all'età avanzata, e riferì che era sotto supervisione medica. Papa Francesco poi visitò Benedetto XVI dopo l'udienza, e il papa emerito ricevette l'unzione degli infermi.
Il 29 dicembre Bruni riferì che le condizioni di Benedetto XVI restavano gravi, ma egli era "assolutamente lucido e vigile". Il giorno dopo il papa emerito partecipò alla celebrazione della messa nella sua stanza: le sue condizioni erano stabili. Lo stesso giorno una messa speciale fu celebrata in suo onore nella basilica di San Giovanni in Laterano a Roma.
Benedetto XVI morì la mattina del successivo 31 dicembre alle ore 9:34 nel monastero Mater Ecclesiae, in Vaticano, all'età di 95 anni, a causa di uno shock cardiogeno evolutosi per un'insufficienza parenchimale seguita da un'insufficienza respiratoria. L'arcivescovo Georg Gänswein, suo segretario personale e confidente, disse che le sue ultime parole, udite da un'infermiera, furono: "Signore ti amo". Nello stesso giorno fu diffuso il suo testamento spirituale, scritto in lingua tedesca il 29 agosto 2006.

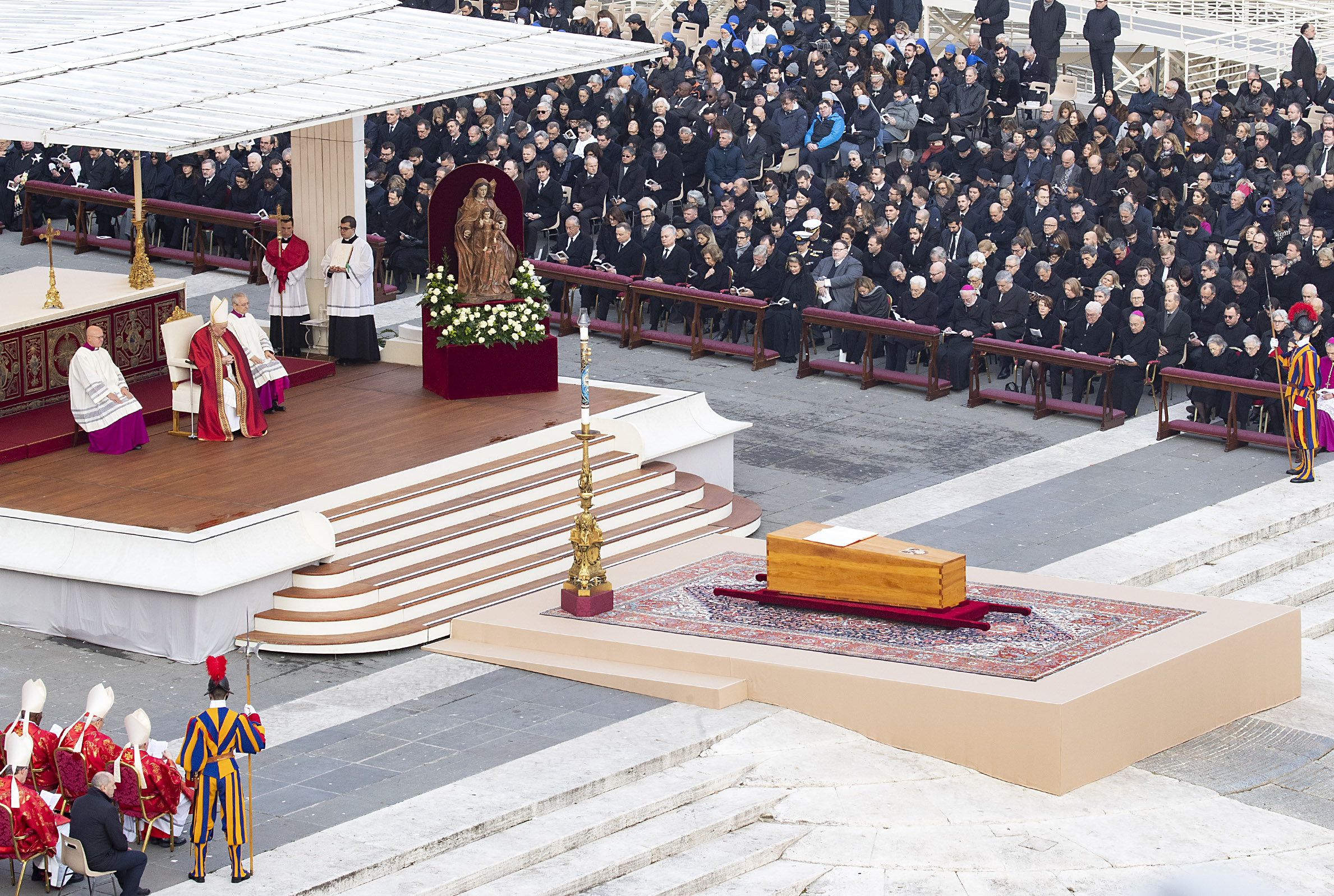
Un momento della messa esequiale, 5 gennaio 2023

Il 1º gennaio 2023 la salma del papa emerito fu esposta presso la cappella del monastero Mater Ecclesiae, venendo l'indomani traslata per l'omaggio dei fedeli nella basilica di San Pietro, dove rimase fino al giorno del funerale. Più di 200 000 persone affollarono la basilica vaticana per rendere omaggio alla salma di papa Ratzinger. Le esequie, alla presenza di oltre 50 000 fedeli provenienti da tutto il mondo, furono celebrate la mattina del 5 gennaio in piazza San Pietro dal cardinale decano Giovanni Battista Re, in una cerimonia presieduta da papa Francesco. Erano due secoli che un pontefice non presiedeva il funerale di un suo predecessore. Al termine del funerale la salma venne sepolta nelle Grotte Vaticane, nella stessa cappella che aveva ospitato le spoglie di Giovanni XXIII e Giovanni Paolo II. La cripta è stata aperta al pubblico la mattina dell'8 gennaio.

## Interessi personali

### La passione per la musica classica e i gatti
Benedetto XVI era noto per essere profondamente interessato e attratto dalla musica classica, oltre a essere un noto pianista. Il suo compositore preferito era Wolfgang Amadeus Mozart, della cui musica disse: "La sua musica non è solo intrattenimento; contiene tutta la tragedia dell'esistenza umana." Benedetto XVI dichiarò inoltre che la musica di Mozart lo appassionò sin da giovane e "penetrò profondamente la sua anima". Le opere che Benedetto prediligeva di Mozart erano il concerto per clarinetto e il quintetto per clarinetto. Egli stesso registrò un album di musica classica contemporanea dal titolo Alma Mater, nel quale cantava e recitava preghiere alla Vergine Maria. L'album fu pubblicato il 30 novembre 2009.
Egli era inoltre un grande appassionato di gatti. Ancora cardinale, era noto ai suoi vicini di casa per prendersi cura dei gatti randagi che trovava. Un libro dal titolo inglese Joseph and Chico: A Cat Recounts the Life of Pope Benedict XVI ("Joseph e Chico: un gatto racconta la vita di papa Benedetto XVI") venne pubblicato nel 2007 proprio per raccontare la vita di papa Benedetto vista dal suo gatto, Chico. Durante il suo viaggio apostolico in Australia per la Giornata Mondiale della Gioventù del 2008, i media riportarono come il papa avesse portato con sé anche una gatta grigia, di nome Bella, per tenergli compagnia durante la sua permanenza.

### L'uso dei social media
Nel dicembre del 2012 il Vaticano annunciò che anche il pontefice aveva iniziato a scrivere sui servizi di rete sociale e precisamente su Twitter con l'account @Pontifex. Il suo primo tweet è stato fatto il 12 dicembre col testo: «Cari amici, sono contento di stare in contatto con voi tramite Twitter. Grazie alla vostra generosa risposta. Vi benedico tutti con tutto il mio cuore.» Il 28 febbraio 2013, giorno della sua rinuncia al pontificato, i tweet di Benedetto XVI furono archiviati e l'account @Pontifex riportò la scritta "Sede Vacante". Papa Francesco, una volta insediato, ha deciso di recuperare l'account @Pontifex.

## Genealogia episcopale e successione apostolica
La genealogia episcopale è:
- Cardinale Scipione Rebiba
- Cardinale Giulio Antonio Santori
- Cardinale Girolamo Bernerio, O.P.
- Arcivescovo Galeazzo Sanvitale
- Cardinale Ludovico Ludovisi
- Cardinale Luigi Caetani
- Cardinale Ulderico Carpegna
- Cardinale Paluzzo Paluzzi Altieri degli Albertoni
- Papa Benedetto XIII
- Papa Benedetto XIV
- Papa Clemente XIII
- Cardinale Bernardino Giraud
- Cardinale Alessandro Mattei
- Cardinale Pietro Francesco Galleffi
- Cardinale Giacomo Filippo Fransoni
- Cardinale Antonio Saverio De Luca
- Arcivescovo Gregor Leonhard Andreas von Scherr, O.S.B.
- Arcivescovo Friedrich von Schreiber
- Arcivescovo Franz Joseph von Stein
- Arcivescovo Joseph von Schork
- Vescovo Ferdinand von Schlör
- Arcivescovo Johann Jakob von Hauck
- Vescovo Ludwig Sebastian
- Cardinale Joseph Wendel
- Arcivescovo Josef Schneider
- Vescovo Josef Stangl
- Papa Benedetto XVI[240]

La successione apostolica è:
- Cardinale Alberto Bovone (1984)
- Arcivescovo Zygmunt Zimowski (2002)
- Vescovo Josef Clemens (2004)
- Arcivescovo Bruno Forte (2004)
- Arcivescovo Mieczysław Mokrzycki (2007)
- Arcivescovo Francesco Giovanni Brugnaro (2007)
- Cardinale Gianfranco Ravasi (2007)
- Arcivescovo Tommaso Caputo (2007)
- Vescovo Sergio Pagano, B. (2007)
- Arcivescovo Vincenzo Di Mauro (2007)
- Arcivescovo Gabriele Giordano Caccia (2009)
- Arcivescovo Franco Coppola (2009)
- Cardinale Pietro Parolin (2009)
- Vescovo Raffaello Martinelli (2009)
- Vescovo Giorgio Corbellini (2009)
- Arcivescovo Savio Hon Tai-Fai, S.D.B. (2011)
- Arcivescovo Marcello Bartolucci (2011)
- Arcivescovo Celso Morga Iruzubieta (2011)
- Arcivescovo Antonio Guido Filipazzi (2011)
- Arcivescovo Edgar Peña Parra (2011)
- Arcivescovo Charles John Brown (2012)
- Arcivescovo Marek Solczyński (2012)
- Arcivescovo Angelo Vincenzo Zani (2013)
- Arcivescovo Fortunatus Nwachukwu (2013)
- Arcivescovo Georg Gänswein (2013)
- Arcivescovo Nicolas Henry Marie Denis Thévenin (2013)

## Ascendenza
|                                                            |                                  |                                    | Genitori                           |  |  | Nonni |  |  | Bisnonni                          |  |  | Trisnonni                         |  |
|                                                            |                                  |                                    |                                    |  |  |       |  |  | Johann Georg Räzinger (1807-1865) |  |  | Johann Georg Räzinger (1771-1819) |  |
|                                                            |                                  |                                    |                                    |  |  |       |  |  | Johann Georg Räzinger (1807-1865) |  |  | Johann Georg Räzinger (1771-1819) |  |
|                                                            |                                  | Theresia David (1778-1832)         |                                    |  |  |       |  |  | Johann Georg Räzinger (1807-1865) |  |  |                                   |  |
| Joseph Ratzinger (1838-1903)                               |                                  |                                    |                                    |  |  |       |  |  | Johann Georg Räzinger (1807-1865) |  |  |                                   |  |
|                                                            |                                  | Barbara Perlinger (1814-1862)      | Martin Perlinger (1781-????)       |  |  |       |  |  |                                   |  |  |                                   |  |
|                                                            |                                  | Barbara Perlinger (1814-1862)      | Martin Perlinger (1781-????)       |  |  |       |  |  |                                   |  |  |                                   |  |
|                                                            |                                  | Barbara Perlinger (1814-1862)      | Anna Maria Perlinger (1783-????)   |  |  |       |  |  |                                   |  |  |                                   |  |
| Joseph Alois Ratzinger (1877-1959)                         |                                  | Barbara Perlinger (1814-1862)      |                                    |  |  |       |  |  |                                   |  |  |                                   |  |
|                                                            |                                  | Georg Schmid (1813-????)           | Stephanus Schmidt (1761-????)      |  |  |       |  |  |                                   |  |  |                                   |  |
|                                                            |                                  | Georg Schmid (1813-????)           | Stephanus Schmidt (1761-????)      |  |  |       |  |  |                                   |  |  |                                   |  |
|                                                            |                                  | Georg Schmid (1813-????)           | Anna Maria Kerl (1768-????)        |  |  |       |  |  |                                   |  |  |                                   |  |
| Katharina Schmied (1851-1937)                              |                                  | Georg Schmid (1813-????)           |                                    |  |  |       |  |  |                                   |  |  |                                   |  |
|                                                            |                                  | Magdalena Neymaier (1822-????)     | Matthias Neumayr (1770-1828)       |  |  |       |  |  |                                   |  |  |                                   |  |
|                                                            |                                  | Magdalena Neymaier (1822-????)     | Matthias Neumayr (1770-1828)       |  |  |       |  |  |                                   |  |  |                                   |  |
|                                                            |                                  | Magdalena Neymaier (1822-????)     | Anna Maria Ambros (1757-1809)      |  |  |       |  |  |                                   |  |  |                                   |  |
| Joseph Aloisius Ratzinger (papa Benedetto XVI) (1927-2022) |                                  | Magdalena Neymaier (1822-????)     |                                    |  |  |       |  |  |                                   |  |  |                                   |  |
|                                                            | Johann Nepomuk Reiss (1811-1875) | Joseph Didakus Reiss (1785-1835)   |                                    |  |  |       |  |  |                                   |  |  |                                   |  |
|                                                            | Johann Nepomuk Reiss (1811-1875) | Joseph Didakus Reiss (1785-1835)   |                                    |  |  |       |  |  |                                   |  |  |                                   |  |
|                                                            | Johann Nepomuk Reiss (1811-1875) | Benedikte Ibach (1786-1853)        |                                    |  |  |       |  |  |                                   |  |  |                                   |  |
| Isidor Rieger (1860-1912)                                  | Johann Nepomuk Reiss (1811-1875) |                                    |                                    |  |  |       |  |  |                                   |  |  |                                   |  |
|                                                            |                                  | Maria Anna Rieger (1795-1855)      | Martin Reiss (1754-1808)           |  |  |       |  |  |                                   |  |  |                                   |  |
|                                                            |                                  | Maria Anna Rieger (1795-1855)      | Martin Reiss (1754-1808)           |  |  |       |  |  |                                   |  |  |                                   |  |
|                                                            |                                  | Maria Anna Rieger (1795-1855)      | Maria Anna Schechinger (1755-????) |  |  |       |  |  |                                   |  |  |                                   |  |
| Maria Rieger (1884-1963)                                   |                                  | Maria Anna Rieger (1795-1855)      |                                    |  |  |       |  |  |                                   |  |  |                                   |  |
|                                                            |                                  | Anton Peter Peintner (1818-1877)   | Josef Peintner (1785-????)         |  |  |       |  |  |                                   |  |  |                                   |  |
|                                                            |                                  | Anton Peter Peintner (1818-1877)   | Josef Peintner (1785-????)         |  |  |       |  |  |                                   |  |  |                                   |  |
|                                                            |                                  | Anton Peter Peintner (1818-1877)   | Maria Klauer (1792-????)           |  |  |       |  |  |                                   |  |  |                                   |  |
| Maria Tauber-Peintner (1855-1930)                          |                                  | Anton Peter Peintner (1818-1877)   |                                    |  |  |       |  |  |                                   |  |  |                                   |  |
|                                                            |                                  | Elisabeth Maria Tauber (1832-1904) | Jacob Tauber (1788-1864)           |  |  |       |  |  |                                   |  |  |                                   |  |
|                                                            |                                  | Elisabeth Maria Tauber (1832-1904) | Jacob Tauber (1788-1864)           |  |  |       |  |  |                                   |  |  |                                   |  |
|                                                            |                                  | Elisabeth Maria Tauber (1832-1904) | Maria Niedermayr (1801-????)       |  |  |       |  |  |                                   |  |  |                                   |  |
|                                                            |                                  | Elisabeth Maria Tauber (1832-1904) |                                    |  |  |       |  |  |                                   |  |  |                                   |  |

## Onorificenze

### Onorificenze della Santa Sede
Il papa è sovrano degli ordini pontifici della Santa Sede mentre il Gran magistero delle singole onorificenze può essere mantenuto direttamente dal pontefice o concesso a una persona di fiducia, solitamente un cardinale.

### Altri riconoscimenti
- Il 13 gennaio 1992 è stato nominato membro associato straniero dell'Académie des Sciences Morales et Politiques, in sostituzione di Andrej Dmitrievič Sacharov, premio Nobel per la pace defunto nel 1989.[246]
- L'asteroide 8661 Ratzinger è stato a lui dedicato.[247]
- In onore della sua passione per la musica, l'8 dicembre 2008 gli è stato dedicato il Pontificio Organo Dom Bedos-Roubo Benedetto XVI, un organo a canne nella chiesa di san Domenico a Rieti.[248]

### Cittadinanze onorarie
- Cittadino onorario di Ratisbona[249]
- Cittadino onorario di Introd[250]
- Cittadino onorario di Frisinga[251]

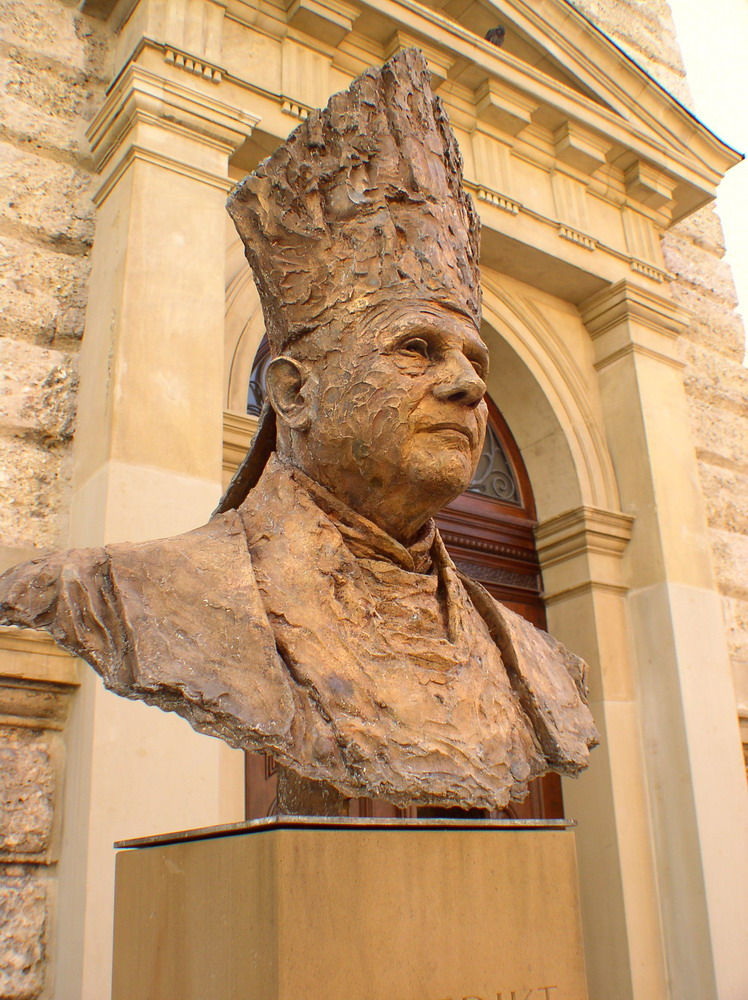
Busto di Benedetto XVI a Traunstein

- Cittadino onorario di Romano Canavese[252]
- Cittadino onorario di Naz-Sciaves[253]
- Cittadino onorario di Arconate[254]
- Cittadino onorario di Roana[255]

## Documentari
- Le Chiavi del Regno, da Giovanni Paolo II a Benedetto XVI del Centro Televisivo Vaticano, distribuito da HDH Communications, 2006.
- Benedetto XVI, il Papa dell'amicizia con Dio della RAI e trasmesso da Rai 1 per l'80º genetliaco del Pontefice.
- Benedetto XVI - Ritratto di un Papa tedesco La Storia siamo noi.
- Tg2 Dossier - Benedetto si racconta di Enzo Romeo, trasmesso da Rai 2 per l'85º genetliaco del Pontefice.
- Tg2 Dossier - Benedetto XVI, ritratto inedito di Lucio Brunelli, trasmesso da Rai 2 il 7 gennaio 2013.

## Opere d'arte celebrative

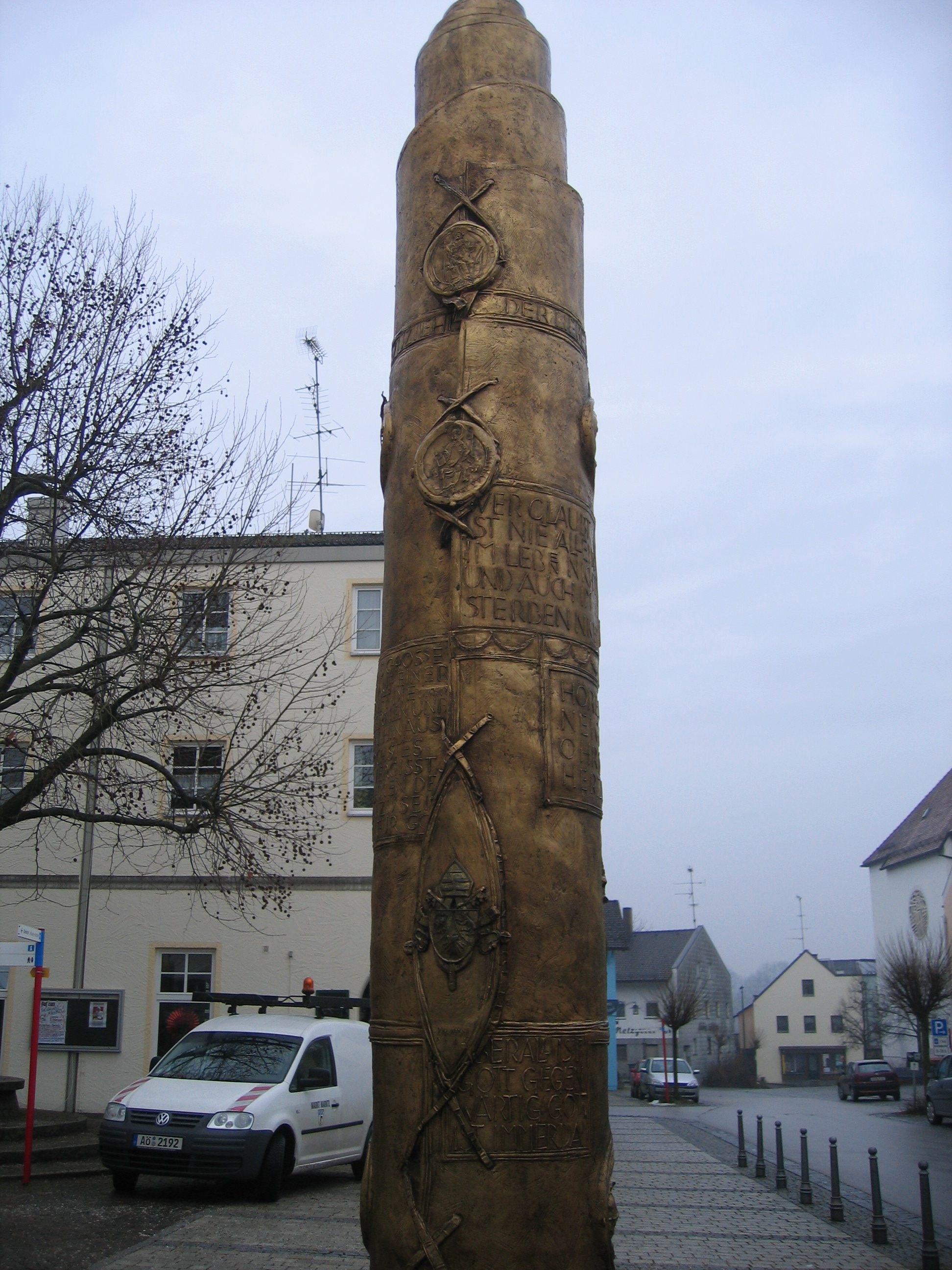
Benediktsäule a Marktl

- Opera in bronzo presso il duomo di Monaco di Baviera, di Josef Alexander Henselmann, 2006.
- Busto presso l'università di Ratisbona, di Christiane Mayr, 2006.
- Benediktsäule a Marktl, di Joseph Michael Neustifter, 2006.
- Busto a Traunstein, di Johann Brunner 2007.
- Statua in bronzo a Castrignano del Capo, 2008.
- Busto in marmo Habemus Hominem, di Jacopo Cardillo (in arte Jago), 2013.[256]

## Opere
- Joseph Ratzinger, San Bonaventura. La teologia della storia, Assisi, Edizioni Porziuncola, 1959
- Joseph Ratzinger, Introduzione al cristianesimo. Lezioni sul simbolo apostolico, Brescia, Queriniana, 2005 (1969).
- Joseph Ratzinger, Il nuovo popolo di Dio. Questioni ecclesiologiche, Brescia, Queriniana, 1971 (20236)
- Joseph Ratzinger (con Vittorio Messori), Rapporto sulla fede, Cinisello Balsamo, Edizioni San Paolo, 1985.
- Joseph Ratzinger, Cercate le cose di lassù, Roma, Edizioni Paoline, 1986. Del 2011 l'edizione con illustrazioni a colori di Luigi De Mitri edita da LEV.
- Joseph Ratzinger, La mia vita - Autobiografia, Cinisello Balsamo, Edizioni San Paolo, 1997, ISBN 978-8892241787.
- Joseph Ratzinger, Introduzione allo spirito della liturgia, Cinisello Balsamo, Edizioni San Paolo, 2001  [2000].
- Joseph Ratzinger (con Marcello Pera), Senza radici, Milano, Arnoldo Mondadori Editore, 2005.
- Joseph Ratzinger, Con Gesù la vita è una festa, Roma, Edizioni Paoline, 2006.
- Benedetto XVI, Chi crede non è mai solo, Siena / Città del Vaticano, Edizioni Cantagalli / Libreria editrice vaticana, 2006.
- Benedetto XVI, Gesù di Nazaret. Dal Battesimo alla Trasfigurazione, Milano, Rizzoli, 2007.
- Benedetto XVI, Con Maria incontro a Gesù, Roma, Edizioni Paoline, 2008.
- Benedetto XVI, Escatologia. Morte e vita eterna, Assisi, Cittadella Editrice, 2008.
- Benedetto XVI, Peter Seewald, Luce del mondo. Il papa, la Chiesa e i segni dei tempi, Città del Vaticano, Libreria Editrice Vaticana, 2010.
- Benedetto XVI, Donne nel Medioevo. Il genio femminile nella storia del popolo di Dio, Milano, Marietti Editore, 2011.
- Benedetto XVI, Gesù di Nazaret. Dall'ingresso in Gerusalemme fino alla risurrezione, Città del Vaticano, Libreria Editrice Vaticana, 2011.
- Benedetto XVI, L'infanzia di Gesù, Città del Vaticano, Rizzoli, Libreria Editrice Vaticana, 2012.
- Benedetto XVI, Piergiorgio Odifreddi, Caro Papa teologo, caro matematico ateo. Dialogo tra fede e ragione, Arnoldo Mondadori Editore, 2013.
- Benedetto XVI, L'eredità dell'amore, Milano, Edizioni Piemme, 2013.
- Benedetto XVI, Il tempo della storia. Il senso del nostro viaggio, Milano, Edizioni Piemme, 2017.
- Benedetto XVI, Robert Sarah, Dal profondo del nostro cuore, Edizioni Cantagalli, 2020.
- Benedetto XVI, Che cos'è il cristianesimo. Quasi un testamento spirituale, Milano, Arnoldo Mondadori Editore, 2023 (postumo).
- Benedetto XVI (raccolta di testi), Dio è sempre nuovo, Città del Vaticano, Libreria Editrice Vaticana, 2023 (postumo).